# Pescara
Pescara (/peˈskaːra/, , Pescara /peˈskaːrə/ in abruzzese, Pescara /pəˈskaːrə/ in dialetto pescarese) è un comune italiano di 118 428 abitanti, capoluogo dell'omonima provincia in Abruzzo. È il comune più popoloso della regione ed è, insieme all'Aquila, sede degli uffici del consiglio, della giunta e degli assessorati regionali.
I primi insediamenti di Pescara risalirebbero almeno al I millennio a.C. e sono legati alla città romana di Aternum, porto sull'Adriatico dell'antica Roma. La sua posizione strategica ha connotato con il passare dei secoli lo sviluppo della vita economica e sociale della città, limitata dapprima alla funzione di baluardo di difesa militare del Regno di Napoli e poi, dalla seconda metà dell'Ottocento, caratterizzata da una fruttuosa attitudine ai traffici commerciali e al turismo balneare.
La città ha un aspetto prevalentemente moderno, dovuto perlopiù alla ricostruzione susseguente a una serie di pesanti bombardamenti subiti durante la seconda guerra mondiale, che causarono la distruzione di gran parte del centro urbano.

## Geografia fisica
Pescara è situata sulla costa adriatica, a circa 4 m s.l.m. e si sviluppa intorno alla foce del fiume Pescara sul terminale della Val Pescara.

### Territorio
Il territorio occupato dalla città è un'avanfossa originatosi nel periodo del Pliocene, composta prevalentemente da litotipi argillosi coperti da terreni alluvionali. Il litorale, lungo 6,8 chilometri, borda una piana costiera di ampiezza variabile da qualche centinaio di metri a oltre un chilometro. I versanti collinari posti alle spalle della pianura costiera sono in generale riferibili a paleo-falesie rimodellate da altri processi morfogenetici in seguito alla creazione della piana.
Le dinamiche della linea di costa sono caratterizzate, dalla fine del XIX secolo, da importanti fasi di erosione ed arretramento, interrotte da temporanee fasi di avanzamento. La tendenza all'erosione costiera è fortemente condizionata dal diminuito apporto di sedimenti da parte dei fiumi dell'area nel mare, imputabile principalmente allo sfruttamento idroelettrico dei fiumi, che ne ha ridotto portata e sedimenti, e all'intensa urbanizzazione che ha interessato vari tratti della fascia litoranea e le valli dei fiumi Pescara, Foro e Saline. Le scogliere poste a breve distanza della riva e altre opere di mitigazione dell'erosione messe in atto a partire dagli anni 1950 hanno in parte rallentato il fenomeno. Le spiagge, basse e sabbiose, si estendono senza soluzione di continuità a nord e a sud del fiume. Il tessuto urbano si sviluppa su un'area pianeggiante che occupa la valle intorno al fiume Pescara e la zona litoranea a nord e a sud della foce, estendendosi anche sulle colline circostanti.

La città è interessata dalla presenza di falde freatiche, che con le escursioni stagionali rimontano anche di un metro, specialmente in primavera, in seguito allo scioglimento delle nevi sui monti. La costa dove si estende la città era nei secoli passati e prima dell'urbanizzazione, caratterizzata da formazioni forestali che variavano fra i pioppo-saliceti ripariali, i querceti planiziali a Farnia, i Querceti mesoxerofili a Roverella e sporadiche pinete a Pino d'Aleppo. Alla fine del XIX secolo, a causa della rapida espansione cittadina, l'estensione dei boschi si ridusse notevolmente, e la vegetazione rimasta è concentrata nella Pineta Dannunziana e sui colli Madonna e di San Silvestro. La classificazione sismica è stata fissata nella zona 3, ovvero sismicità bassa, dall'ordinanza PCM n. 3274 del 20/03/2003.

### Clima
Pescara si trova a 42°27' Nord di latitudine, e 14°13' Est di longitudine. Il suo clima si inquadra nel Temperato umido con estate calda (Cfa) di Koppen, con estati calde ma spesso molto umide per via dei regimi di brezza da NE, a volte intensi, che dal mare giungono sulla terra soprattutto in concomitanza con il perseverare di strutture anticicloniche di matrice africana, le quali sospingono negli alti strati dell'atmosfera aria molto calda che contrasta con l'aria "fresca" sulla superficie del mare. Questo particolare fenomeno impedisce alle temperature di superare la soglia dei 35 °C, ma in compenso ne aumenta fortemente la sensazione di calore per il considerevole aumento dell'umidità. Il regime di brezza durante l'estate segue una rotazione ben precisa e costante dei venti. Dalle 9 di sera alle 9 del mattino soffia la brezza di terra (al massimo 5-7 nodi), proveniente da SO, in genere molto più debole della brezza di mare, che invece inizia a spirare verso le 9 del mattino, arrivando repentinamente, inizialmente con una direzione da NE, e termina verso le ore 20/21 dal quadrante ESE. In condizioni di stabilità atmosferica, la brezza marina può arrivare anche a 15 nodi nelle ore centrali della giornata, facendo così raggiungere i valori termici più bassi del giorno proprio tra le 12 e le 15 del pomeriggio.
La brezza marina che soffia da NE è quella che è in grado di apportare sulla città i massimi indici di umidità, mentre quella da ESE è molto più secca e non influisce molto sull'andamento termico della giornata, tuttavia le temperature estive riescono a sorpassare anche di molto i 35 °C solo in presenza del "garbino", vento proveniente dall'entroterra africano che, scagliandosi con velocità sui monti dell'Abruzzo, nella sua discesa provoca un forte riscaldamento e un radicale abbassamento delle percentuali di umidità. I monti vicini, la Maiella e la catena del Gran Sasso, hanno un'influenza importante sul clima e in presenza di correnti da SO espongono Pescara al sopracitato "garbino" o favonio (o foehn), un vento forte discendente, che non di rado raggiunge anche i 100 km/h e provoca un repentino aumento delle temperature per subsidenza e con essa una notevole diminuzione dell'umidità relativa. Per tale motivo non sono rari gli inverni con temperature giornaliere che sfiorano o superano i 20 °C. La temperatura più alta in città, pari a 45 °C, è stata registrata il 30 agosto 2007. Tale valore è stato determinato dalla combinazione di elevate isoterme ad 850 hPa e del vento di foehn appenninico.
Il 24 luglio 2007, per le stesse condizioni climatiche, erano stati toccati valori vicini a questo record: 44 °C e, nelle ore notturne della medesima giornata, la temperatura si era attestata per alcune ore sui 37 °C a seguito della sopracitata combinazione climatica. Gli inverni sono moderatamente piovosi, ma la neve non di rado fa la sua comparsa, riuscendo periodicamente anche a coprire la città con un moderato manto di coltre bianca. Questo evento viene favorito per l'instaurarsi di una depressione attiva sullo ionio, che richiama aria gelida dai balcani. Infatti, a causa di correnti da NE, Pescara risente dello stau ad opera del retrostante Appennino centrale, che provoca precipitazioni, generalmente deboli, ma anche di forte intensità, se accompagnato da una depressione. Sempre da NE provengono correnti d'aria siberiane che, mediamente ogni 3-4 anni, portano discreti accumuli di neve.
Le percentuali di umidità atmosferica sono tuttavia alte anche in inverno. La temperatura più bassa invece toccò i −13 °C il 4 gennaio 1979 (nella giornata precedente si registrarono −12 °C). In città le temperature medie nel mese più freddo (gennaio) si attestano attorno ai 6,5 °C e in quello più caldo (luglio) attorno ai 23,5 °C (dati relativi alle medie di riferimento climatico 1961-1990). Le precipitazioni non sono elevate (leggermente al di sotto dei 700 mm annui, di media, nel medesimo trentennio) e concentrate soprattutto nel tardo autunno.
- Classificazione climatica: zona D, 1718 GG

| Pescara Aeroporto (2000-2008)      | Mesi   | Mesi   | Mesi   | Mesi   | Mesi   | Mesi   | Mesi   | Mesi   | Mesi   | Mesi   | Mesi   | Mesi   | Stagioni | Stagioni | Stagioni | Stagioni | Anno    |
| Pescara Aeroporto (2000-2008)      | Gen    | Feb    | Mar    | Apr    | Mag    | Giu    | Lug    | Ago    | Set    | Ott    | Nov    | Dic    | Inv      | Pri      | Est      | Aut      | Anno    |
| ---------------------------------- | ------ | ------ | ------ | ------ | ------ | ------ | ------ | ------ | ------ | ------ | ------ | ------ | -------- | -------- | -------- | -------- | ------- |
| T. max. media (°C)                 | 11,5   | 12,3   | 15,5   | 18,4   | 23,3   | 27,7   | 30,2   | 28,0   | 24,9   | 21,4   | 16,6   | 12,3   | 12,0     | 19,1     | 28,6     | 21,0     | 20,2    |
| T. min. media (°C)                 | 2,4    | 2,6    | 5,0    | 7,6    | 12,0   | 15,7   | 17,7   | 17,2   | 13,3   | 11,2   | 7,0    | 3,7    | 2,9      | 8,2      | 16,9     | 10,5     | 9,6     |
| Giorni di gelo (Tmin ≤ 0 °C)       | 9,2    | 7,9    | 2,8    | 0,5    | 0,0    | 0,0    | 0,0    | 0,0    | 0,0    | 0,0    | 1,3    | 5,2    | 22,3     | 3,3      | 0,0      | 1,3      | 26,9    |
| Nuvolosità (okta al giorno)        | 5,0    | 5,1    | 4,7    | 4,3    | 3,9    | 3,3    | 2,2    | 2,4    | 3,1    | 4,0    | 4,7    | 5,0    | 5,0      | 4,3      | 2,6      | 3,9      | 4,0     |
| Precipitazioni (mm)                | 71,3   | 36,1   | 31,0   | 54,0   | 33,1   | 44,5   | 22,6   | 55,7   | 71,0   | 87,0   | 60,0   | 90,0   | 197,4    | 118,1    | 122,8    | 218,0    | 656,3   |
| Giorni di pioggia                  | 10,4   | 8,2    | 8,0    | 10,3   | 10,0   | 7,1    | 4,3    | 8,0    | 10,8   | 12,3   | 13,8   | 13,7   | 32,3     | 28,3     | 19,4     | 36,9     | 116,9   |
| Umidità relativa media (%)         | 74     | 73     | 72     | 71     | 72     | 70     | 69     | 71     | 72     | 75     | 76     | 76     | 74,3     | 71,7     | 70       | 74,3     | 72,6    |
| Eliofania assoluta (ore al giorno) | 3,1    | 3,9    | 4,9    | 6,4    | 7,8    | 8,7    | 9,8    | 8,9    | 7,3    | 5,5    | 3,7    | 2,9    | 3,3      | 6,4      | 9,1      | 5,5      | 6,1     |
| Pressione a 0 metri s.l.m. (hPa)   | 1 016  | 1 014  | 1 014  | 1 012  | 1 013  | 1 014  | 1 014  | 1 014  | 1 016  | 1 017  | 1 016  | 1 016  | 1 015,3  | 1 013    | 1 014    | 1 016,3  | 1 014,7 |
| Vento (direzione-m/s)              | SW 7,9 | SW 8,5 | SW 9,7 | SW 8,7 | NE 8,2 | NE 8,4 | NE 9,1 | NE 8,4 | SW 8,2 | SW 7,1 | SW 7,5 | SW 7,8 | 8,1      | 8,9      | 8,6      | 7,6      | 8,3     |

## Origini del nome

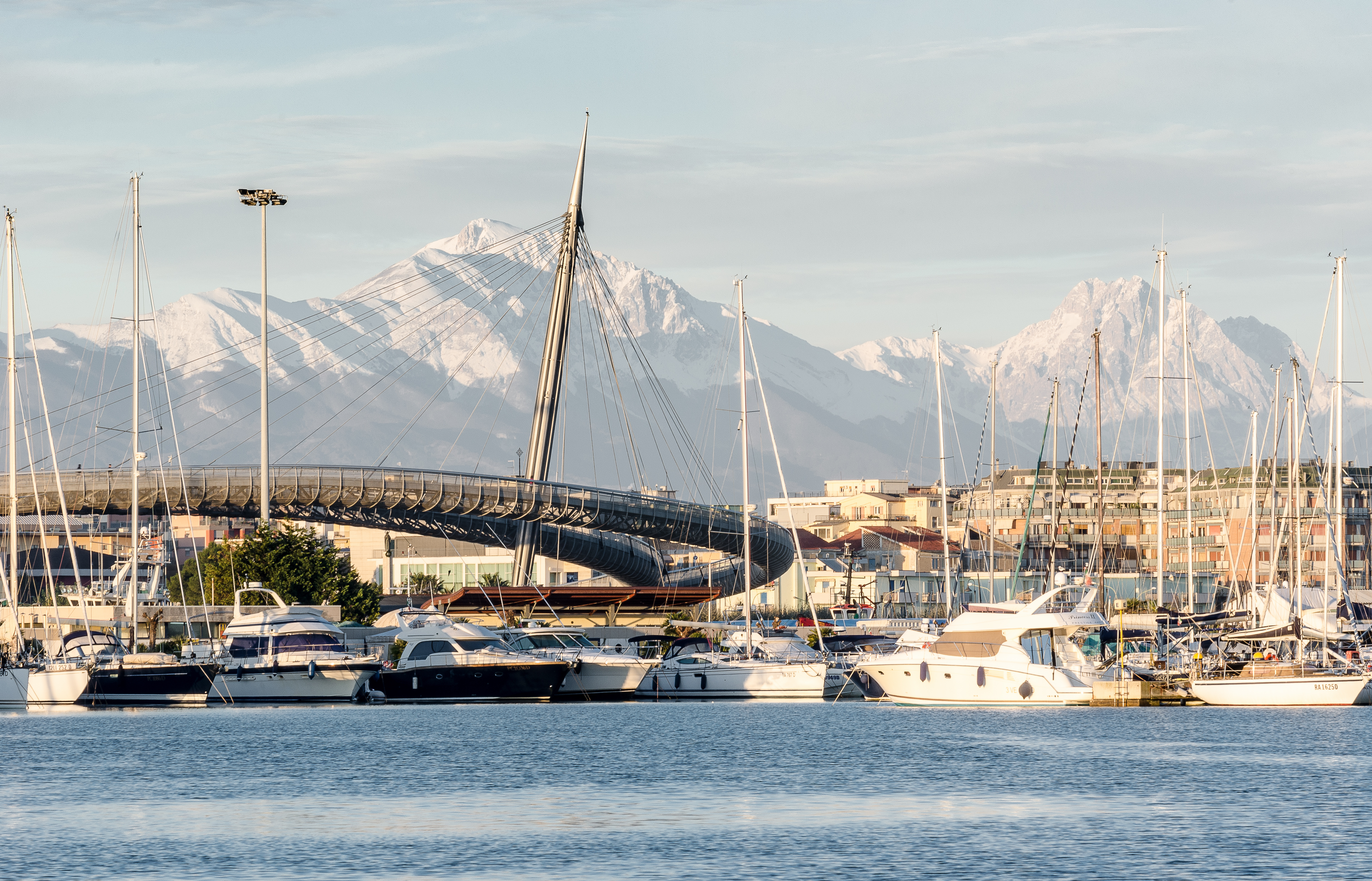
Veduta della Marina di Pescara, con il ponte del Mare e il Gran Sasso d'Italia sullo sfondo

Anticamente nota come Aternum, la città prese il nome dal fiume che l'attraversava, noto ai Romani come Aternus. Nei secoli successivi alla caduta dell'Impero romano d'Occidente il fiume inizierà ad essere chiamato Piscarius, e come già avvenuto in passato la città prenderà nuovamente il nome del fiume, divenendo nota dall'XI secolo come Piscaria; il toponimo, di probabili origini antiche, fu citato per la prima volta da Paolo Diacono nell'VIII secolo.

## Storia
I primi insediamenti avvennero presso il colle del Telegrafo e nei colli meridionali della città, dove sono stati portati alla luce reperti risalenti a 6 000 anni fa. Il vero e proprio villaggio sulle rive del fiume invece venne fondato nel I secolo a.C. dal popolo italico dei Vestini, e in epoca romana fu chiamato Vicus Aterni e a cui successivamente fu attribuito il nome Aternum. Pescara in età imperiale veniva indicata anche con il nome di Ostia Aterni (così riportata nella Tabula Peutingeriana), cioè la foce dell'Aterno, e costituiva il porto commerciale dei popoli Vestini, Peligni e Marrucini. Il movimento commerciale tra il porto di Aternum e Roma era particolarmente intenso, e si sviluppava attraverso la via Tiburtina Valeria che continua a unire le due città all'estremità di uno dei pochi attraversamenti dell'Appennino della zona.
Con la caduta dell'Impero romano d'Occidente e le invasioni barbariche, le attestazioni storiche di Aternum si fanno sempre più sporadiche, tuttavia il porto continuò la sua attività fino alla piena età medievale, con l'abitato che dopo una prima fase di ripresa nell'XI secolo conoscerà una lunga fase di declino e spopolamento a partire dal XII secolo, da cui si risolleverà solamente nel XVI secolo con la costruzione della fortezza spagnola.

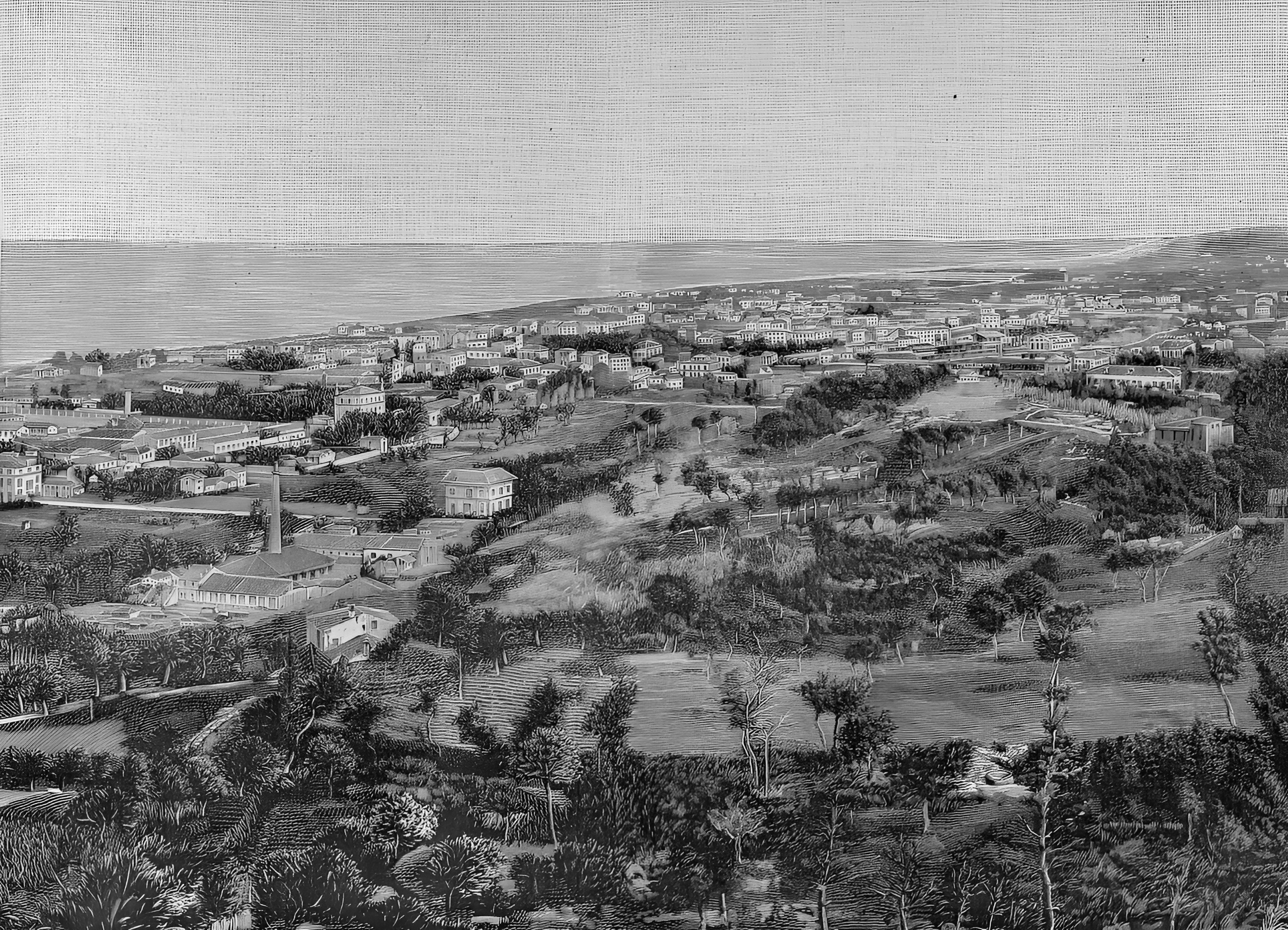
Castellammare Adriatico in una xilografia del 1901

Intorno all'anno 1000, Aternum cambiò il suo nome e divenne Piscaria con probabile riferimento alla pescosità della zona, mentre il fiume che la bagnava venne ribattezzato Piscarius. L'abitato fu anche, per un lungo periodo, tra le pertinenze dell'abbazia di Montecassino, inizialmente nel ducato longobardo di Benevento e in seguito alla conquista franca del IX secolo, in quello di Spoleto.
Nella seconda metà dell'XI secolo Pescara fu conquistata dai Normanni per poi entrare a far parte, nei primi decenni del Duecento, dei domini di Federico II di Svevia. Fra il XIII e il XIX secolo appartenne, con il resto dell'Abruzzo, al Regno di Napoli.
In età aragonese (seconda metà del XV secolo) fu data in feudo alla famiglia di origine spagnola dei D'Avalos, che imparentandosi con i D'Aquino furono a lungo marchesi di Pescara; tra i marchesi di Pescara vi fu Vittoria Colonna, sposa di Fernando Francesco D'Avalos.
Durante il regno di Carlo V, la cittadina venne trasformata in un'importante piazzaforte costiera del Regno: tra il 1510 e 1557 fu eretta a cavallo tra le due sponde del fiume la fortezza di Pescara, su progetto di Gian Tommaso Scala, a forma di pentagono irregolare con sette bastioni ai vertici. Le fortificazioni cittadine furono messe alla prova già nel 1566, quando resistettero a un assalto dell'ammiraglio ottomano Piyale Pascià anche grazie al contributo del condottiero Giovan Girolamo d'Acquaviva duca di Atri, che ne organizzò la difesa.
Anche nel corso del Settecento la città, che contava circa tremila abitanti, subì numerosi attacchi e fu contesa tra austriaci, francesi e spagnoli seguendo i numerosi conflitti che coinvolsero il Regno di Napoli in quegli anni. Alla fine del Settecento vi fu la parentesi della Repubblica Napoletana, durante la quale Ettore Carafa duca di Andria e conte di Ruvo prese il controllo della città per conto dei rivoluzionari, e contribuì insieme a Gabriele Manthoné alla difesa della neonata repubblica alla soverchiante reazione borbonica, che riprese in poco tempo il controllo della fortezza e del resto del regno meridionale.
Nel 1807 Castellammare Adriatico, sulla sponda nord del fiume, allora una frazione di circa 1 500 abitanti, divenne comune autonomo aggregato al circondario di Città Sant'Angelo; questa scissione portò a perduranti rivalità tra i due agglomerati sulle opposte sponde del fiume che si sopirono solo agli inizi del XX secolo, con la riunificazione cittadina del 1927.
La caserma di fanteria della fortezza pescarese venne adibita nel XIX secolo a carcere per dissidenti politici, noto come Bagno borbonico, nel quale furono imprigionati molti patrioti e rivoluzionari meridionali. Nel 1861 il Regno delle Due Sicilie fu annesso al nascente Regno d'Italia, e con esso la regione abruzzese. Sono divenute famose, e in seguito scolpite sulla torre del Palazzo di Città, le parole del re Vittorio Emanuele II di Savoia, durante il suo passaggio a Pescara il 17 ottobre 1860 sulla via per l'incontro di Teano con Giuseppe Garibaldi:
(Vittorio Emanuele II di Savoia)

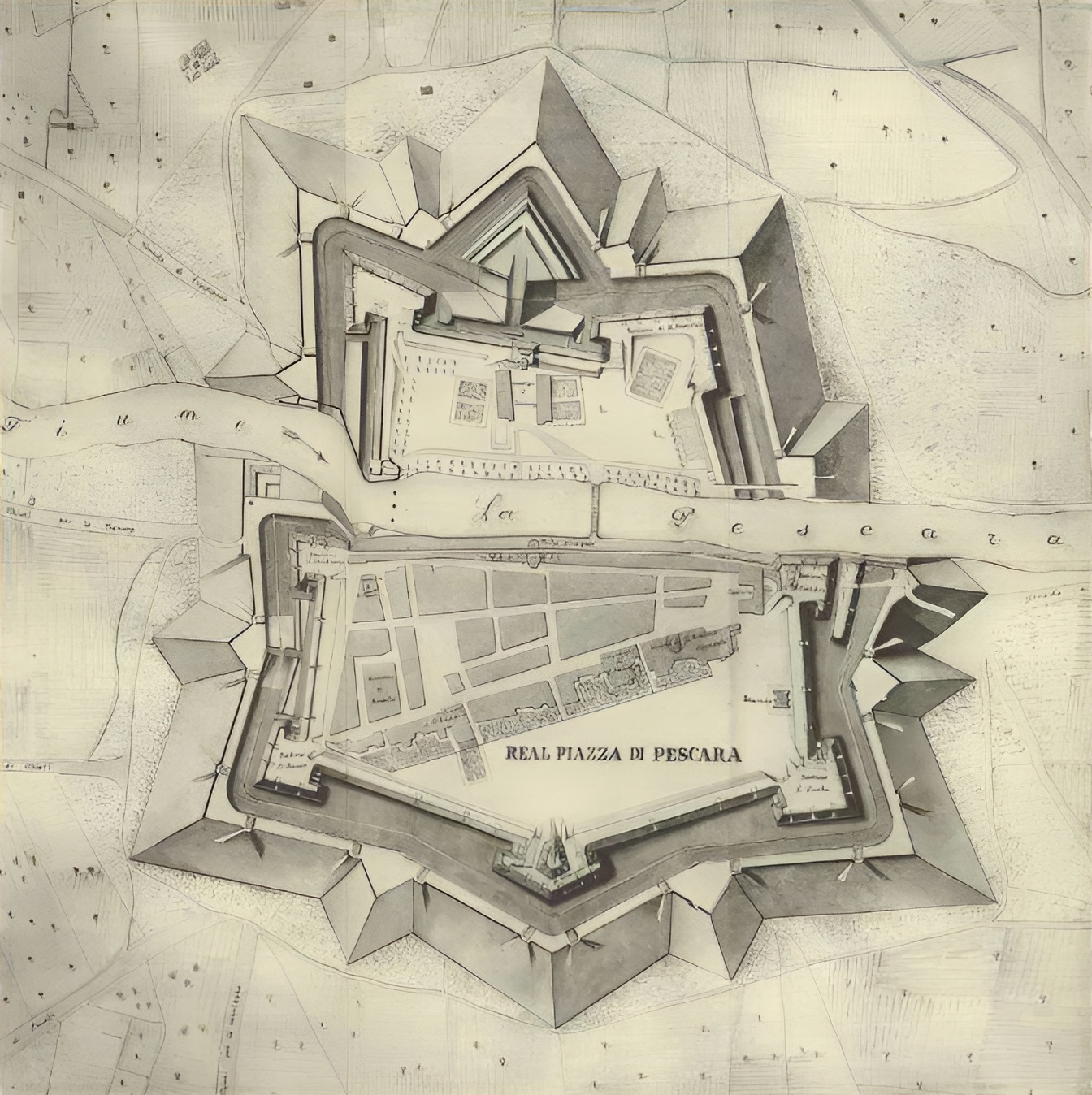
Pianta ottocentesca della fortezza

A cavallo fra Ottocento e Novecento le due cittadine di Castellammare e Pescara conobbero un primo, sostanziale sviluppo economico e un considerevole aumento della popolazione particolarmente significativo nel ventennio 1881-1901.

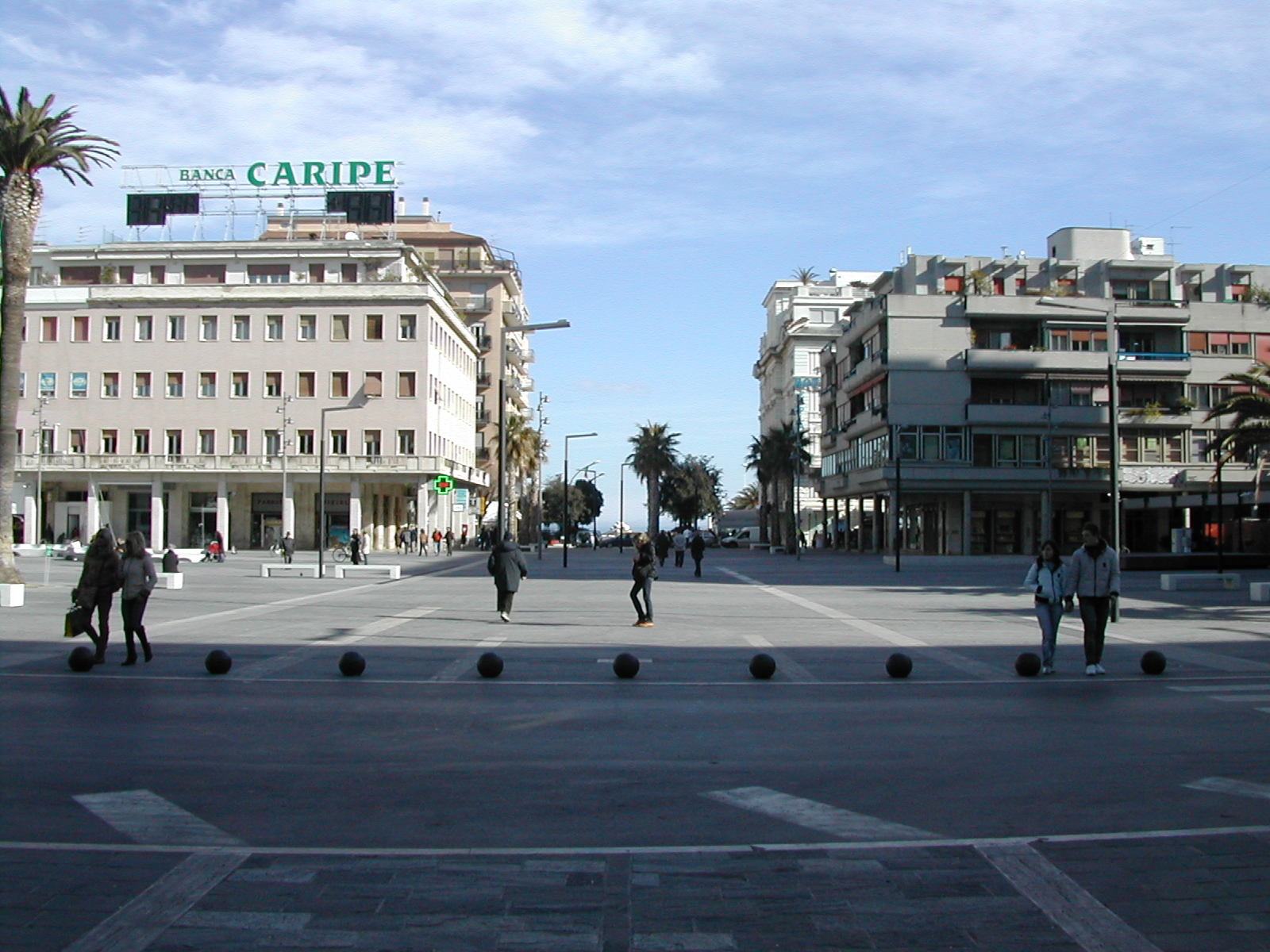
Piazza della Rinascita, la principale della città, è nata a causa dei bombardamenti avvenuti durante la Seconda guerra mondiale

Dalla seconda metà dell'Ottocento, fino al primo dopoguerra, nelle due città e nelle aree limitrofe si formò una borghesia industriale fortemente imprenditrice, con membri delle famiglie Bucco, D'Annunzio, Farina, Ricci, Mezzopreti, Muzii, De Riseis, Pomilio e Pascale. Tra le industrie attive nei primi anni '20 si ricordano la Monti Abbigliamento di Vincenzo Monti, la Puritas (pasta) di Angelo Delfino e le Fonderie Camplone.
Il rapido accrescimento economico e demografico aumentò nelle classi politiche locali la consapevolezza dell'importanza della riunificazione delle due cittadine e della loro elevazione a capoluogo di provincia. Dopo diversi anni di trattative il 2 gennaio 1927 venne infine firmato il decreto di unificazione delle due città sotto il nome di Pescara, con la contestuale istituzione della provincia omonima.
Durante la Seconda guerra mondiale Pescara subì notevoli perdite umane e danni materiali, sia per i numerosi bombardamenti della tarda estate del 1943, che causarono la morte di almeno 3 000 persone, sia per le razzie e le distruzioni da parte dell'esercito tedesco in ritirata. Per questi motivi l'8 febbraio 2001, il presidente della Repubblica, Carlo Azeglio Ciampi ha conferito alla città la medaglia d'oro al merito civile.
Nel secondo dopoguerra Pescara ha conosciuto uno sviluppo sostenuto che l'ha portata ad essere il centro economico, culturale e politico della regione.

### Simboli
(Motto riportato sullo scudo araldico cittadino)

Gonfalone della città

Dallo statuto comunale si ricavano le descrizioni dello stemma e del gonfalone.
(RD del 6.10.1927)
Il palo d'oro divide le partizioni che simboleggiano l'unificazione dei comuni di Pescara e Castellammare Adriatico. Le parole del motto ricordano che la città affonda le sue radici nell'antichità della romana Aternum, per divenire, in epoca medievale, Piscaria e poi Pescara.
Il "Gonfalone di Città", concesso con D.P.R. n. 4158 del 2 settembre 1988, è rappresentato dal drappo partito di bianco e di azzurro, riccamente ornato di ricami d'oro e caricato dello stemma civico con l'iscrizione centrata in oro «Città di Pescara».

## Monumenti e luoghi d'interesse
Pescara è una città dall'aspetto prevalentemente moderno, che ha conservato poche tracce del suo passato anche a causa della serie di bombardamenti subiti durante la seconda guerra mondiale. Alcune testimonianze del passato cittadino, per lo più successive allo smantellamento della fortezza, sono tuttavia sopravvissute.

### Architetture religiose
Cattedrale di San Cetteo

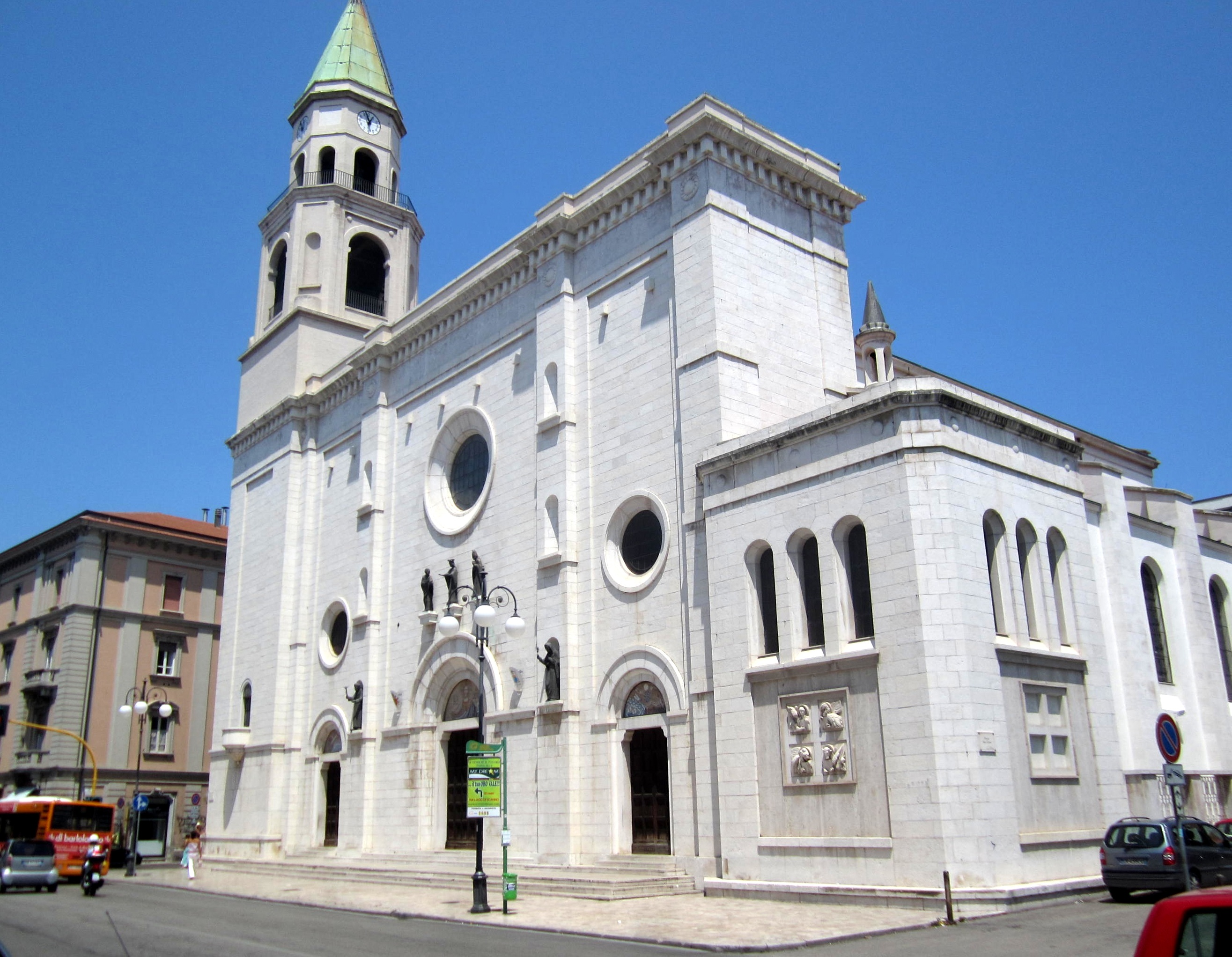
Cattedrale di San Cetteo, situata in viale Gabriele D'Annunzio

La cattedrale di San Cetteo venne costruita nel 1938 nel luogo in cui sorgeva una precedente chiesa del XVIII secolo; fortemente voluta da Gabriele D'Annunzio, venne progettata da Cesare Bazzani. La chiesa ospita la tomba della madre del poeta, Luisa D'Annunzio; vi è custodito anche un dipinto del Guercino, il San Francesco, donato dallo stesso D'Annunzio.
Cattedrale dal 1949, ha pianta rettangolare a tre navate, con facciata in pietra bianca in stile neoclassico, con tre rosoni sulla facciata tripartita, tre portali, con una statua del santo dedicatario sopra quello centrale. Il campanile laterale è una torre con tamburo in sommità, seguito da una cuspide conica verde.
Chiesa del Sacro Cuore

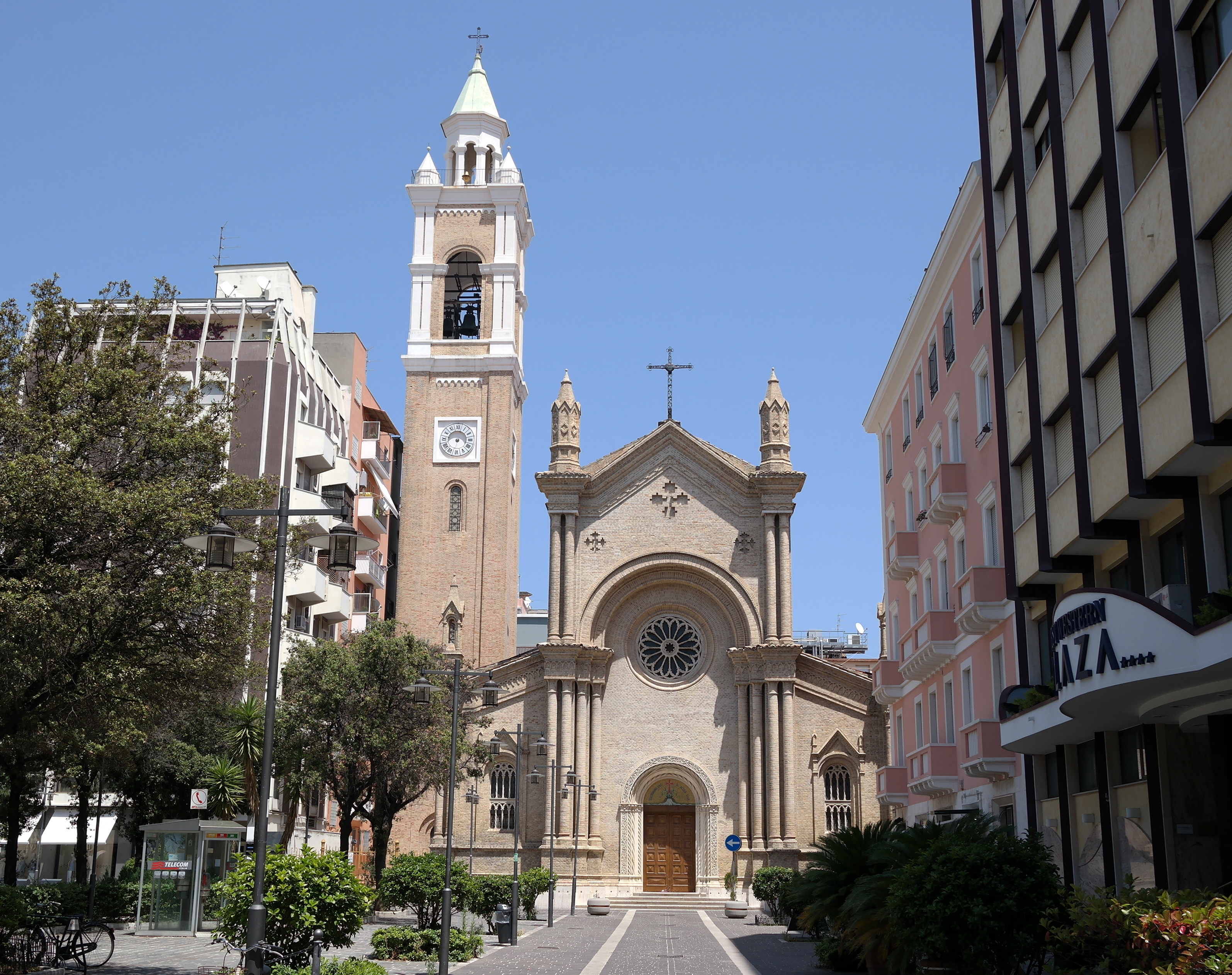
Chiesa del Sacro Cuore nel centro città

Situata nel centro cittadino, la chiesa del Sacro Cuore è stata realizzata nel 1886 in stile neoromanico. Presenta un prospetto principale caratterizzato dal rivestimento in mattoni a faccia-vista, un grande rosone sormonta il portale centrale a tutto sesto, decorato da mosaico dorato e accostato da due finestre oblunghe in stile gotico. L'interno è a tre navate, in stile neoromanico, con volte a crociera, illuminato da vetrate policrome istoriate.
Basilica della Madonna dei sette dolori

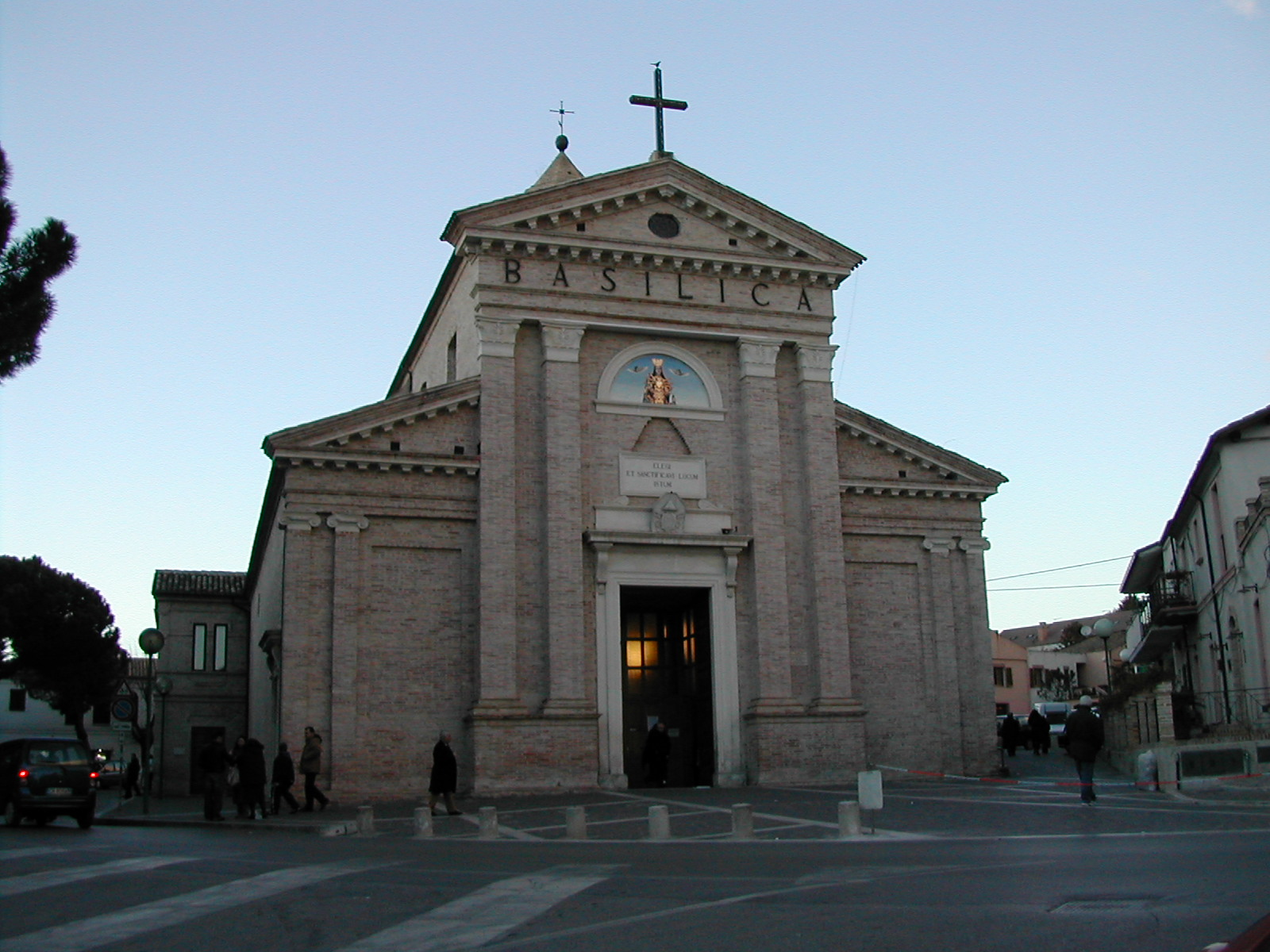
Basilica della Madonna dei sette dolori a Pescara colli

La costruzione della basilica della Madonna dei Sette Dolori iniziò nel XVII secolo in stile neoclassico; successivamente, nel XIX secolo, venne addossato al lato est della basilica un convento. Secondo una leggenda nel XVI secolo, sul punto in cui sorge la basilica, vi fu un'apparizione della Madonna a dei pastori; un'altra leggenda racconta di un miracolo della pioggia durante un periodo di siccità, che avrebbe spinto i conventuali a realizzare la chiesa, elevata a basilica minore da papa Pio XII nel 1952.
Madonna del Fuoco
La chiesa della Madonna del Fuoco, di origine settecentesca, è tra gli edifici più antichi del quartiere Villa del Fuoco; nel XX secolo fu edificata una nuova chiesa nelle sue adiacenze.
Chiesa di San Silvestro Papa

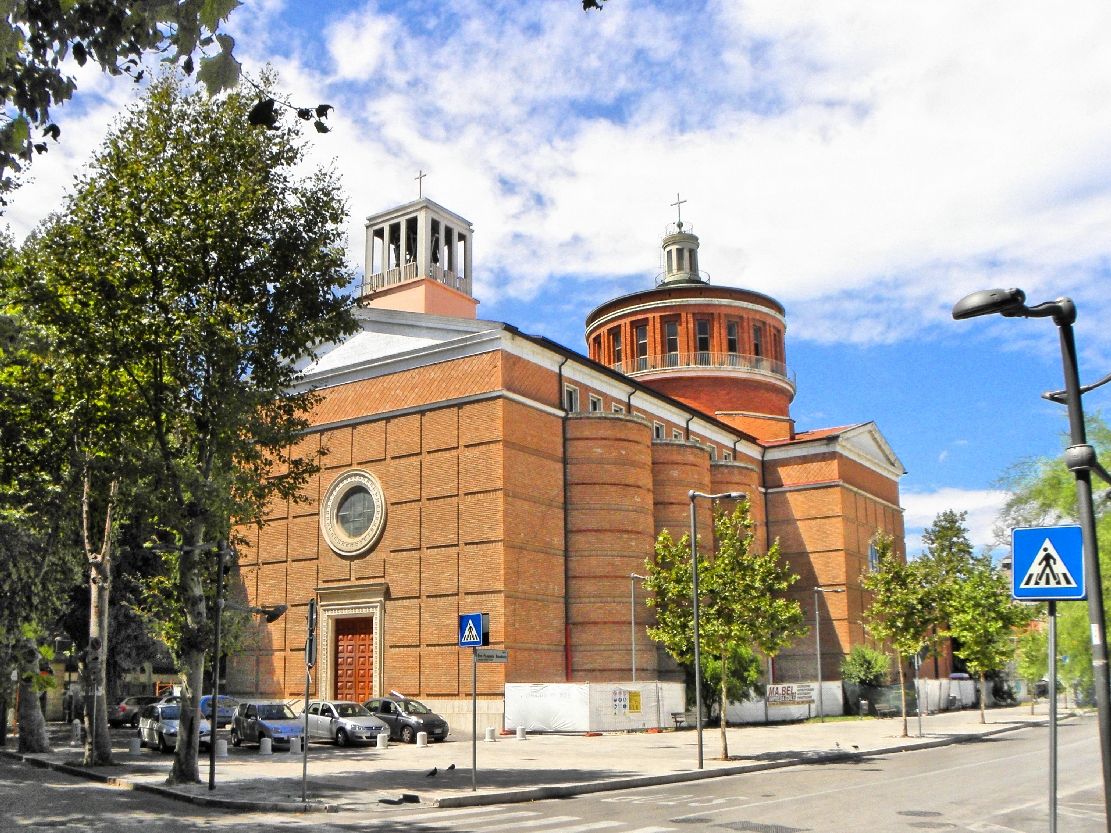
Santuario dell'Immacolata concezione

Situata nel quartiere di San Silvestro, si hanno tracce della sua esistenza già dal XVIII secolo, tuttavia l'aspetto attuale è dovuto alle ristrutturazioni del XIX secolo. La facciata è caratterizzata dallo sviluppo verticale dei due campanili, mentre l'interno si presenta a navata unica
Chiesa di Sant'Andrea Apostolo
Fu costruita nel 1962 su progetto di Eugenio Maria Rossi. La chiesa sorge nel quartiere Marina nord, ed è un edificio a pianta centrale in stile moderno, composto da otto pilastri che convergono dove si innesta la piccola guglia.

### Architetture militari
Fortezza di Pescara

Dal XVI al XIX secolo il centro abitato di Pescara era racchiuso all'interno della grande fortezza voluta dagli spagnoli durante il regno di Carlo V d'Asburgo. Edificata a cavallo del fiume Pescara, la fortezza ha svolto un ruolo di primo piano durante le principali azioni belliche che coinvolsero il Regno di Napoli durante quel periodo. A partire dalla seconda metà del XIX secolo iniziò una lenta ma continua opera di demolizione di bastioni, cortine e strutture difensive, permettendo così lo sviluppo della città nelle aree circostanti. L'unico resto integro della fortezza consiste nel lungo edificio delle caserme di fanteria, noto come Bagno borbonico in quanto adibito a carcere per detenuti politici dal governo dei Borbone, e in seguito divenuto sede del Museo delle genti d'Abruzzo.

### Architetture civili
Palazzo del Governo

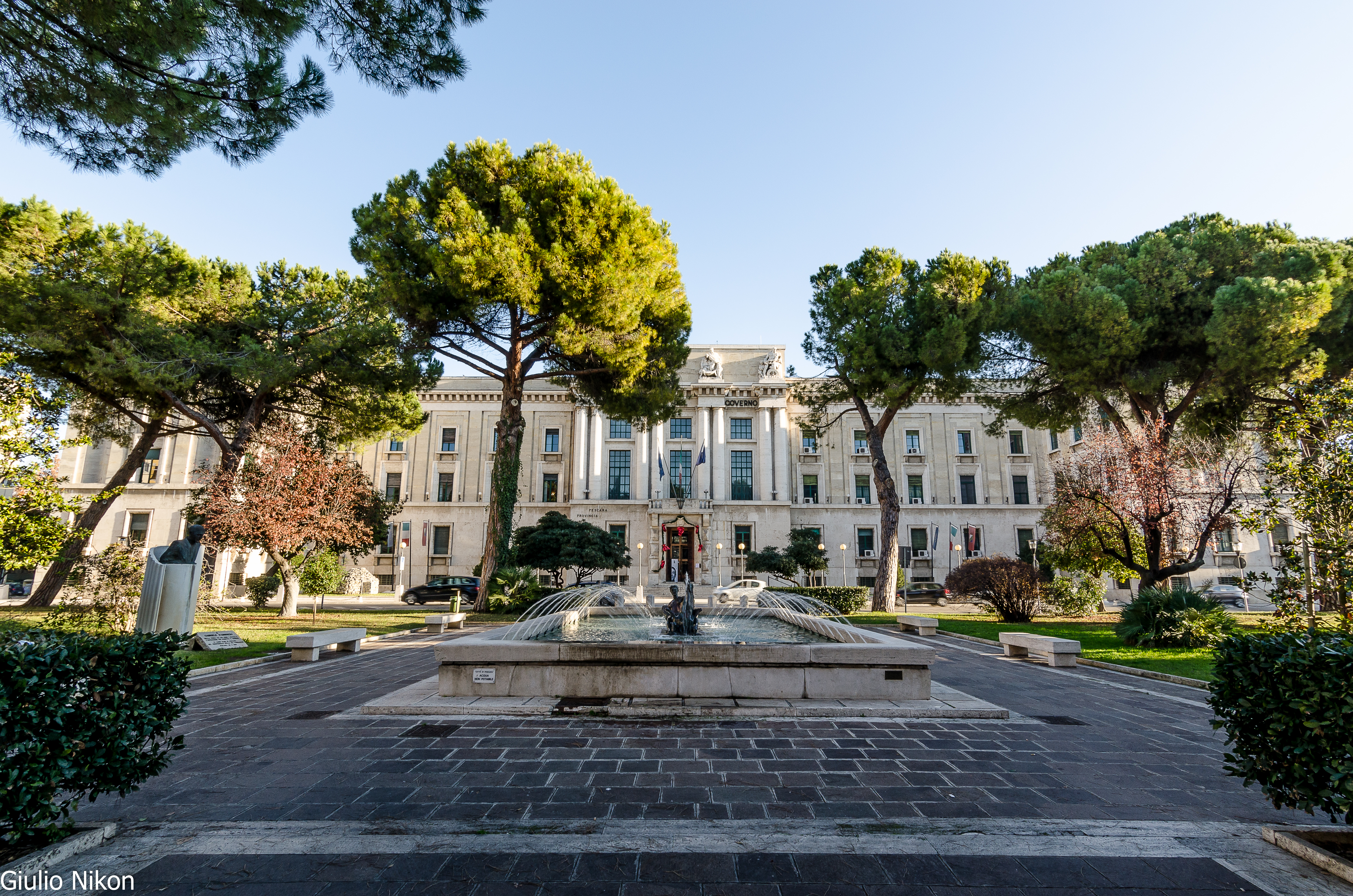
Facciata del Palazzo del Governo

Fu costruito nel 1927 su progetto di Vincenzo Pilotti subito dopo l'istituzione della provincia, e si pone in posizione centrale in piazza Italia. La facciata in pietra bianca è adornata otto semicolonne binate che sorreggono quattro sculture di Guido Costanzo che rappresentano le risorse del territorio pescarese, ovvero la miniera, l'agricoltura il mare e il fiume. Il portale d'ingresso immette in un vasto atrio da cui si accede, mediante scalinata in marmo, al "Salone dei Marmi", la sede del consiglio provinciale decorata da formelle in ceramica a rilievo rappresentanti i blasoni dei comuni della provincia e dai busti di D'Annunzio e Michetti, mentre sul seggio del presidente si trova uno stemma dorato col motto provinciale "SIBI VALET ET VIVIT"; ai lati della sala sono inoltre presenti tre tele allegoriche di Ugo Cerasoli: la «Nascita della Provincia di Pescara» (1979), «L'Arte nella Provincia di Pescara» (1980) e «La Fortezza di Pescara nel 1700» (1980). Nel vicino salone delle riunioni della giunta è conservato il dipinto La figlia di Iorio di Francesco Paolo Michetti. È sede della provincia, della prefettura e della biblioteca regionale "D'Annunzio".
Palazzo di Città

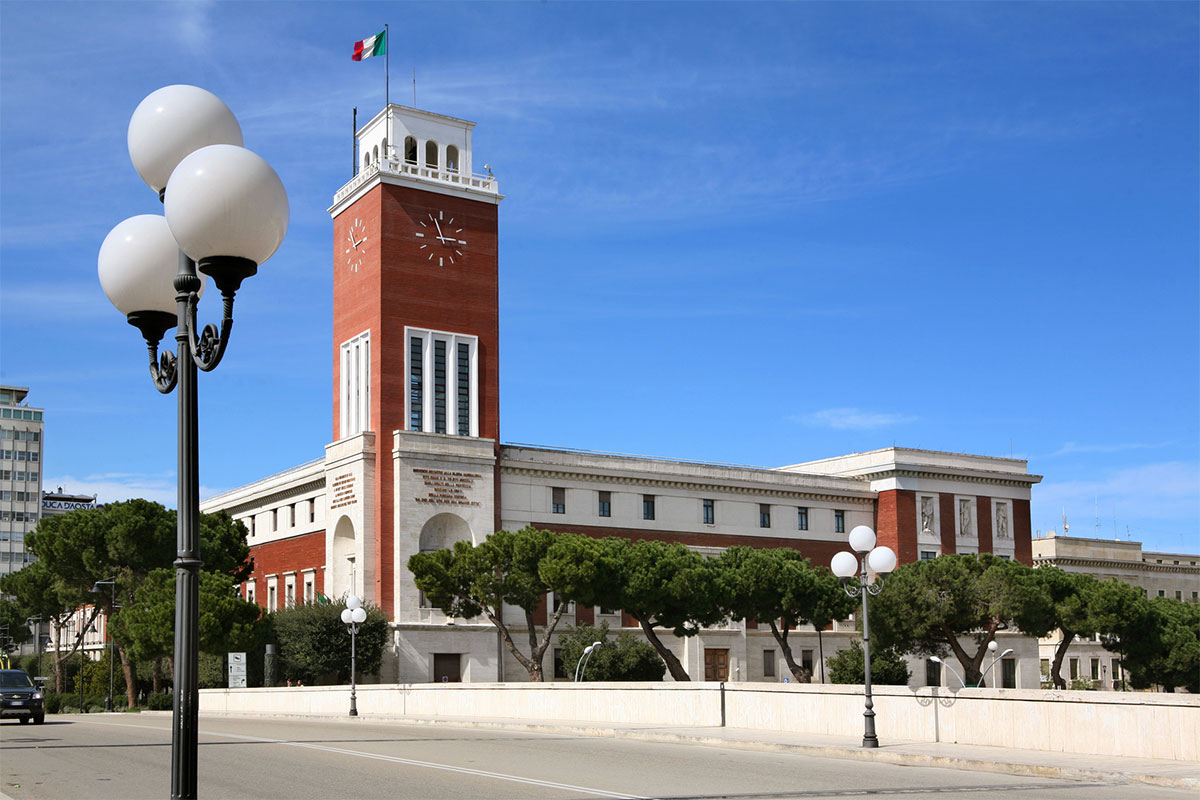
Palazzo di Città visto da ponte Risorgimento

Il grande edificio in mattoni e travertino del Palazzo di Città, edificato tra il 1932 e il 1935 su progetto di Vincenzo Pilotti, ha una pianta a forma di elle e presenta nel punto di congiunzione dei due fabbricati una torre con orologio. Compone una parte del perimetro di piazza Italia insieme al Palazzo del Governo. All'interno del palazzo uno scalone monumentale a doppia rampa porta al piano nobile, dove si trovano i saloni di rappresentanza, nonché la sala della giunta e l'ufficio del sindaco. L'ingresso principale è su piazza Italia, mentre l'ingresso secondario di via Renato Paolucci, a ridosso del fiume Pescara, è adornato da un distico latino dettato dal primo presidente della provincia di Pescara Domenico Tinozzi, che omaggiando il poeta D'Annunzio e l'antico nume pagano del fiume, recita "Ave dulce vatis flumen / Ave vetus urbis numen". La sala consiliare è decorata da una serie di affreschi raffiguranti la storia della città eseguiti tra il 1968 e il 1971 da Luigi Baldacci.
Circolo Aternino
L'edificio di origine settecentesca è stato sede, fino all'unificazione con Castellammare, del comune di Pescara; il fabbricato originale venne pesantemente danneggiato dagli eventi bellici. Nel 2007 l'edificio è stato ricostruito nelle forme originali ed è sede di eventi e mostre temporanee. L'edificio di stile neoclassico affaccia sull'antica piazza centrale di Pescara Vecchia, piazza Garibaldi.
Casa natale di Gabriele D'Annunzio
La casa natale di Gabriele D'Annunzio, lungo corso Gabriele Manthoné, è stata realizzata sul finire del Settecento; il 12 marzo 1863 vi nacque il poeta Gabriele D'Annunzio, e venne inserita tra i monumenti nazionali il 14 aprile 1927. Nel 1963 vi fu installata una prima esposizione, ampliata nel 1993 in un percorso museale dedicato al primo periodo di vita di D'Annunzio, con raccolta di documenti, opere d'arte, vesti, manoscritti, fotografie e monili vari appartenuti alla famiglia del poeta.
Palazzo Perenich
Palazzo Perenich fu realizzato nel 1884 dall'architetto e ingegnere Antonino Liberi, e per un certo periodo di tempo, a partire dagli anni settanta del Novecento, ospitò la facoltà di Architettura dell'Università degli Studi "Gabriele d'Annunzio", prima che il campus pescarese si accentrasse nel complesso di viale Pindaro. L'edificio, costruito sul modello del rinascimentale Palazzo Strozzi di Firenze, si presenta scandito orizzontalmente da due cornici marcapiano.
Palazzo Pomilio

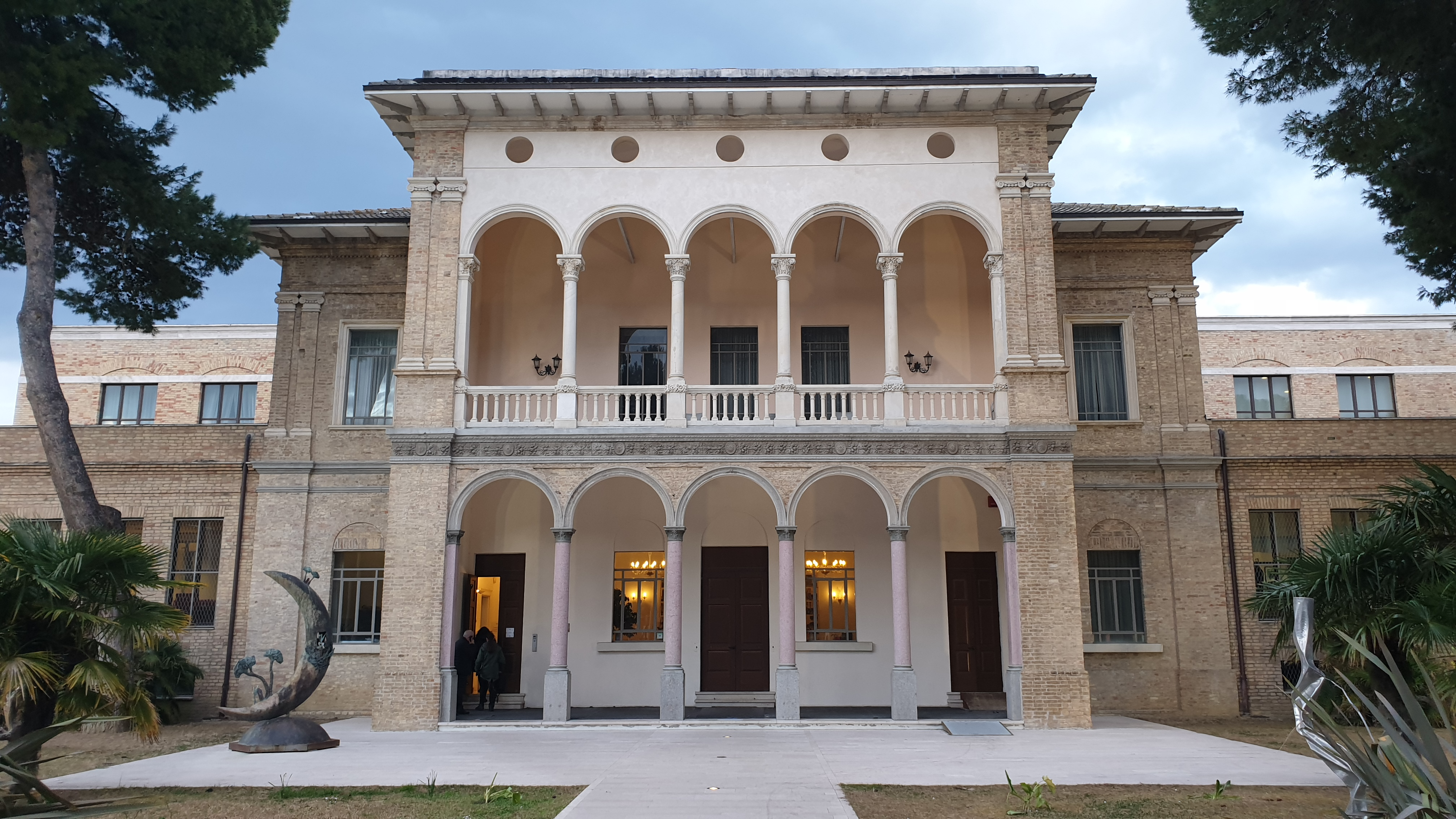
L'ex liquorificio Aurum

La struttura di Palazzo Pomilio, nota come Ex Aurum, fu progettata da Antonino Liberi e nacque come kursaal e stabilimento balneare pescarese nel 1910; successivamente venne ampliata nel 1935, secondo il progetto di Giovanni Michelucci, in un liquorificio per la produzione del liquore Aurum. Dopo molti anni di abbandono fu restaurata e riaperta al pubblico nel 2007, con la funzione di struttura museale-polivalente e sede dell'ufficio per i progetti europei dei comuni di Pescara, Montesilvano e Spoltore.
L'area, nella zona della Pineta Dannunziana, è punteggiata da vari edifici e ville in stile liberty; il progetto del quartiere Pineta infatti nacque in seguito alla bonifica delle paludi in precedenza ivi presenti, con il progetto di Antonino Liberi ("Progetto Pineta") per la costruzione del nuovo quartiere che fu approvato nel 1912.
Palazzo delle Poste
Progettato da Cesare Bazzani, l'edificio fu inaugurato nel 1933. La facciata in pietra bianca è cadenzata da semicolonne che sorreggono una trabeazione con cornice dentellata. La superficie è percorsa da finestre lineari con timpano archivoltato superiore. L'interno è decorato da un affresco di Elio D'Epifanio e 57 formelle in ceramica policroma dello scultore Giuseppe Di Prinzio.
Palazzo Fattiboni
Situato nella frazione San Silvestro, Palazzo Fattiboni sorse nel XVII e in seguito divenne sede comunale del paese fino al 1879, quando fu aggregato al comune di Pescara. L'edificio si presenta come un edificio a pianta rettangolare, composto da un chiostro interno, ed è dotato di ordine regolare di aperture a tutto sesto.

#### Architettura Liberty

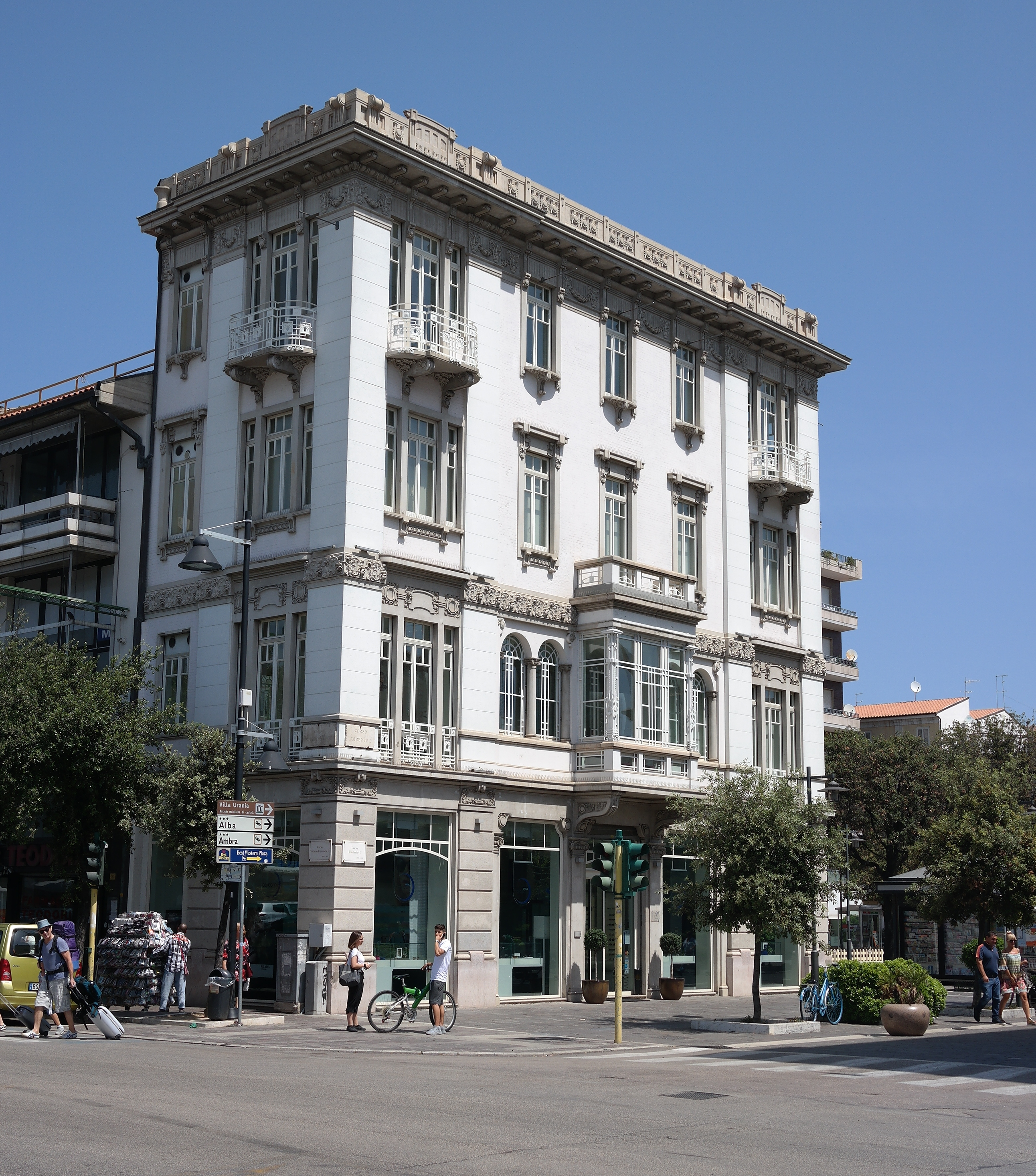
Palazzo Imperato, progettato da Antonino Liberi

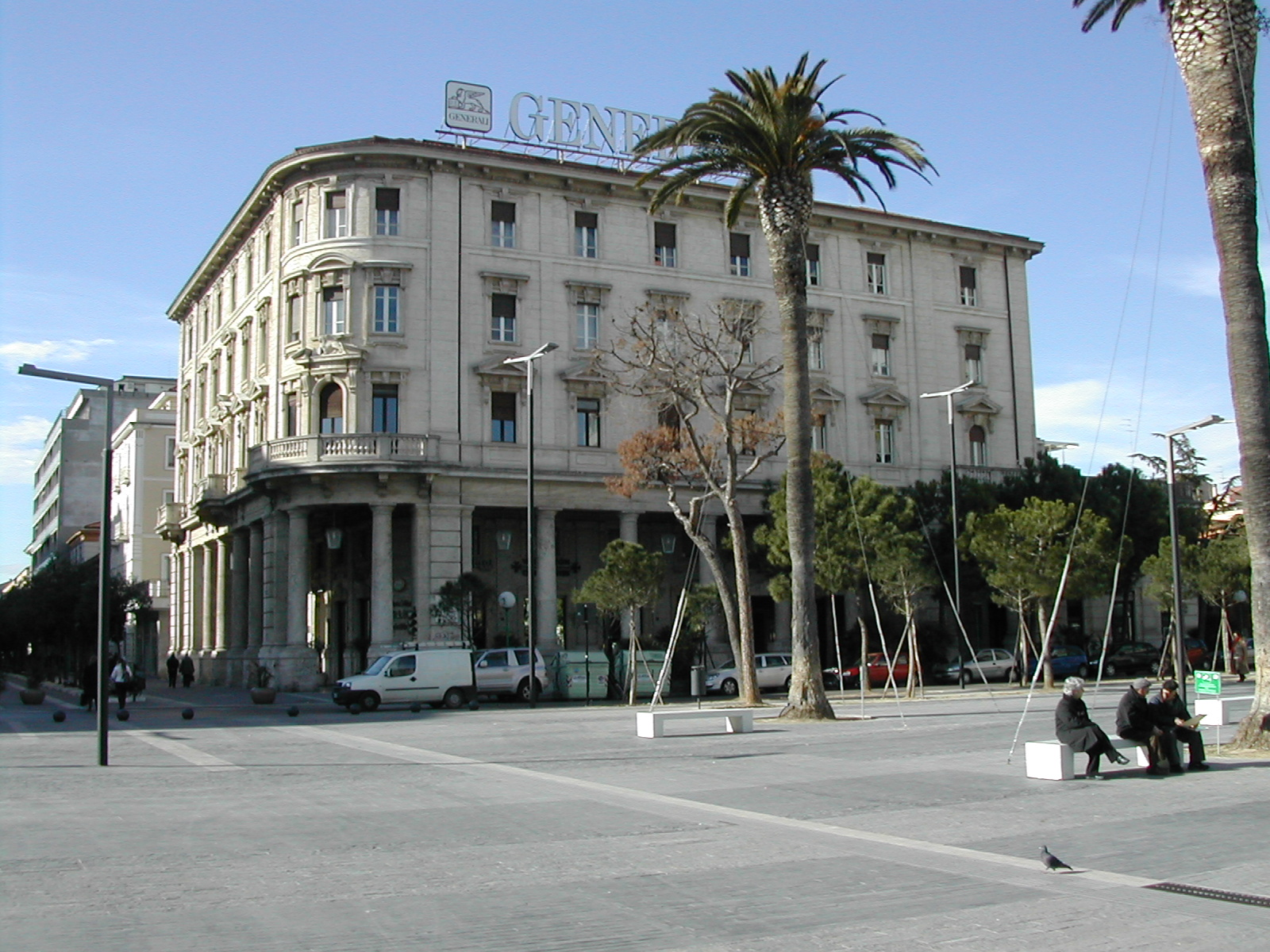
Palazzo Muzii visto da piazza della Rinascita

In città sono sopravvissuti al tempo e alle distruzioni belliche diversi palazzi e ville in stile Liberty, tra i quali i più significativi:
- Palazzo Imperato: tra le numerose opere di Antonino Liberti a Pescara, palazzo Imperato è spesso citato come uno dei principali esempi di architettura Liberty cittadina; situato all'inizio di corso Umberto I, doveva costituire con un gemello mai realizzato la porta d'accesso alla città per coloro che provenivano dall'allora stazione centrale[72];
- Palazzo Muzii: ricalcando lo stile monumentale dei palazzi rinascimentali, il palazzo costruito negli anni 1930 su progetto di Vincenzo Pilotti e Nicola Simeone si sviluppa su tre livelli e presenta una galleria coperta, e in origine ospitò uno dei primi cinema cittadini.[73]
- Palazzo Verrocchio: L'edificio a blocco quasi cubico si ispira a motivi stilistici classici come il trattamento a bugnato delle facciate, che presentano numerose aperture varie per tipologia e disposizione.[74]
- Palazzo Michetti[75] e l'adiacente Teatro Vicentino Michetti[76] entrambi realizzati nel 1910 su progetto di Antonino Liberi;
- Palazzo Mezzopreti edificio ottocentesco realizzato in stile neoclassico, con particolari architettonici e decorativi di tendenza Liberty, divenuto sede del Conservatorio Luisa D'Annunzio nel giugno 2006[77][78].

### Altro
Piazza della Rinascita

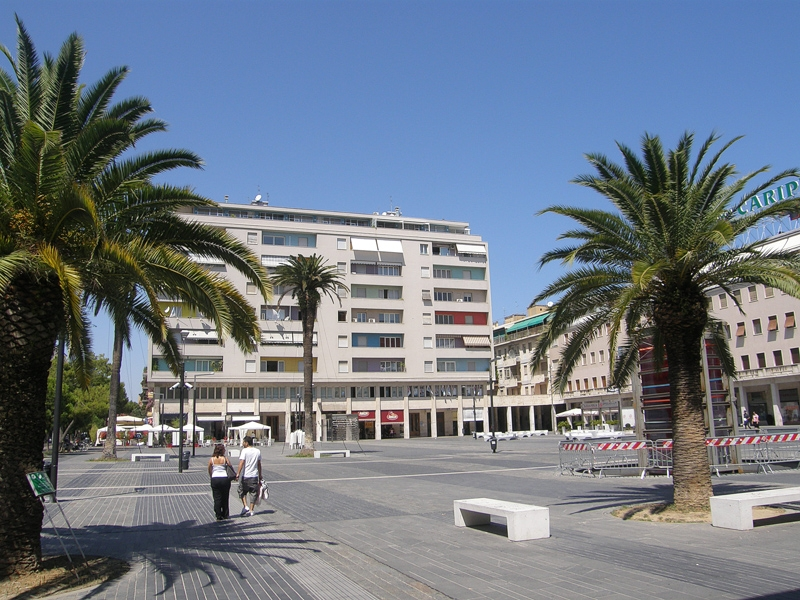
Piazza della Rinascita, concepita nel piano di ricostruzione di Luigi Piccinato

Comunemente detta piazza Salotto, piazza della Rinascita è il cuore del centro cittadino. La piazza è stata ridisegnata all'inizio degli anni 2000 da architetti locali sulla base di uno studio redatto dall'Università "d'Annunzio" sul restauro del Moderno. La piazza è storicamente sede di manifestazioni e luogo di svago.
Dagli anni 1970 nella piazza è presente, in posizione decentrata, una scultura di Vicentino Michetti, un elefante in cemento pensato come una provocazione rivolta ad altri monumenti e costruzioni in quel materiale che andavano sempre di più caratterizzando la città.
Corso Umberto I
Asse principale del centro dell'antica Castellammare Adriatico, il corso ha mantenuto il suo ruolo anche in seguito all'unione cittadina, rimanendo la via principale del centro di Pescara. Collega la vecchia stazione con il lungomare, dov'è collocata la fontana La Nave di Pietro Cascella. Lungo il corso sopravvivono diversi palazzi Liberty, fra cui Palazzetto Imperato, Palazzo Muzii e Palazzo Verrocchio, fra gli edifici più significativi dello sviluppo urbano antecedente il secondo conflitto mondiale.
Corso Vittorio Emanuele II
Il lungo asse viario, perpendicolare a corso Umberto I, costituiva il tratto cittadino della strada statale 16, e fu la seconda direttrice su cui si avviò lo sviluppo cittadino di Castellammare Adriatico. Nonostante vari tentativi di parziale chiusura e pedonalizzazione, svolge ancora una funzione primaria nella viabiità del centro città. Negli anni precedenti le distruzioni della guerra, sul corso vennero costruiti molti palazzi pubblici ed amministrativi, come il Palazzo delle Poste, il Palazzo della Cassa di risparmio e il Banco di Napoli. L'evoluzione urbanistica del corso è durata fino alla fine degli anni '60, quando molte antiche case e palazzi sopravvissuti ai bombardamenti vennero abbattuti per la costruzione di nuovi alti condomini.
Piazza Italia
La piazza fu ideata come centro degli edifici amministrativi realizzati nel periodo fascista. Al centro si trova una scultura bronzea intitolata La Pescara di Giuseppe Di Prinzio, raffigurante una donna sul dorso di un cavallo marino, dal cui morso sgorga uno zampillo. Nella piazza si trova anche un busto dedicato a Gabriele D'Annunzio.
Ponte Risorgimento
In seguito alla distruzione nel 1946 del ponte Littorio, unico attraversamento del fiume in città e distrutto nelle fasi finali della Seconda guerra mondiale, venne realizzato al suo posto il ponte Risorgimento immediatamente dopo la fine del conflitto. Lungo 106 metri, collega il centro storico di Pescara Vecchia con il centro cittadino; sotto le due testate vi sono quattro iscrizioni che ricordano personaggi e vicende legate alla storia di Pescara: Francesco Ferdinando d'Avalos e Vittoria Colonna, marchesi di Pescara, il Duca di Atri Giovan Girolamo Acquaviva e il condottiero Muzio Attendolo Sforza. A decorazione del ponte, ai lati dell'attraversamento furono posti quattro pilastri cilindrici rivestiti da ghiere di bronzo con sculture di Giuseppe Di Prinzio e Andrea Cascella riecheggianti i simboli di vita e cultura abruzzese, in seguito rimossi preservando però le ghiere con le decorazioni.
Piazza dell'Unione
La piazza, in origine sede nel corso degli anni ha subito numerose modifiche, tra le quali le ultime invasive del dopoguerra, con la costruzione di moderni palazzi adiacenti a quelli storici, come il palazzo della ex sede del Banco di Roma, la sede del Consiglio regionale e uno svincolo della SS 16 dir/C. Un monumento in travertino è posto in memoria dei patrioti meridionali periti o rinchiusi nell'adiacente ex carcere borbonico.
Corso Manthoné e via delle Caserme

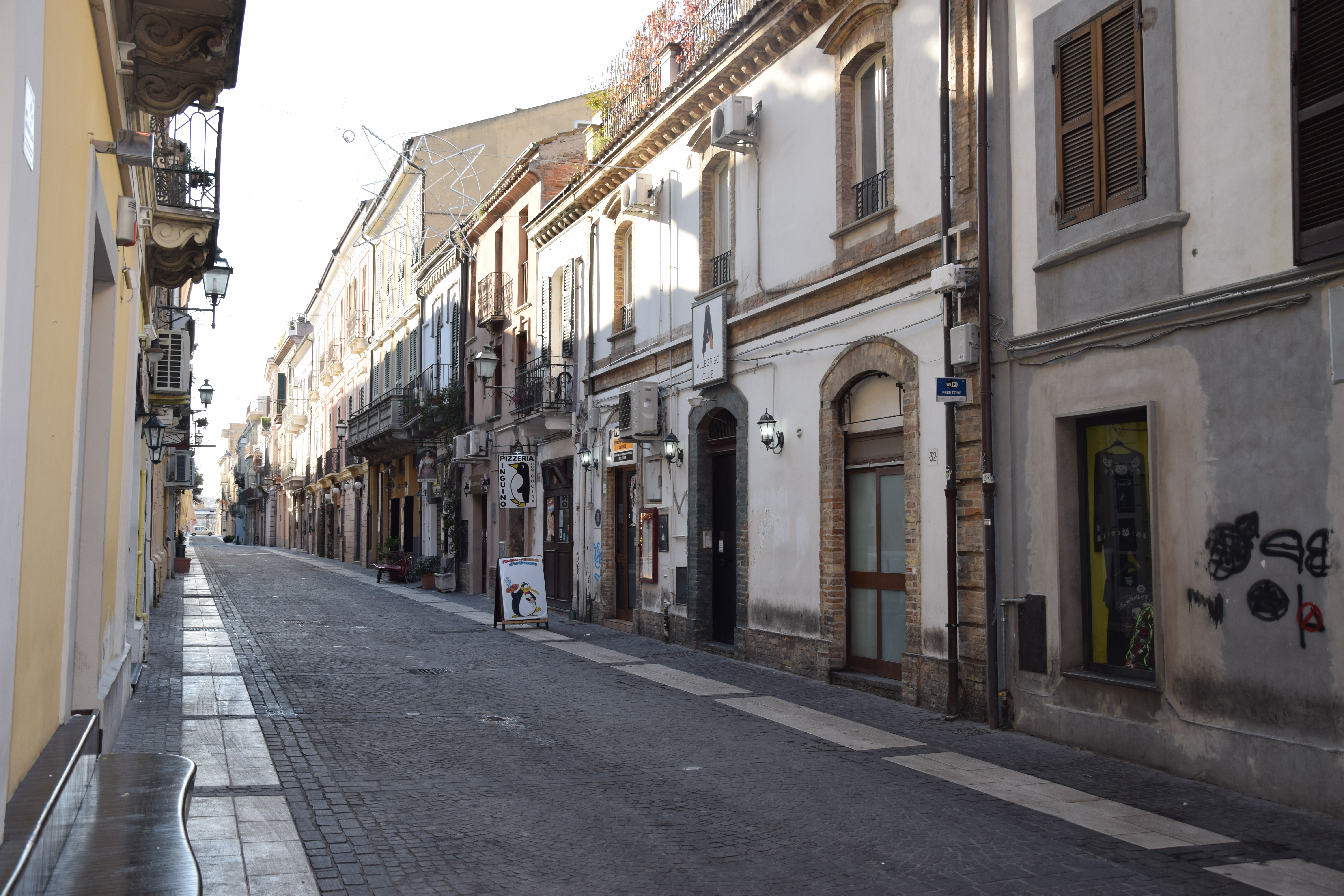
Corso Manthoné, nel centro storico

Per secoli le due vie furono le vie principali della città, e divennero dalla fine del XX secolo uno dei punti di ritrovo della vita notturna cittadina. In questa zona a sud del fiume Pescara sorgeva il borgo racchiuso dal XVI secolo nella grande fortezza spagnola. Nel quartiere, che mostra ancora il caratteristico aspetto settecentesco, sorgevano anche le chiese del Santissimo Sacramento, del Rosario, di San Giacomo e della Santa Gerusalemme; la prima fu demolita per la costruzione della cattedrale di San Cetteo, le altre si trovavano in via dei Bastioni, distrutte dai bombardamenti del 1943; Santa Gerusalemme, i cui lavori di ricostruzione ex novo sui resti dell'antico edificio tardoantico furono iniziati nel 1783 restando però incompiuti, era già stata demolita nel primo '900.
Oltre al Museo casa natale Gabriele D'Annunzio, al Circolo Aternino e al Museo delle genti d'Abruzzo, è presente, ma non visitabile, anche la casa natale di Ennio Flaiano.
Piazza Giuseppe Garibaldi

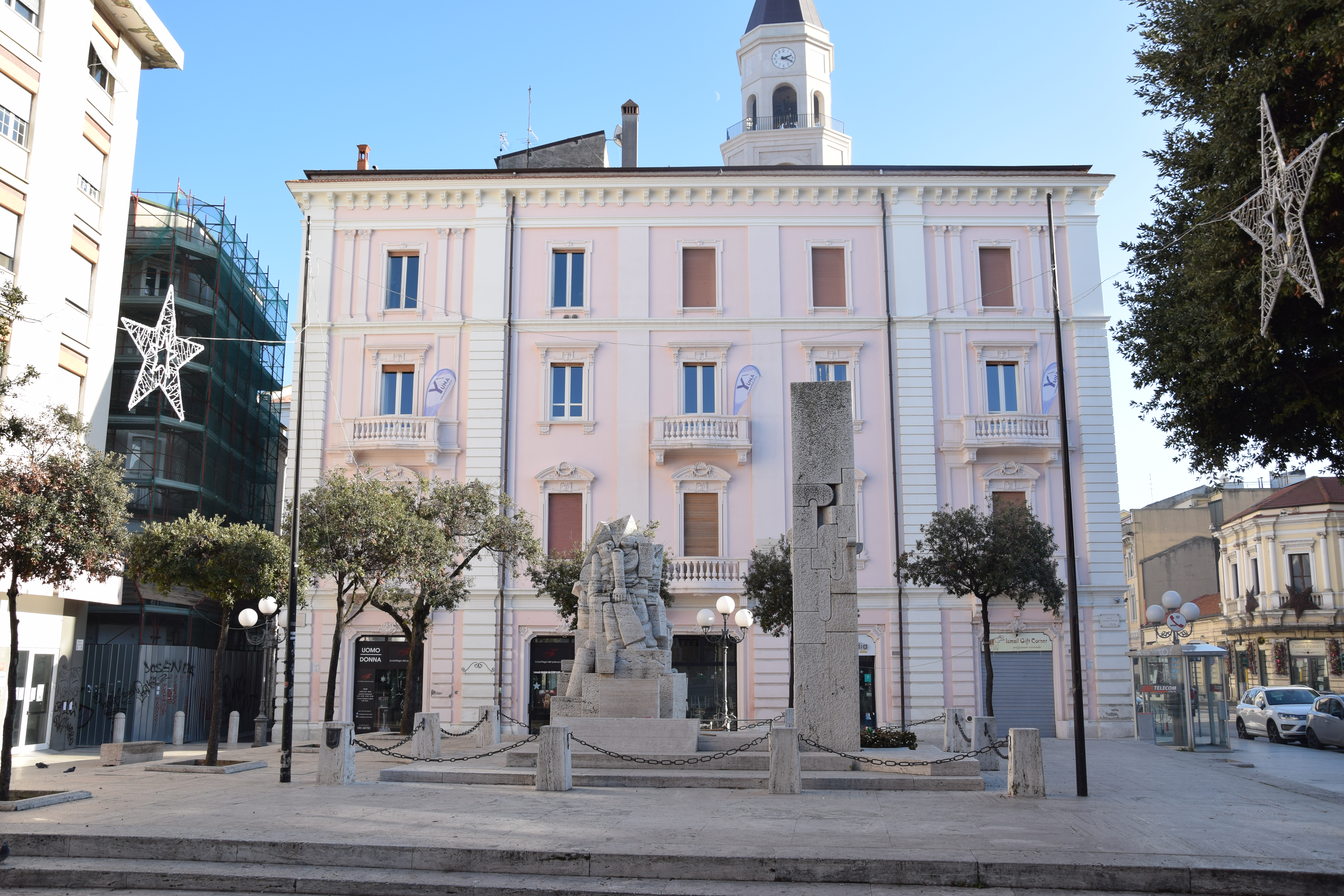
Palazzo Pace, in piazza Garibaldi

Antica piazza centrale di Pescara vecchia, ha subito un cambiamento radicale negli anni 1970 con la demolizione di Palazzo Mezzanotte, sostituito da un edificio moderno. Al centro vi si trova il Monumento ai caduti di Pietro Cascella: il blocco a pianta quadrata vede innalzarsi sul piedistallo una colonna quadrangolare slanciata, simbolo della colonna dell'esecuzione, e un secondo blocco semi-informe, che mescola figure umane a piccoli blocchi squadrati, simbolo dei martiri caduti in guerra.
Lungomare di Pescara
Diviso dal fiume Pescara nel lungomare nord e in quello sud, la lunga arteria urbana del lungomare di Pescara presenta numerose ville storiche in stile liberty e monumenti quali la fontana La Nave di Pietro Cascella.
Ponte del Mare

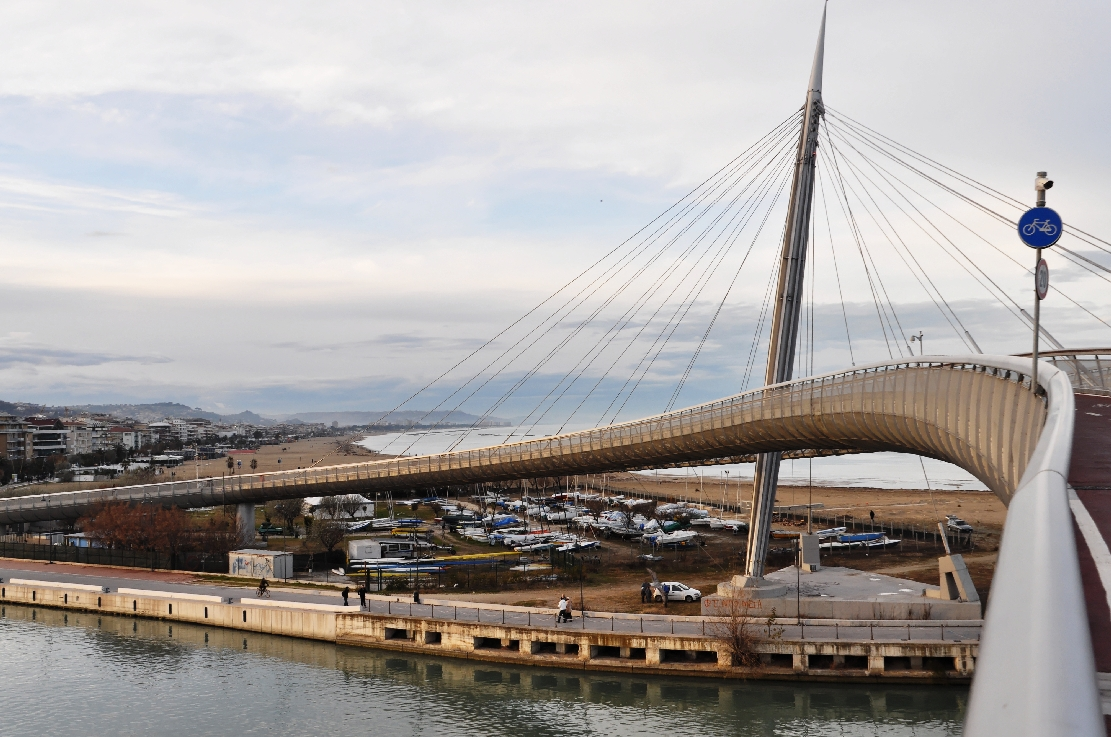
Veduta del Ponte del Mare

Il ponte del Mare contraddistingue il paesaggio della città e unisce dal 2009 le due riviere a nord e sud del fiume. Si tratta di un ponte ciclopedonale di 465 metri a forma di vela, la cui parte sospesa si regge su un pilastro di acciaio ancorato sulla sponda nord del fiume e posizionato in posizione obliqua rispetto alla traiettoria del fiume. Si tratta di uno dei ponti ciclo-pedonali più lunghi d'Europa.
Ponte Flaiano
Realizzato nel 2017, il ponte Flaiano si innesta direttamente nello svincolo "Portanuova" della SS 16 dir/C, oltre a collegare le due sponde del fiume, ospitando anche piste ciclabili nei due sensi di marcia. Contribuisce a definire il profilo cittadino di Pescara, con il suo pennone alto 58 metri.
Fontana La Nave

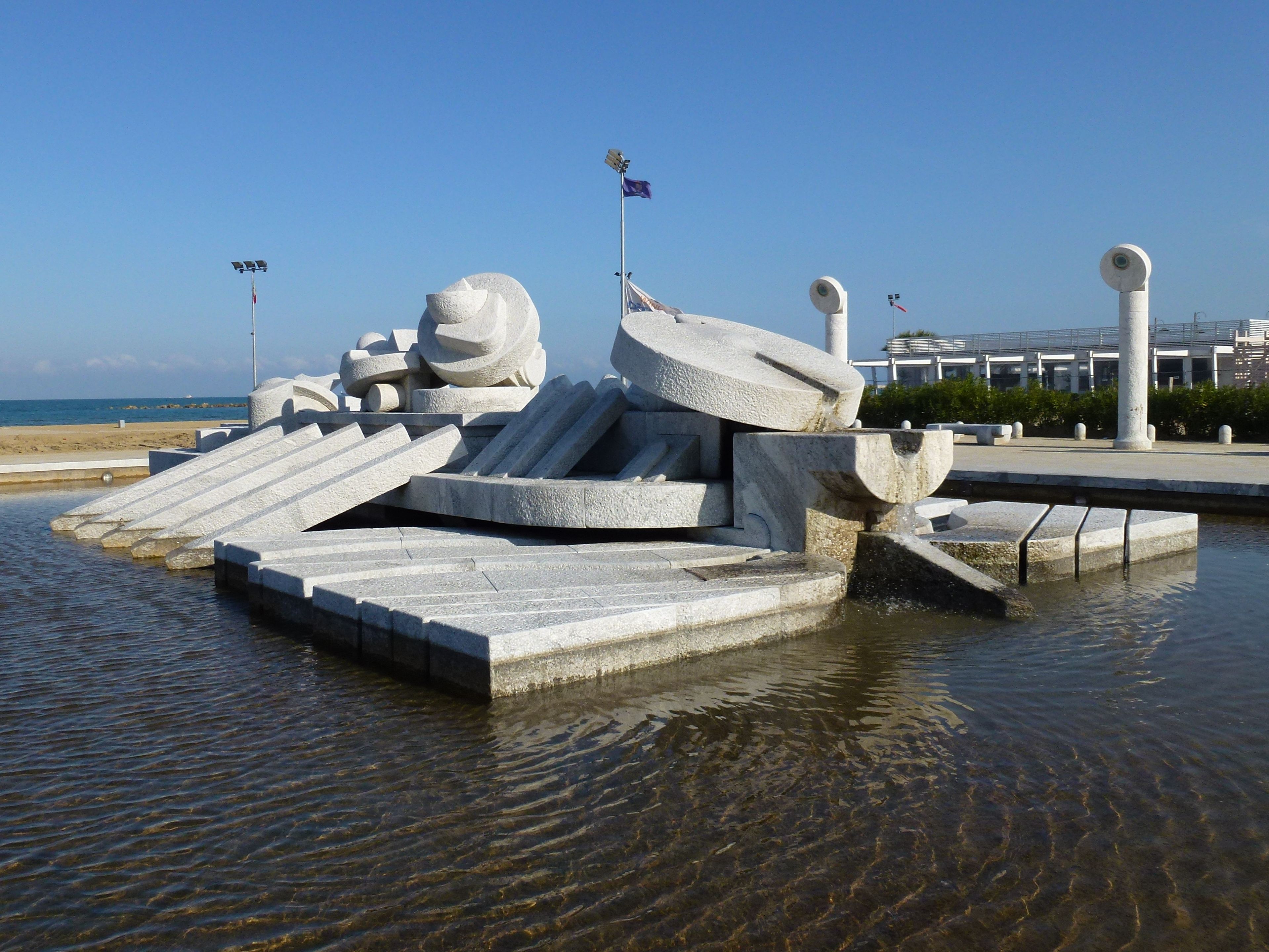
Fontana la Nave, di Pietro Cascella

Uno dei monumenti cittadini più noti ed identitari, la fontana La Nave venne realizzata da Pietro Cascella nel 1986 in marmo travertino. Fu inaugurata il 4 luglio 1987 in largo Mediterraneo, dopo essere stata esposta per alcuni mesi a Firenze in piazza Santa Croce. La scultura rappresenta una barca a remi e rievoca la vocazione alla pesca della città e i prigionieri del Bagno borbonico sfruttati come rematori sulle navi fino al 1859.
Fontana delle cinque cannelle

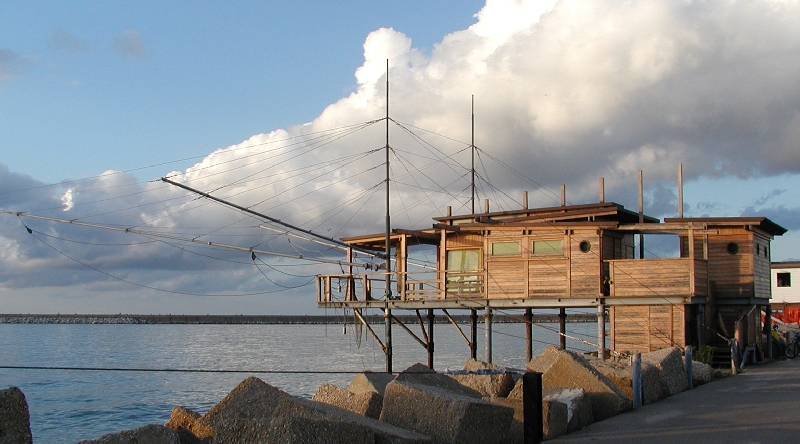
Un trabocco sul porto canale di Pescara

La fontana ottocentesca nota come fontana delle cinque cannelle è situata nel quartiere Pescara Colli, nei pressi della basilica della Madonna dei Sette Dolori; venne costruita dall'allora sindaco Muzii come "compensazione" agli abitanti del nucleo collinare castellammarese, messi sempre più in secondo piano dal comune ormai rivolto verso le rive del mare. Realizzata in laterizio, ha una volume unico a parallelepipedo tripartito da quattro lesene, con basso piedistallo, base e capitello dorico, che sorreggono una trabeazione classica con attico leggermente accennato. Il volume è partito da lesene poste dentro losanghe aggettanti. La vasca sottostante reca un bordo arrotondato.
Madonna del Porto
È una colonna in travertino innalzata nel 1954 in onore della Madonna, con una statua in bronzo realizzata dallo scultore Vito Pancella. Il monumento si trova alla foce del fiume Pescara.

### Siti di interesse archeologico

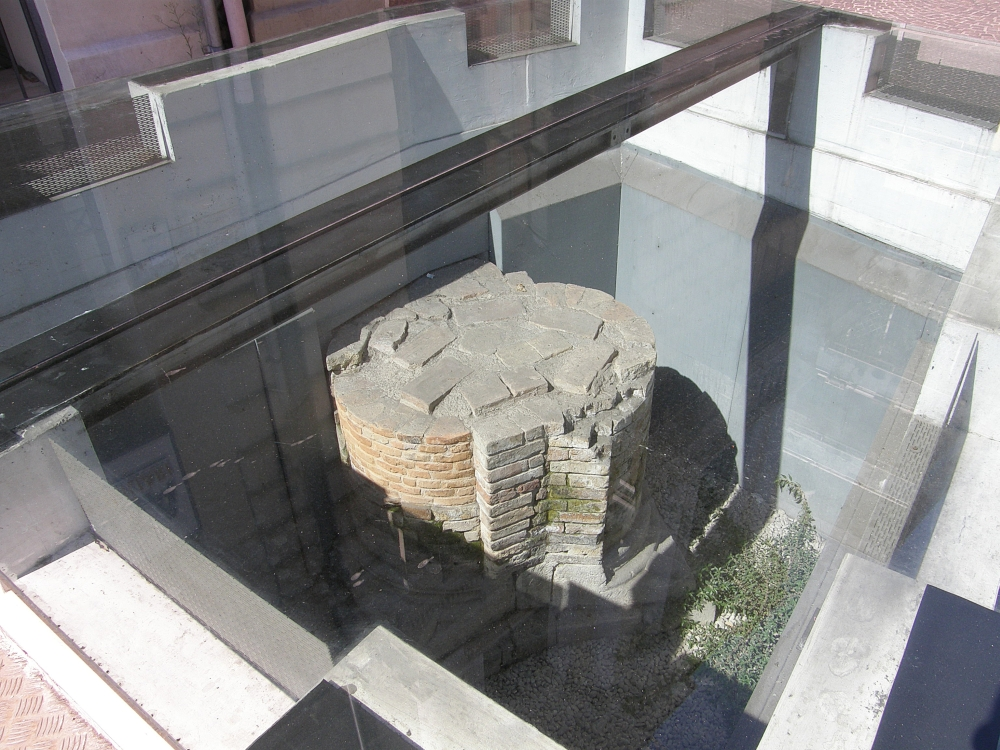
Resti di una colonna appartenente all'antica chiesa di Santa Gerusalemme, lungo viale Gabriele D'Annunzio

Non tutti i resti del passato cittadino sono stati cancellati dal tempo, e diversi reperti sono stati rinvenuti in varie parti della città:
- Il mosaico tardoantico, rinvenuto nel 2001 sulla Golena Sud del fiume e reinterrato intorno al 2012[85] per proteggerlo in assenza di una ristrutturazione[86]. Altri resti vicini sono quelli dell'edificio a pianta centrale del III-IV che poi ha dato origine alla chiesa di Santa Gerusalemme dell'XI secolo; sono visibili due colonne semi-interrate in due vani di vetro allestiti di fronte alla cattedrale di San Cetteo, sul trafficato viale Gabriele D'Annunzio.
- La zona del Parco del colle del Telegrafo, dove sono stati rinvenuti resti di epoca preistorica. Nel 2009 sono partiti dei lavori per aprire il sito al pubblico[87]; nel 2017 il parco è stato aperto ma gli scavi archeologici sono stati interrotti[88].
- Alcune vestigia romane, come le arcate rinvenute nei sotterranei della ex stazione centrale e in alcuni negozi del centro storico[89].
- Un'antica necropoli risalente al II-III secolo d.C., sepolta sotto il campo Rampigna, sul lungofiume nord nei pressi del Municipio[90].

### Aree naturali
Pineta Dannunziana

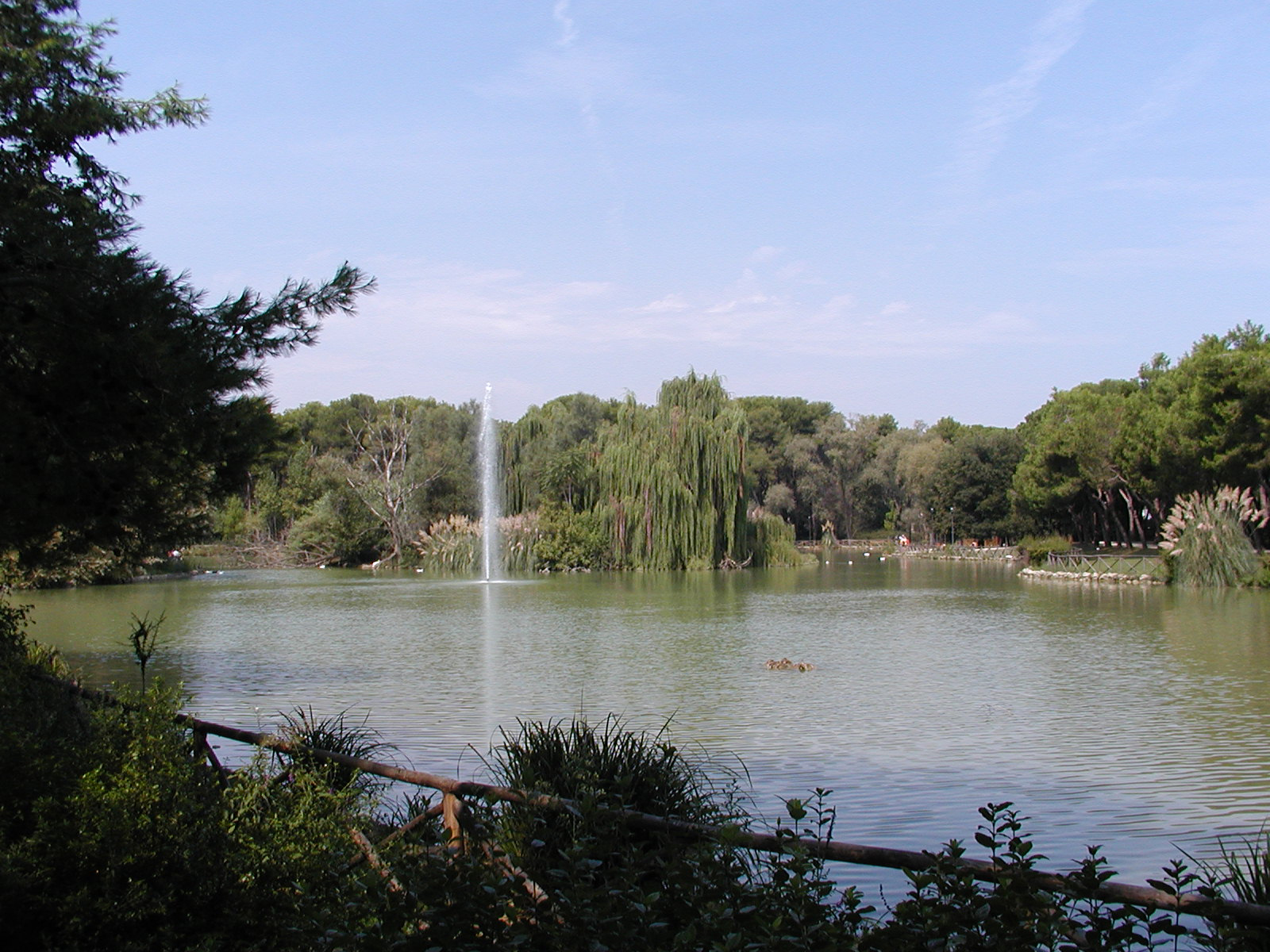
La Pineta Dannunziana

La riserva naturale di interesse provinciale Pineta Dannunziana è una riserva naturale ubicata nella zona meridionale della città. È anche nota come la Pineta D'Avalos, dal nome della famiglia che sin dal medioevo possedeva il marchesato di Pescara. È la più grande area verde della città, con più di 50 ettari di area protetta e contiene una notevole varietà di specie di flora e fauna, tipiche della macchia mediterranea.
Pineta di Santa Filomena
La riserva naturale Pineta di Santa Filomena è una riserva naturale statale situata a nord della città, che prosegue nel comune della limitrofa Montesilvano. Nella riserva, che esiste dal 1977, è presente un ricovero per rapaci, gestito dal Corpo forestale dello Stato.

#### Altri parchi
- Villa Sabucchi: si trova nella zona centrale della città, nelle vicinanze dell'ex tracciato ferroviario.
- Parco "Florída": si trova nel pieno centro della città.
- Villa De Riseis: si trova nella parte centrale della città, nei pressi del quartiere della marina nord. Il parco è utilizzato d'estate per manifestazioni culturali.
- Villa Basile: il parco si estende nella prima zona collinare di Pescara e, sovrastando il nuovo tracciato ferroviario, si affaccia sulla città e sul mare. La villa risale all'Ottocento, ed è un esempio di architettura tardo barocca.
- Parco colle del Telegrafo: è un piccolo parco che si affaccia da uno dei rilievi collinari più alti, sul quale è presente anche un'antenna (da cui il nome). Si trova nella zona nord della città e dalla cui cima è possibile scorgere il panorama della quasi totalità dell'area urbana.
- Parco fluviale: si tratta di un parco per lo più in allestimento, nel quale si trova una pista ciclabile.
- Parco ex-caserma Di Cocco: si trova nei pressi della sede dell'Università "d'Annunzio"; l'area del parco è stata acquistata dal comune intorno al 2006, e in precedenza apparteneva al demanio militare.
- Parco dello sport: inaugurato nel 2020 si trova nel centro città in via Rigopiano[93].

## Società

### Evoluzione demografica

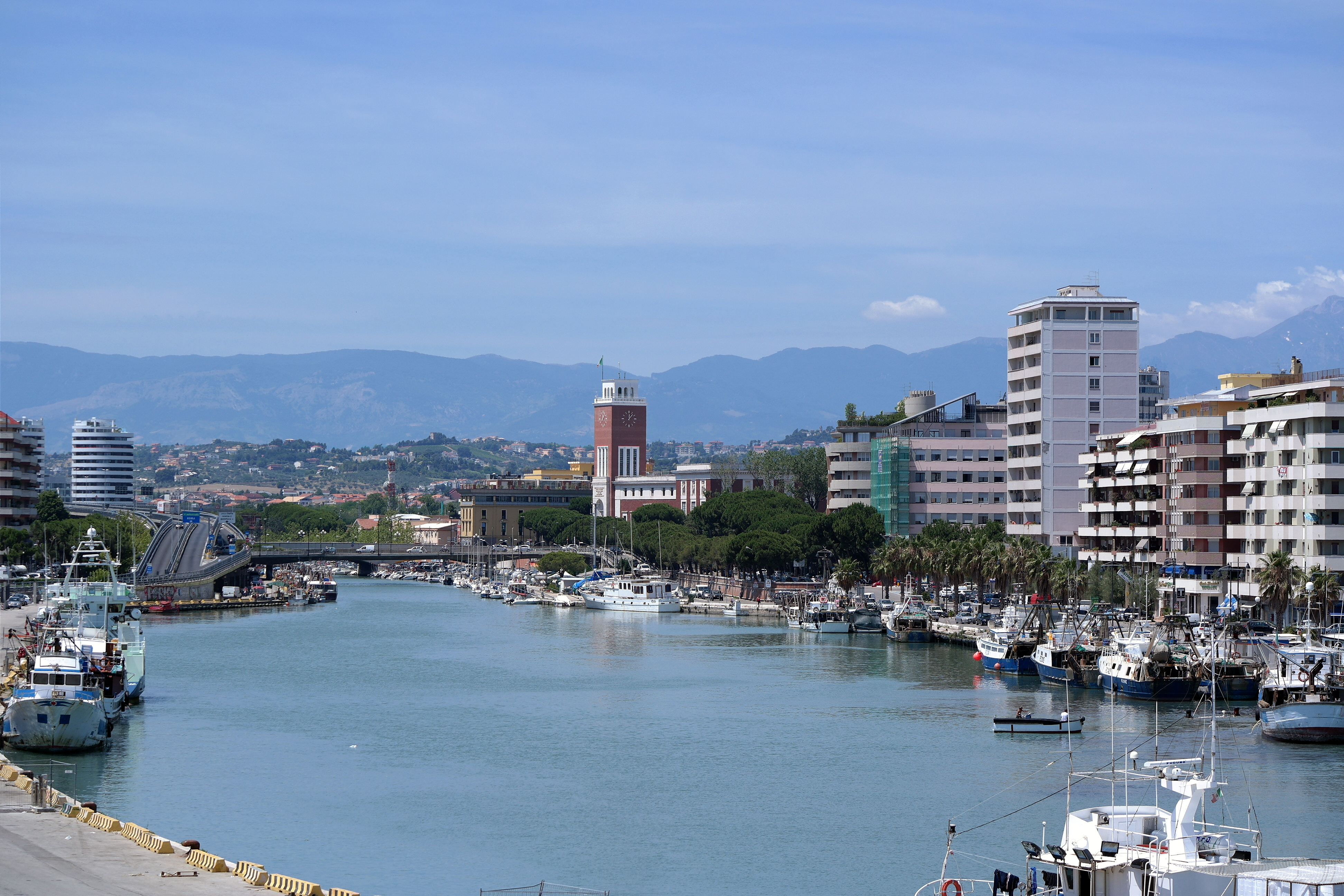
Il porto canale

L'evoluzione demografica di Pescara dopo l'unificazione e la concomitante elevazione a capoluogo di provincia (1927) è contraddistinta da quattro fasi:
- considerevole incremento della popolazione urbana fino all'entrata in guerra dell'Italia nel secondo conflitto mondiale (1940);
- breve stasi demografica causata dalla seconda guerra mondiale (1940-1945);
- ricostruzione postbellica e successivo boom caratterizzati da uno sviluppo demografico molto sostenuto, dovuto sia a un notevole tasso di natalità che all'immigrazione (1945-1980);
- leggera flessione a partire dal censimento del 1981.

Le ultime due fasi hanno una spiegazione: il comune di Pescara è tra i più densamente popolati d'Italia (circa 120 000 abitanti in soli 33 km²), risultando tra i primi 100 comuni più densamente popolati nel paese; considerando solo i comuni con più di 60 000 abitanti, risulta il 12º più densamente popolato.
Abitanti censiti

### Area metropolitana
Dal dopoguerra fino agli anni settanta, l'esiguo territorio comunale ha subìto un rapido processo di saturazione edilizia, con la costruzione di nuovi edifici nella maggior parte degli spazi edificabili. A partire dal decennio successivo e fino ai giorni nostri, intorno alla città si è andata strutturando un'area metropolitana dovuta alla continuità urbana ed alle fitte interazioni sociali ed economiche dei comuni dell’hinterland pescarese e la stessa città di Pescara, che si estende anche nelle due province confinanti di Chieti e Teramo. Il grande flusso migratorio interno abruzzese dall'entroterra verso la costa, ancora oggi non del tutto esaurito, ha sostenuto la crescita vorticosa dei centri limitrofi, segnatamente Montesilvano e Francavilla al Mare, sempre più orientati ad una destinazione residenziale; contestualmente Pescara ha registrato la crescita di attività commerciali e terziarie, mentre la popolazione resta stabile dopo il picco degli anni 80.
A differenza delle città metropolitane italiane, non è un territorio amministrato politicamente, bensì è un'area dai confini non giuridicamente delimitati né univocamente definiti. Tuttavia l’area non ha un valore meramente statistico, gli enti locali infatti, nei loro limiti legislativi, cercano di assecondarne lo sviluppo mettendo in rete molti uffici pubblici e servizi, fra cui quello del trasporto pubblico locale. Le dinamiche demografiche dei comuni limitrofi (Montesilvano e Spoltore in provincia di Pescara, Francavilla al Mare e San Giovanni Teatino in provincia di Chieti), che presentano da anni i più forti incrementi di abitanti tra le città abruzzesi, dimostrando una evidente crescita dell'area metropolitana, in netta controtendenza con l'andamento regionale.
La città è al centro della vasta conurbazione, che nella perimetrazione più frequente include i seguenti comuni: Montesilvano, Francavilla al Mare, Silvi, Città Sant'Angelo, Chieti, Spoltore, Cappelle sul Tavo e San Giovanni Teatino. A seconda delle diverse perimetrazioni considerate, gli abitanti dell'area oscillano fra i 300 ed i 400 000 residenti.

### Etnie e minoranze straniere
Pescara ha conosciuto fin dagli inizi del XX secolo un intenso flusso immigratorio, in massima parte proveniente dal resto dell'Abruzzo e, in minor misura, da altre regioni italiane. L'immigrazione, dopo una stasi dovuta al secondo conflitto mondiale, è ripresa con forza a partire dalla seconda metà degli anni 1940 senza mai arrestarsi del tutto. La composizione dell'immigrazione è tuttavia in parte mutata a partire dagli anni 1980, con l'arrivo in città di diverse comunità di cittadini stranieri.
Al 31 dicembre 2023 gli stranieri residenti nel comune erano 6712, ovvero il 5,67% della popolazione. Di seguito sono riportati i gruppi più consistenti:
- Romania 1162
- Ucraina  962
- Senegal 606
- Bangladesh 541
- Albania 446
- Nigeria 344
- Filippine 282
- Cina 281
- Pakistan 234
- Venezuela 117

### Lingue e dialetti

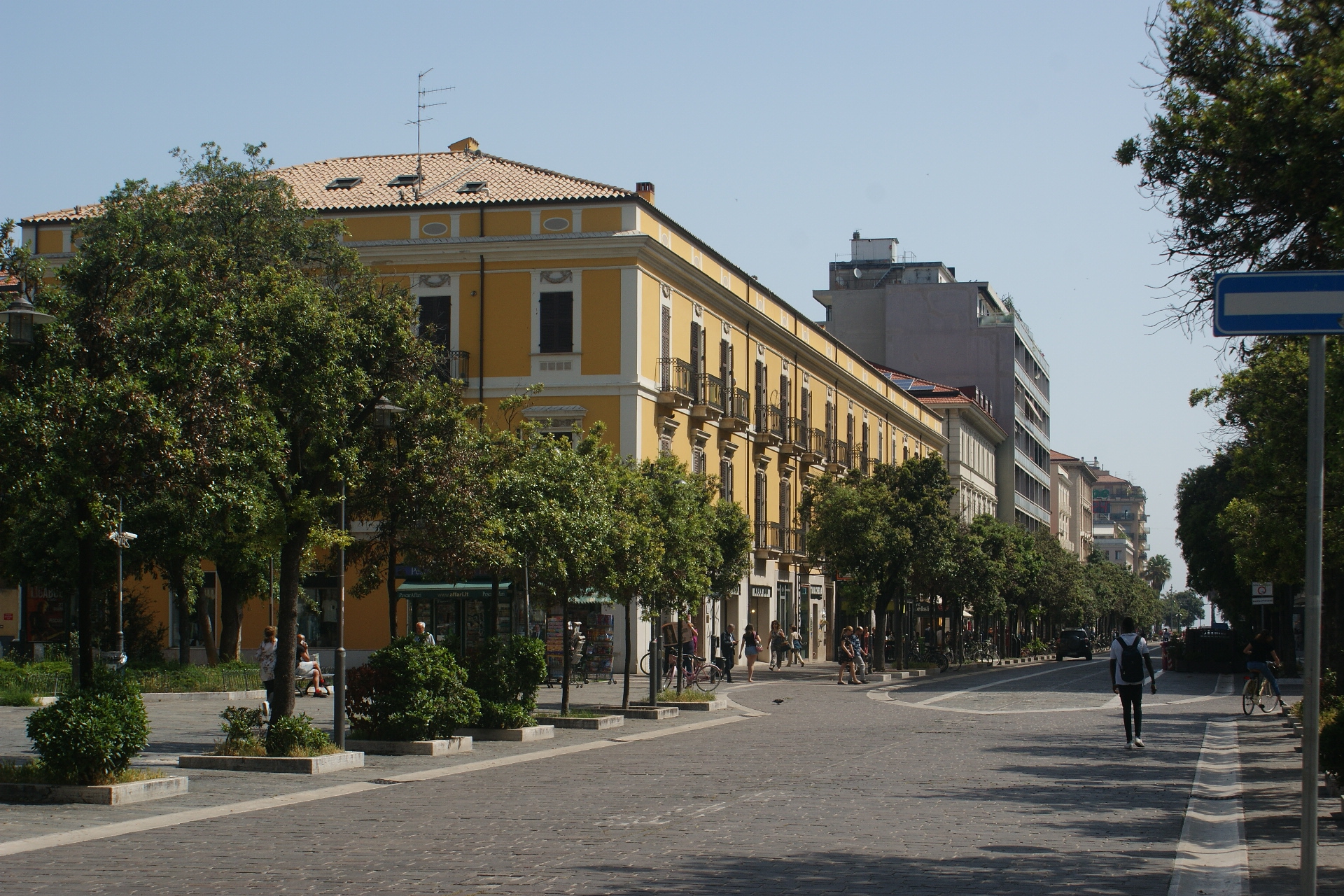
Corso Umberto I, principale direttrice del centro città

Nella città di Pescara si parla uno dei sei dialetti abruzzesi, quello della macro-area adriatica, diffuso nella maggior parte delle province di Teramo, Chieti e Pescara; esso presenta una certa omogeneità fino alla dorsale appenninica, salvo alcune differenze più rilevanti nel campo della pronuncia vocalica e nel lessico. Ad esempio, a livello fonetico si riscontrano divergenze piuttosto vistose fra il dialetto pescarese, più simile sotto questo punto di vista ai dialetti abruzzesi centro-settentrionali, e quello della non lontana Chieti e della sua provincia, mentre la struttura grammaticale si mantiene pressoché inalterata.
La genesi del dialetto pescarese è molto peculiare ma poco studiata. Il poeta locale Gabriele D'Annunzio offre testimonianze della lingua pescarese, parzialmente simile a quella attuale, nelle raccolte novellistiche Terra vergine, Il libro delle vergini e San Pantaleone (poi riunite nella raccolta Le novelle della Pescara). L'impasto linguistico di stampo verista delle storie è reso ancora più realistico dalla parlata volgare in dialetto dei pescatori e dei contadini, in contrapposizione ai dialoghi delle persone della classe borghese. In particolare, il villaggio fluviale di Borgo Marino, dove viveva la classe più bassa del territorio, presentava un'inflessione dialettale maggiore.

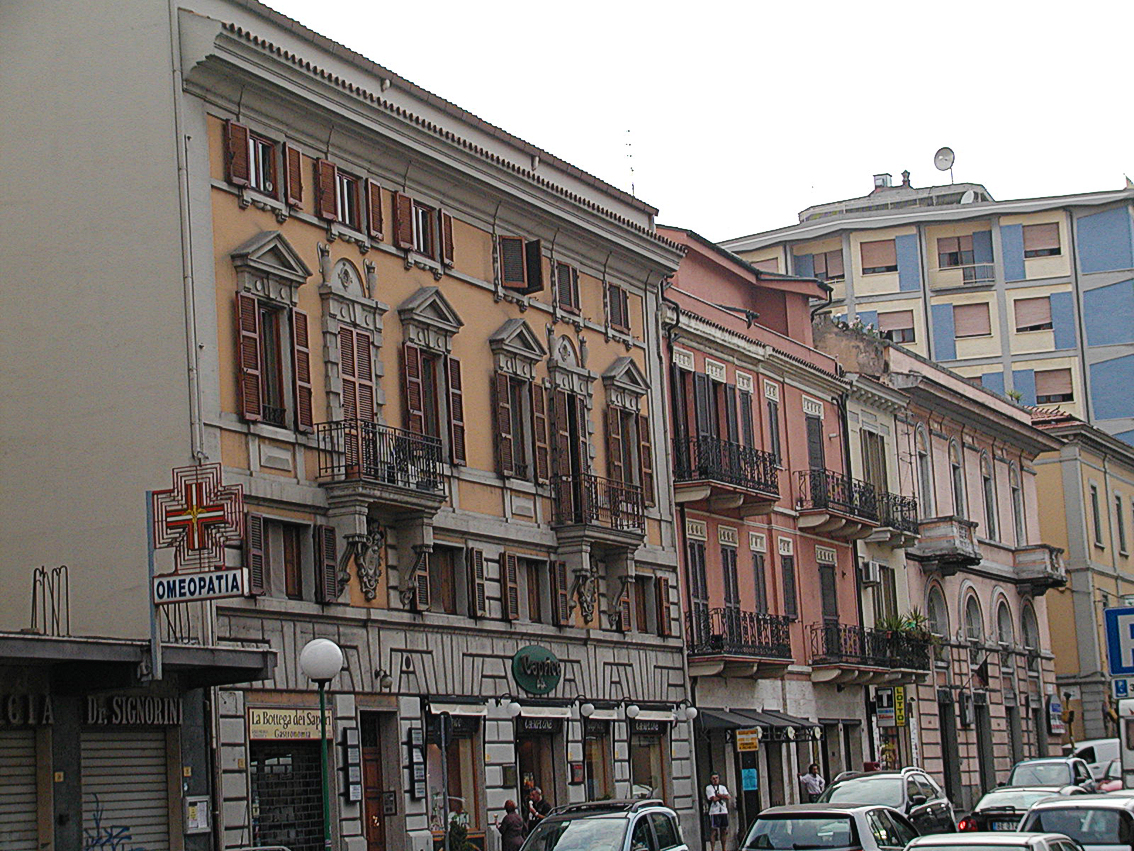
Palazzine di stile liberty in piazza Garibaldi

Inoltre, i due distinti centri in cui Pescara era divisa (Castellammare in Abruzzo Ultra e Pescara in Abruzzo Citra) si distinguevano anche per le parlate:
- la prima, dell'area nord, per via dell'influsso dei dialetti teramani, presentava vocali di tipo aperto: ciò si è determinato anche in virtù della massiccia immigrazione, presso Borgo Marino, di intere famiglie di pescatori, provenienti soprattutto dai centri marinari del teramano (Giulianova, Tortoreto, ecc.);
- la seconda, parlata soprattutto a Portanuova, risultava invece di stampo chietino, con pronuncia vocalica chiusa, caratterizzata dall'isocronismo sillabico completo. Lo stesso D'Annunzio, vissuto proprio in quest'ultimo centro, scriveva pertanto in un vernacolo di stampo chietino, peraltro non scevro da influssi prettamente napoletani, ora scomparsi, dovuti alla massiccia presenza delle truppe militari partenopee nel Bagno penale borbonico. Evidenti erano soprattutto le forme dittongate in ié e in uò (viécchië per "vecchi", juòrnë per "giorno/i", vuò per "vuoi", oggi rese rispettivamente in vìcchië, jurnë e vù). Infatti bisogna ricordare che fino a pochi anni prima che D'Annunzio scrivesse, cioè fino a prima dell'unità d'Italia, l'intera regione Abruzzo era inglobata nel regno di Napoli, e gli abruzzesi si recavano esclusivamente nella capitale borbonica, per cui inevitabilmente la velatura dialettale napoletana risultava più marcata rispetto alla parlata attuale.

Dopo l'unificazione dei due centri, vi è stata un'importante fase di transizione, purtroppo non documentata da fonti orali autentiche, in cui le due varietà "teramana" e "chietina" hanno convissuto con le loro differenze fonetiche e morfologiche: esse si sono poi andate via via attenuando, in favore di una sempre maggiore prevalenza delle caratteristiche settentrionali, che hanno portato ad un progressivo regresso di quelle meridionali, ora avvertibili debolmente solo nelle aree più periferiche (come San Donato e Fontanelle), e, in misura maggiore, in quelle più isolate (come San Silvestro), in cui il dialetto si presenta maggiormente conservativo, almeno tra le generazioni più anziane.
Ad oggi la pronuncia vocalica dialettale tende perciò a presentarsi generalmente come "media", con tendenze ad una maggiore o minore apertura o chiusura a seconda dei luoghi e delle generazioni dei parlanti. Anche se le differenze originarie non vengono ormai più notate, un orecchio attento potrebbe tuttavia ancora avvertire "echi" dell'originario dualismo linguistico, soprattutto in virtù della notevole estensione della città adriatica in senso nord-sud, la quale ha generato una notevole varietà di sfumature e realizzazioni tra generazioni e quartieri diversi; in ogni caso il dominio delle vocali aperte si riscontra in modo netto solo a partire da Montesilvano procedendo verso nord. Un dato di fatto è che, a partire dal notevole sviluppo economico e demografico di Pescara del secondo dopoguerra, ci sono state inevitabili influenze sul tessuto linguistico cittadino da persone di altre regioni d'Italia (provenienti specialmente da Campania e Puglia) e anche dall'etnia Rom, la quale ha elaborato una parlata "ibrida" in continua evoluzione e non ancora sufficientemente studiata. Il pescarese è un dialetto molto vitale, oggi ancora largamente usato da tutte le categorie sociali della città, e manifesta il suo raggio di influenza specialmente nell'area costiera, al punto che si può ormai parlare di una koinè dialettale giovanile pescarese, un "superdialetto", che si estende da Silvi a Francavilla al mare, con diramazioni più o meno ampie verso l'interno: l'area di Pescara, ha così finito con il rivestire una posizione predominante nella regione anche sul piano linguistico.

### Religione
Il santo patrono è Cetteo di Amiterno, al quale è dedicata la cattedrale. La festa patronale è il 10 ottobre.
Pescara, nel 1977, ospitò il diciannovesimo Congresso eucaristico nazionale, con la visita del papa Paolo VI.

### Tradizioni e folclore
La festa del patrono san Cetteo viene celebrata d'estate, la prima domenica di luglio (il 10 ottobre è il giorno festivo in cui è ricordato).
Ogni anno, la marineria pescarese festeggia il proprio protettore: sant'Andrea apostolo. La tradizione della Festa di Sant'Andrea risale al 1867, da sempre commemorata nella zona del borgo marino vicino al porto, per devozione dei pescatori. Da quello stesso anno ed in tutti gli anni seguenti, la marineria ha celebrato il santo con una processione, che ha la caratteristica di svolgersi in mare.
La festa della Madonna dei Sette Dolori si svolge annualmente la prima domenica di giugno al santuario della Madonna dei sette dolori, secondo un'antichissima tradizione.
Nel mese di luglio di ogni anno e dal 1994, si svolge la Regata dei Gonfaloni, una gara tra imbarcazioni lunghe otto metri e con dieci vogatori lungo il fiume Pescara. Ogni imbarcazione rappresenta una marineria di altre città del mare Adriatico o di altre località del mare Mediterraneo.

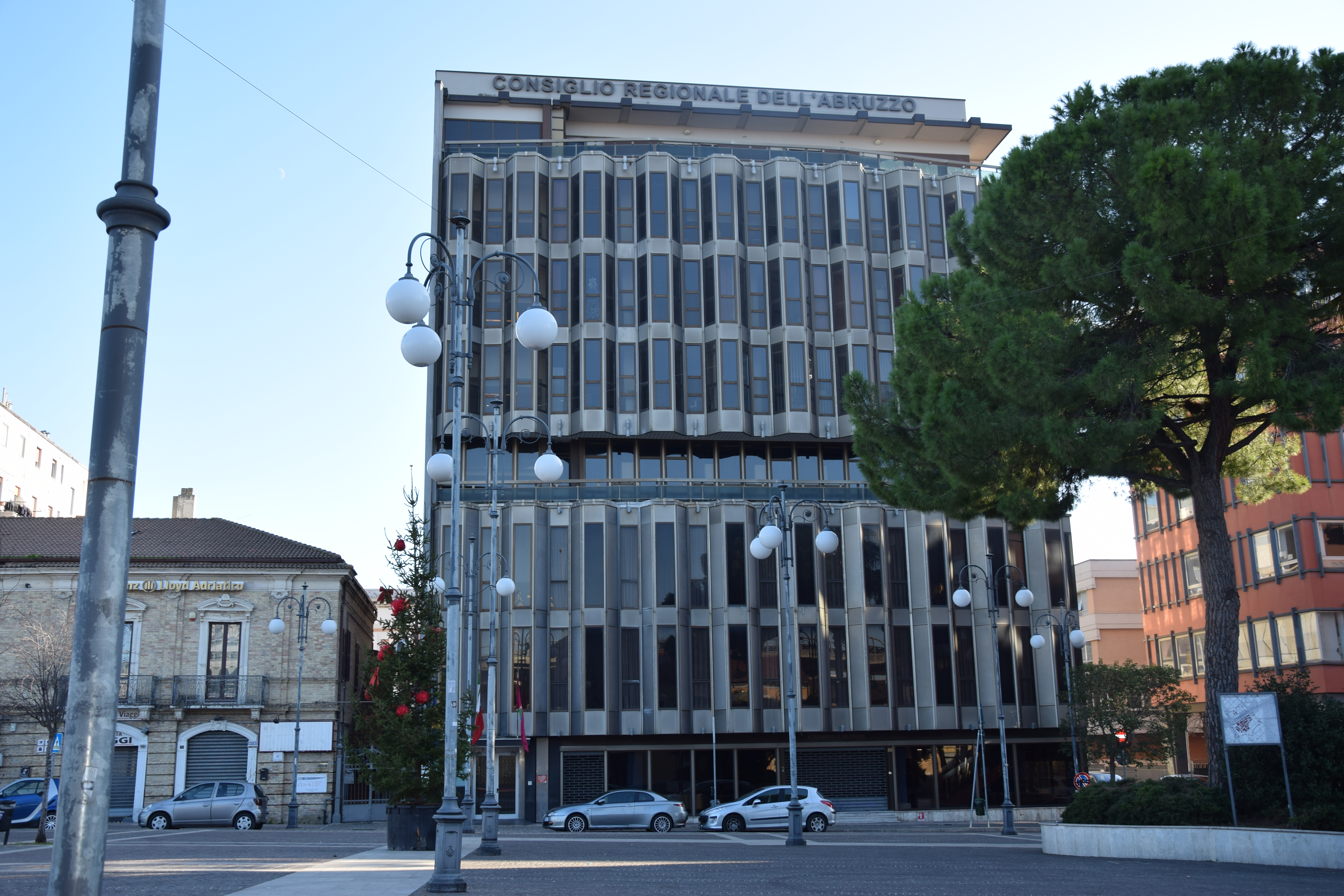
La sede del Consiglio regionale dell'Abruzzo

### Istituzioni, enti e associazioni
- Sede della Giunta regionale dell'Abruzzo[120];
- Sede del Consiglio regionale dell'Abruzzo[120];
- Sede degli assessorati regionali per agricoltura, infrastrutture e trasporti, sanità, lavoro e sociale, sviluppo economico e turismo[121];
- Sede della sezione staccata del Tribunale amministrativo regionale[122][123];
- Direzione Marittima per l'Abruzzo[124];
- Curia dell'arcidiocesi di Pescara-Penne[125];
- Presidio ospedaliero "Santo Spirito"; si tratta dell'unico ospedale pubblico della città. La struttura fa capo alla ASL di Pescara, dalla quale dipendono anche i presidi ospedalieri di Penne e di Popoli Terme, che provvede a servire un bacino di utenza di circa 300 000 abitanti, ripartiti in 46 Comuni[126].

## Cultura

### Istruzione

#### Biblioteche
- Biblioteca regionale "F. Di Giampaolo"[127];
- Biblioteca regionale "Gabriele D'Annunzio"[128];
- Biblioteca dell'Archivio di Stato di Pescara[129];
- Biblioteca Unificata "Polo Pescara" (Università)[130][131].

#### Scuole
Sono operative in città centosedici scuole pubbliche e private, di cui trentasette scuole dell'infanzia, ventinove scuole primarie, tredici scuole secondarie di primo grado e trentadue scuole secondarie di secondo grado; queste ultime sono suddivise in quindici licei, dieci istituti tecnici, quattro istituti professionali e tre percorsi di studio sperimentali o di competenza regionale.

#### Ricerca

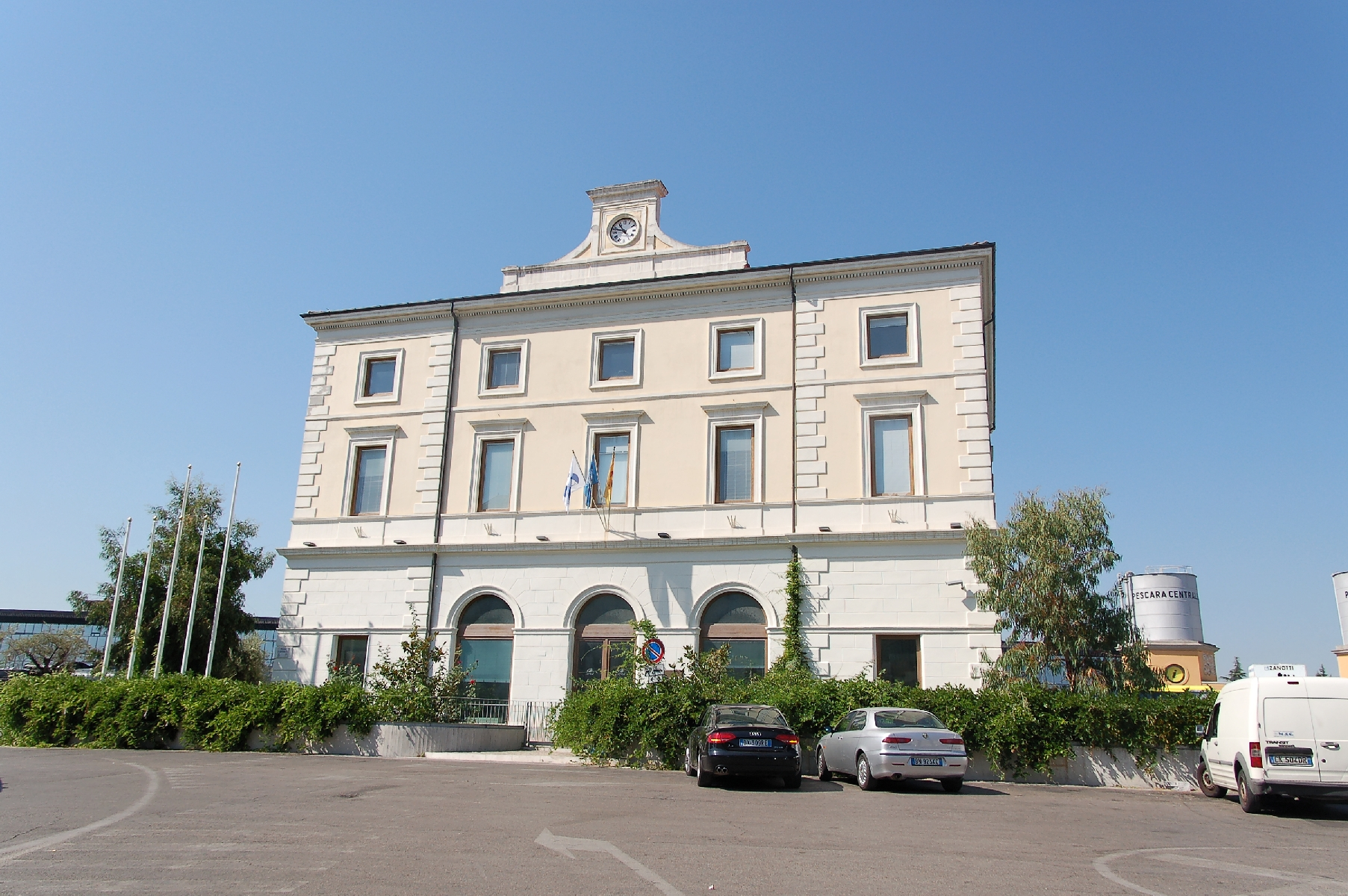
Sede dell'Icra Network presso l'ex stazione centrale

L'Icra Network (International Center for Relativistic Astrophisics) è un consorzio internazionale che promuove le attività di ricerca nel campo dell'astrofisica coadiuvando e collaborando con dipartimenti e centri presso l'Università di Roma "La Sapienza", l'Università di Stanford, la Washington State University, lo Space Telescope Institute, negli Stati Uniti e la Specola Vaticana, a Castel Gandolfo. Il consorzio ha sede nel cuore di Pescara nei locali della vecchia stazione ferroviaria ed ospita un centro di astrofisica. Il centro si propone l'obiettivo principale di coordinare e promuovere le attività di ricerca teorica e di modellistica ed utilizza i dati acquisiti da osservatori astronomici e astrofisici situati in tutto il mondo, nonché di quelli provenienti da missioni spaziali.

#### Università

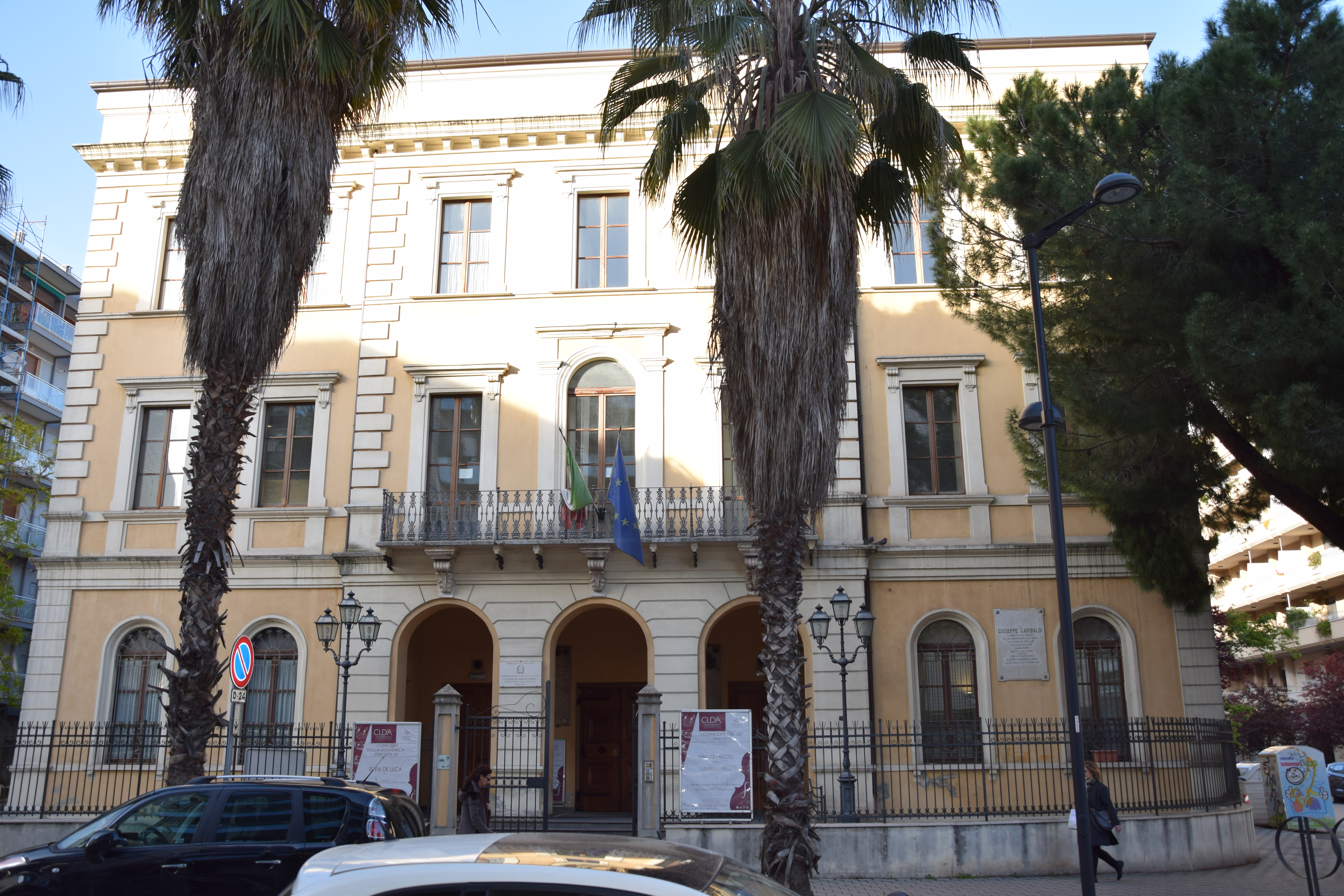
L'ingresso del conservatorio Luisa D'Annunzio

L'Università "Gabriele d'Annunzio" è un'università pubblica italiana costituita da 13 dipartimenti distribuiti tra le città di Chieti e Pescara; quelli dislocati nel polo universitario di Pescara sono: dipartimento di Architettura, dipartimento di Ingegneria e Geologia, dipartimento di Lingue, Letterature e Culture Moderne e Scuola delle Scienze Economiche, Aziendali, Giuridiche e Sociologiche (che comprende i dipartimenti di Economia e Scienze Giuridiche e Sociali).
In città è presente una sede dell'Istituto superiore per le industrie artistiche (ISIA), istituzione di cultura pubblica dedicata al disegno industriale. Nel 1980, è stata istituita l'Università Europea del Design con sede legale a Pescara e operante a Montesilvano. Vi è inoltre una sede decentrata della Scuola Internazionale di Comics. Nel 2009, è stata istituita in città la Scuola del Cinema IFA.
Pescara è sede di un learning center dell'Università degli Studi "Niccolò Cusano" e dell'Università telematica "Pegaso".
Ha sede nel comune il Conservatorio Luisa D'Annunzio, istituzione nata nel 1922 come "Corporazione musicale Luisa D'Annunzio". Fu un'iniziativa di un gruppo di intellettuali della Pescara di allora e di Francesco Paolo Michetti per onorare Gabriele D'Annunzio. Nel 1935 la corporazione diventa liceo, poi conservatorio nel 1969.
A Pescara ha sede anche la S.S.I.T. Scuola Superiore per Interpreti e Traduttori (ex Scuola Interpreti) che da circa un trentennio si occupa di formazione di interpreti e traduttori.

#### Musei

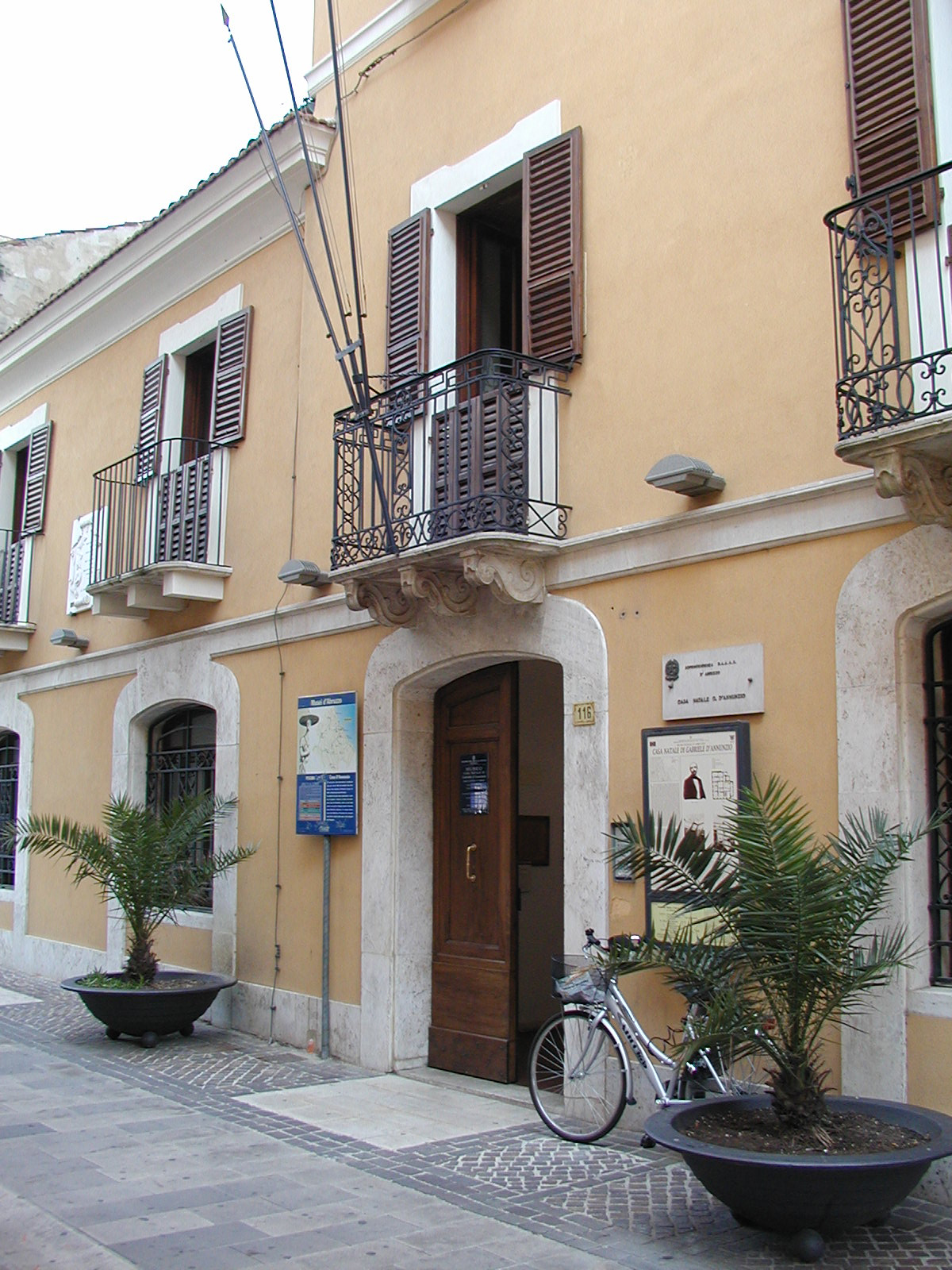
Ingresso del Museo casa natale Gabriele D'Annunzio

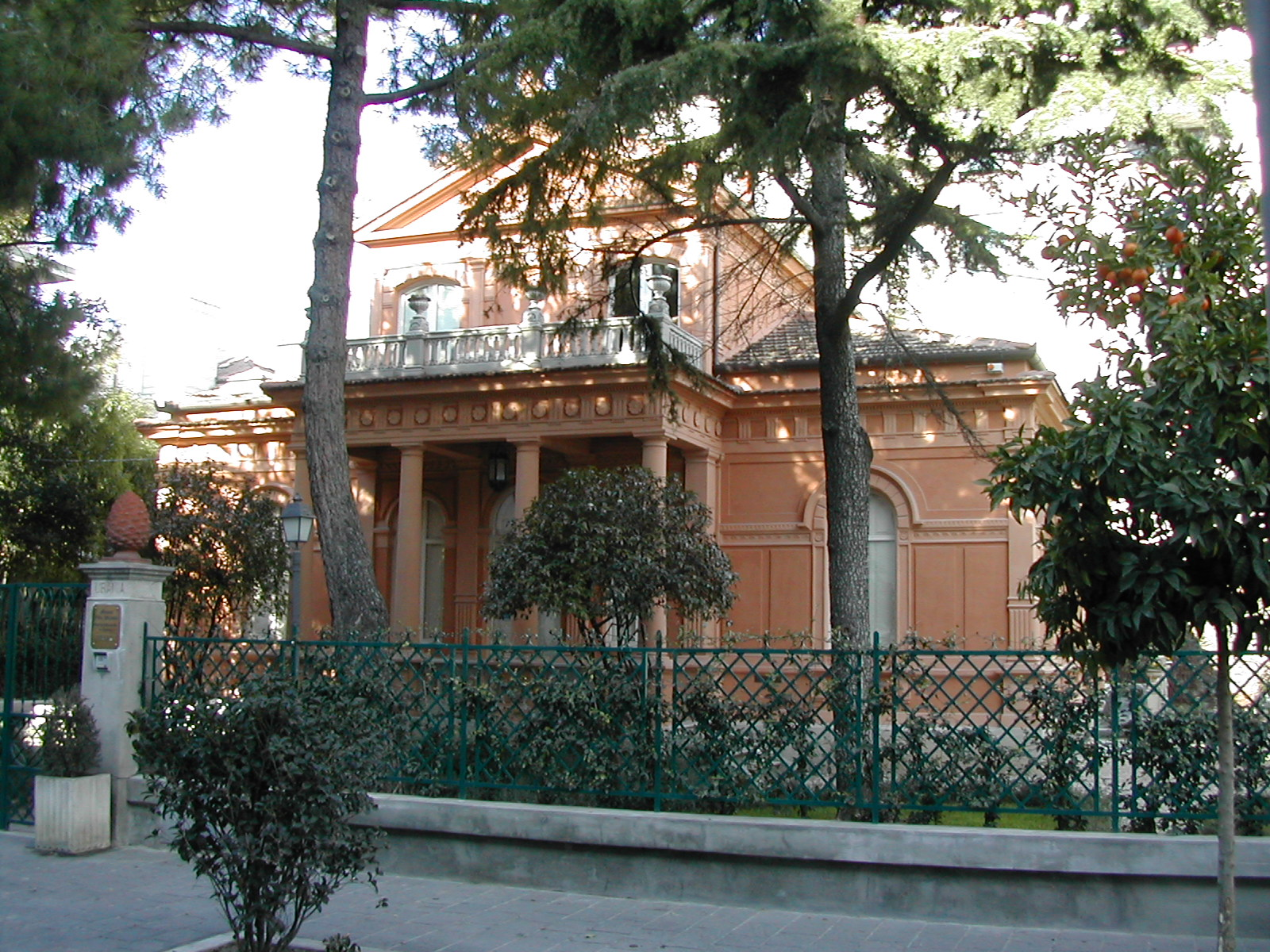
Villa Urania

- Museo casa natale Gabriele D'Annunzio: casa natale del poeta, è un edificio settecentesco, monumento nazionale dal 1927; il museo, allestito al primo piano della casa, è composto da nove sale e conserva arredi, mobili d'epoca e oggetti appartenuti allo scrittore e alla sua famiglia.
- Museo Paparella Treccia Devlet: ospitato in Villa Urania, una villa in stile eclettico, vi si possono ammirare numerose maioliche di Castelli realizzate dal Cinquecento all'Ottocento, con una collezione permanente composta da 151 maioliche realizzate dai più grandi Maestri attivi a Castelli in questi secoli[142].
- Museo delle genti d'Abruzzo: il museo è ospitato nei locali rimasti della fortezza cinquesecentesca, unita ai Bagni Borbonici nel Settecento; oggi è custode di reperti e testimonianze della vita abruzzese, dalla Preistoria alla Rivoluzione Industriale[143].
- Museo d'arte moderna Vittoria Colonna: è alloggiato in un palazzo progettato dall'architetto Eugenio Montuori; conserva una mostra permanente contenente opere di artisti quali Pablo Picasso, Joan Miró, e Renato Guttuso, ed è spesso sede di mostre temporanee[144].
- Museo Civico Basilio Cascella: ha sede nell'antico laboratorio della famiglia Cascella, trasformato in museo nel 1975; raccoglie la maggioranza delle opere della famiglia[145].
- Mediamuseum: ospitato nel vecchio Palazzo di giustizia, contiene una raccolta di locandine, articoli di giornale, foto, dipinti, pannelli e contenuti multimediali riguardanti il cinema e il teatro; è anche una videoteca pubblica[146].
- Aurum - La fabbrica delle idee: situato presso la Pineta Dannunziana nell'antica sede della distilleria del liquore Aurum, è la principale sede espositiva di mostre temporanee di arte contemporanea.
- Imago Museum: inaugurato nel febbraio 2021 nei locali dell'ex Banco di Napoli, lo spazio espositivo di 1200 metri quadrati è destinato a mostre temporanee di opere d’arte moderna, contemporanea e di fotografia[147].
- Museo dell'Ottocento: museo dedicato all'arte del XIX secolo inaugurato nel settembre 2021 che ospita opere di Francesco Paolo Michetti, Giacinto Gigante e numerosi altri artisti italiani e francesi[148].
- CLAP Museum: inaugurato nel 2022, il museo dedicato al fumetto ospita una mostra permanente delle opere di Andrea Pazienza.[149][150]
- Maison des Arts: centro culturale polivalente ospitato presso la sede storica della Banca Caripe, costituisce uno spazio culturale di rilievo per mostre temporanee e spettacoli di arti performative[151].
- Circolo Aternino: antica sede del comune di Pescara prima dell'unificazione con Castellammare, oggi ospita eventi e mostre temporanee.
- Fuga dal Museo: museo diffuso presentato durante l'Expo 2015 e istituito nel 2018 per promuovere e salvaguardare il patrimonio artistico di Pietro Cascella presente sul territorio pescarese[152].
- MicHub: polo culturale e spazio espositivo attivo dal 2024 che oltre a mostre ed esposizioni ospita centri di formazione di cinema e tecnologie di intelligenza artificiale.[153]
- Museo del mare[154]
- Casa museo Summa[155]
- Ecomuseo Fluvia[156]

### Media

#### Stampa
La città ospita la sede regionale de Il Messaggero e del principale quotidiano abruzzese, Il Centro.

#### Radio
Le principali emittenti radiofoniche presenti sono Radio Parsifal, Radio California, Radio Ketchup e Radio Città.

#### Televisione
Pescara è sede della redazione regionale per l'Abruzzo della Rai.

### Arte

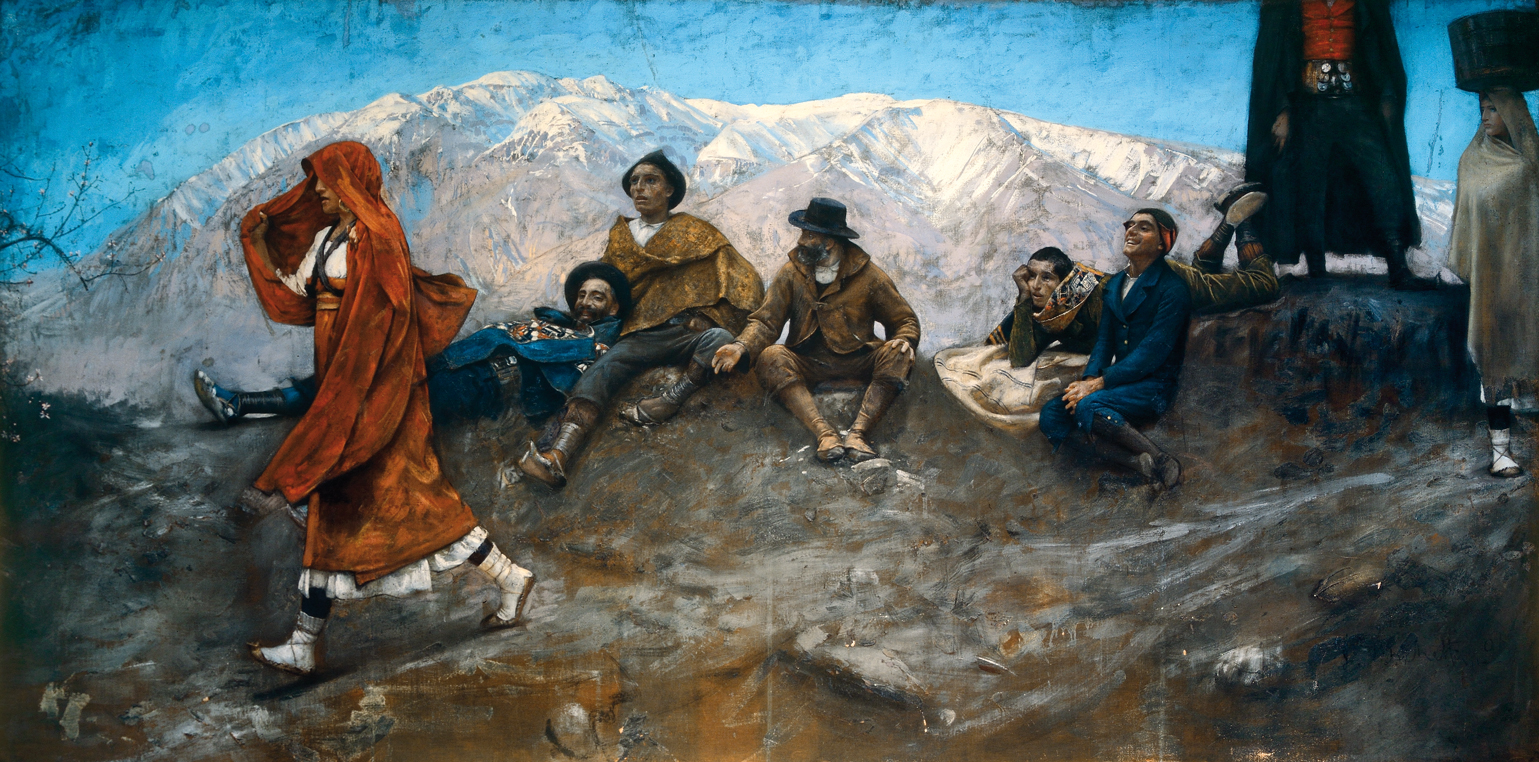
La figlia di Iorio di Francesco Paolo Michetti, conservata nell'omonima sala del Palazzo del governo

Sono diversi gli artisti nati a Pescara, o vissuti e operanti in città, e alcuni di questi hanno avuto un ruolo determinante nel suo sviluppo civile e artistico:
- La famiglia Cascella ha contribuito molto alla vita culturale della città influenzandone la vita artistica con i principali esponenti Basilio e Pietro Cascella. Ai Cascella e le loro opere il comune di Pescara ha dedicato un Museo Civico.
- Vicentino Michetti, nativo di Calascio, fu l'autore di un gran numero di opere e monumenti cittadini, tra cui l'elefante in cemento situato in piazza della Rinascita e l'obelisco del Teatro monumento Gabriele D'Annunzio.
- Ettore Spalletti, pittore e scultore nato nel 1940 a Cappelle sul Tavo, è stato spesso protagonista di mostre ed eventi culturali in città, e ha realizzato la fontana presso il Tribunale.
- L'artista Franco Summa ha avuto particolare impatto sulla città, essendo stato autore di numerose opere esposte temporaneamente in luoghi particolarmente frequentati, tra le quali la Porta del Mare (un monumento alla pace eretto nel periodo delle Guerre jugoslave composto da un insieme di quattro portali rettangolari che andavano a formare un arco quadrifronte, inscrivibile in un parallelepipedo alto quasi 11 metri e a pianta quadrata; sulle varie facciate si alternavano 56 colori)[164] che rimase in piazza I Maggio per alcuni mesi nel 1993. Nel 2018 è stata inaugurata una sua opera permanente, Giardino Incantato[165].

### Letteratura
Il più celebre degli scrittori pescaresi è Gabriele D'Annunzio, anche detto il "vate", che rappresenta uno dei massimi esponenti della letteratura e della cultura italiana a cavallo tra l'Ottocento ed il Novecento. D'Annunzio è sempre rimasto molto legato alla città cercando di favorirne le sorti con il suo peso politico; inoltre, l'ha sempre frequentata assiduamente, rimanendo fortemente affascinato dal carattere dei suoi abitanti. Nel 1882 pubblicò la raccolta Canto novo, ispirata agli amori con Elda Zucconi, vissuti nelle campagne tra Pescara e Francavilla. Sempre in questi anni pubblicò varie raccolte di novelle di stampo verista che formeranno il volume de Le novelle della Pescara (1902). Ambientato in quello che allora era il villaggio di Pescara e nella campagna circostante, l'opera nasce come raccolta di canti, con temi diversi, che acquisiscono unitarietà proprio in relazione all'elemento caratterizzante che è il territorio. D'Annunzio descrive una terra abitata da persone impulsive, irruente ed, a volte, anche feroci: emozioni ed impulsi che trovano nel territorio la loro radice poiché D'Annunzio le riconduce ad un sentimento collettivo, in quanto condiviso da tutti gli abitanti dell'area.

### Teatro
In passato a Pescara vi era il Teatro Pomponi, un prestigioso teatro costruito nel 1923, situato in piazza I Maggio, abbattuto nel 1962. La funzione di associazione teatrale stabile è svolta dalla "Società del Teatro e della Musica", presieduta in passato anche da Ennio Flaiano. Il Centro di Produzione Teatrale "Florian Metateatro Onlus" utilizza dal 1988 la sede denominata Florian Espace (un ex capannone industriale vicino al fiume), che è l'unica struttura esclusivamente adibita al teatro nella città. Le strutture utilizzate per opere teatrali sono quindi:
- il Teatro Vicentino Michetti: inaugurato il 6 agosto 1910 con l'esecuzione del Werther di Jules Massenet, attualmente agibile ma chiuso, è stato utilizzato come cinema fino al 2003[168];
- l'auditorium Flaiano;
- il Teatro Massimo, Circus Visioni e Sant'Andrea[169];
- il Florian Espace.

#### Arene e spazi per musica
- Teatro monumento Gabriele D'Annunzio: è un'arena all'aperto;
- Stadio Adriatico: viene utilizzato per i più importanti eventi musicali quali concerti di gruppi e cantanti nazionali;
- Arena del Mare: un'area che viene stagionalmente attrezzata sulla spiaggia al lato nord del porto dove vengono organizzati concerti gratuiti;
- Stadio del Mare: un'arena temporanea che viene allestita sulla spiaggia all'altezza di piazza Primo Maggio, per ospitare concerti ed eventi di vario genere.

### Cinema
Il soggetto del famoso film di Federico Fellini, I vitelloni, è stato inizialmente scritto da Ennio Flaiano, che ha immaginato lo svolgimento della trama a Pescara e l'ha sviluppata intorno ad alcuni personaggi inventati, ma rappresentativi di un modo d'essere dei giovani della città degli anni cinquanta. Il termine «vitello» ("vitellone"), infatti, era usato a Pescara per indicare quei giovani nullafacenti che trascorrevano le loro giornate al bar, comunque senza lavorare. A quel tempo, tra i giovani era facile salutarsi dicendo «Uhe vitello' cum'a sti'?» ("ehi vitellone, come stai?"), sia perché la disoccupazione giovanile era dilagante, sia perché il termine era entrato nel gergo comune. Nello slang pescarese, il termine nel corso degli anni è scomparso, ma il suo significato è espresso nel gergo locale con un'altra espressione: infatti, il termine «vitello» è stato sostituito dalla parola «pigro», che al giorno d'oggi, descrive la persona nullafacente ma anche facinorosa ed è, dunque, usata in senso dispregiativo. Federico Fellini ha poi deciso di ambientare il film nella sua Rimini (nella foto un fotogramma del film le cui riprese, però, furono fatte ad Ostia Lido, sul lungomare romano).
- Nel 1976 il regista Sergio Bergonzelli girò a Pescara i film di commedia sexy all'italiana: La sposina[170] e Taxi Love, servizio per signora[171].
- Pane e tulipani, pellicola di Silvio Soldini del 1999, è ambientato per alcune scene a Pescara e pescaresi sono nel film la protagonista, Rosalba (Licia Maglietta), suo marito Mimmo (Antonio Catania) e Costantino (Giuseppe Battiston). La trama del film si snoda intorno al tema della fuga che Rosalba affronta nel tentativo di lasciare la sua condizione deludente e negativa di casalinga e moglie infelice; ma alla fine Rosalba torna a Pescara dove scopre un mondo per nulla modificato dalla sua assenza, desideroso solo di riprendere la squallida routine.[172]
- Alcune scene del film La guerra degli Antò del 1999, diretto da Riccardo Milani, sono state girate a Pescara. Pescaresi sono anche molte comparse del film nel quale, del resto, compaiono molti attori abruzzesi: Federico Di Flauro è di Sulmona, Flavio Pistilli è di Pescasseroli, Paolo Setta è di Bussi sul Tirino, Danilo Mastracci è di L'Aquila. La trama del film si snoda tra Montesilvano, Bologna ed Amsterdam ed è il racconto di quattro giovani punk stanchi della loro vita di provincia.[173]
- A Pescara è ambientato il film Liberi del 2003, diretto dal regista Gianluca Maria Tavarelli. Il film racconta un intreccio di storie di giovani in cerca di fortuna e di persone, più adulte, con difficoltà sentimentali e di vita.[174]
- L’abruzzese Davide Cavuti ha girato, in parte a Pescara, il film Un'avventura romantica (2016) e interpretato da Michele Placido, Edoardo Siravo, Lino Guanciale, Debora Caprioglio, presentato alla 73ª Mostra internazionale d'arte cinematografica di Venezia;[175] per la regia del lungometraggio, Davide Cavuti ha ricevuto il Premio Flaiano nel 2017.[176]
- Nel 2018, il regista Guido Chiesa ha ambientato a Pescara alcune scene del suo film Ti presento Sofia, con protagonisti Fabio De Luigi e Micaela Ramazzotti (che ha ricevuto il Premio Flaiano come migliore interprete femminile). Il film è un remake italiano della pellicola argentina Se permetti non parlarmi di bambini! (Sin hijos) del 2015 diretta da Ariel Winograd[177].
- Pescara, Montesilvano, Prati di Tivo, Pietracamela, Silvi furono il set della commedia sexy all'italiana La maestra di sci del 1981.[178]
- I videoclip Vivere una favola di Giorgia e Ovunque tu sia di Ultimo mostrano numerosi scorci della città.[179][180]

### Cucina
La tradizione gastronomica pescarese è molto legata alla cucina marinara dell'Adriatico ed alla tradizione culinaria abruzzese.
La cucina marinara si caratterizza per l'uso di pesci di taglia piccola ma molto saporiti cucinati alla brace, in pentola o serviti crudi o marinati in aceto con l'aggiunta degli odori della cucina mediterranea. Tipici la coda di rospo (o rana pescatrice) alla cacciatora e il brodetto alla pescarese, cucinato con tempi di cottura differenziata a seconda dei vari tipi di pesce a cui si aggiungono peperoncino fresco, aglio, pomodoro, odori da servire con fette di pane. Molto diffuso è anche il "fritto di paranza", ovvero una frittura mista di pesci di piccolo taglio: in genere merluzzetti, triglie e sarde. Altro piatto tipico è il brodetto di cozze e vongole.
I primi piatti si distinguono per l'uso di formati di pasta tipici dell'Abruzzo come i "maccheroni alla chitarra", la mugnaia, i ravioli, le "scrippelle" od il "timballo", accompagnati da sughi della tradizione in genere a base di salsa di pomodoro e carne di agnello o con brodi vegetali o di pollo. Tipico primo piatto dell'area del pescarese sono gli anellini alla pecorara, una pasta a forma di anello servita con una salsa di pomodoro e vegetali vari a cui si aggiunge la ricotta di pecora. Eredità della cucina povera sono i piatti a base di legumi come le sagne (in dialetto tajarille) servite con ceci o fagioli.

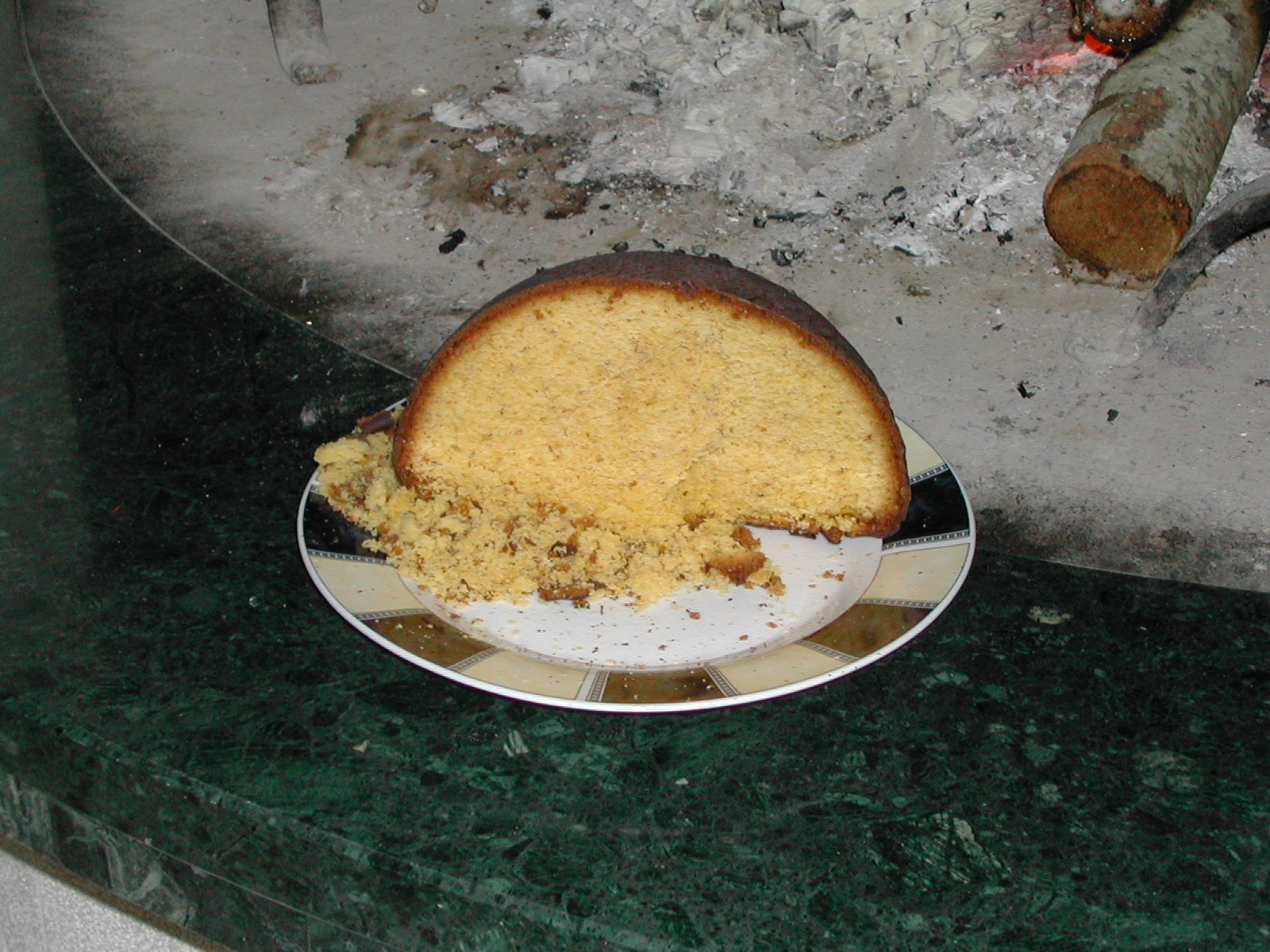
Il parrozzo

Le carni usate per cucinare sughi e secondi sono legate alla tradizione pastorale dell'Abruzzo: quindi sono molto usate le carni ovine. Come in tutto l'Abruzzo a Pescara sono tipici gli "arrosticini", spiedini di carne di pecora tagliata in piccoli pezzi che vengono serviti con fette di pane unte di olio. Molto usata è la carne di maiale ed è facile trovare nei mercati o per le strade i chioschi dove è possibile comprare della porchetta, piatto tipico in Abruzzo ed in altre zone del centro Italia, particolarmente in Umbria. Gli arrosticini tradizionali vengono fatti a mano (raggiungendo un peso di circa 30 grammi) e, nel caso in cui venga utilizzato il fegato ovino, tra un pezzo di carne e uno di grasso viene inserita una foglia d'alloro.
Tra i dolci della tradizione, il parrozzo, fatto con mandorle tritate, essenza di mandorla amara, buccia di limone e ricoperto di cioccolato fondente. Tipica, come in tutto l'Abruzzo e soprattutto nei periodi di festa, è anche la cicerchiata, che è un dolce a base di pasta di farina, uova, burro e zucchero. Da questa si ricavano palline di circa un centimetro di diametro che vengono fritte nell'olio di oliva o nello strutto: scolate, vengono disposte "a mucchio" e ricoperte di miele. Altri dolci comuni sono i cacionetti ed i bocconotti, questi ultimi tipici dolci di Castelfrentano, vicino a Lanciano.
Altra pietanza tipica in Abruzzo e Molise è il fiadone, una specie di raviolo rustico cotto in forno e fatto con uova e pecorino che può essere sia dolce che salato.
Tra i molti liquori caratteristici della zona l'unico tipico di Pescara è l'Aurum, che è prodotto con acquavite e scorze di arancia.
Anche nel pescarese, come nel resto dell'Abruzzo, vengono coltivati interessanti vitigni che originano vini DOC come il Montepulciano d'Abruzzo, il Cerasuolo e il Trebbiano d'Abruzzo.

### Eventi
Nel comune si svolgono vari festival musicali e teatrali:

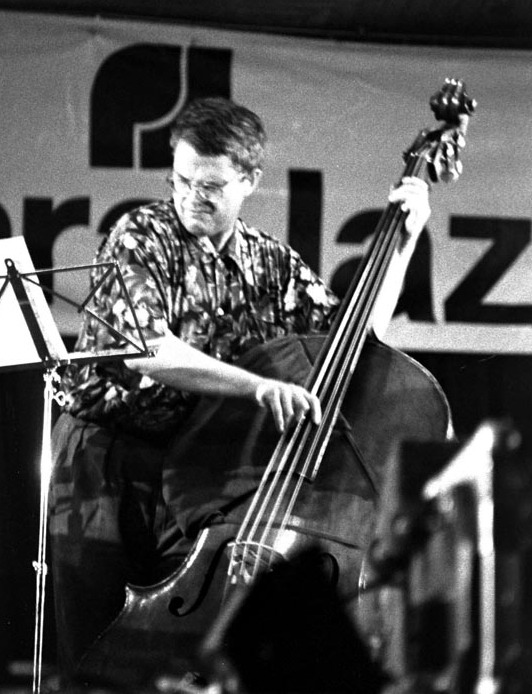
Charlie Haden al Pescara Jazz nel 1990

- Il Pescara Jazz è stato il primo festival estivo italiano dedicato al jazz. Nata nel 1969, la manifestazione è stata capofila di una serie di iniziative in tutto il territorio nazionale ed è una delle manifestazioni jazz più importanti in Europa[185][186].
- Il Premio Internazionale Ennio Flaiano, ideato da Edoardo Tiboni, è un festival diviso in quattro sezioni: cinema, teatro, letteratura e televisione. Si tratta di un evento culturale di richiamo internazionale che vede riuniti a Pescara alcuni tra i più eminenti personaggi dello spettacolo e della cultura. La manifestazione è nata per onorare Ennio Flaiano e per riproporre costantemente lo studio della sua opera. Il Festival ha luogo ogni anno, dal 1974 ed attira decine di migliaia di spettatori[187].
- Il Festival di libri e altrecose (FLA) è un festival di letteratura contemporanea che si svolge dal 2002, creato dallo scrittore Giovanni Di Iacovo e nato con l'intento di promuovere l'interesse per la lettura e la scrittura in tutte le loro forme. Il Festival si svolge nel mese di novembre e vede la partecipazione di autori e critici letterari i quali sono protagonisti di letture, dibattiti e presentazioni di nuove opere: tutti gli eventi sono aperti al pubblico. La manifestazione è arricchita da concerti e dalla proiezione di film o documentari e si svolge in diversi luoghi della città, principalmente nel centro storico di Pescara e nei teatri più importanti (Teatro Massimo (Pescara), Teatro Circus)[188][189][190].
- Fuori Uso è una mostra d'arte contemporanea, impreziosita dalla presenza di alcuni fra gli artisti internazionali più noti del momento; la mostra, negli anni, ha dato spazio anche a giovani artisti locali, nazionali e provenienti da tutto il mondo. La caratteristica della mostra, la cui prima edizione si è svolta nel 1990, è quella di svolgersi in luoghi della città in disuso, come l'ex stazione di Pescara Porto, l'ex albergo dei ferrovieri e fabbriche e magazzini abbandonati, con il risultato di renderli vitali ed ancora fruibili, come spazio d'arte e di incontro. La mostra non ha luogo ogni anno ma saltuariamente, in momenti e spazi diversi della città, ed attira migliaia di visitatori[191].
- L'IndieRocket Festival è manifestazione internazionale dedicata alla musica indipendente e sperimentale organizzata annualmente dal 2004. Vi hanno partecipato artisti come These New Puritans, We Are Scientists, Dirtmusic, Xiu Xiu, Gudrun Gut, e ha portato in Italia per la prima volta gruppi come Gang of Four, Mission of Burma e Red Crayola[192].
- La Stagione di Teatro Contemporaneo, organizzata dal Florian Teatro Stabile d'Innovazione, con un cartellone di indubbio interesse nell'ambito del teatro contemporaneo italiano. In passato molti importanti artisti e compagnie nazionali vi si sono esibiti, da Roberto Herlitzka ai Motus, da Leo de Berardinis a Sandro Lombardi[193].
- Il Funambolika è una manifestazione di arti circensi creata nel 2007 da Raffaele De Ritis. La programmazione culmina con la rappresentazione del Gran Gala du Cirque e include regolarmente artisti premiati al Festival internazionale del circo di Monte Carlo e atleti del Cirque du Soleil[194][195].
- Il Festival del documentario d'Abruzzo è un festival cinematografico fondato nel 2007 dall'Associazione Cinematografica Multimediale Abruzzese (ACMA). Il festival nasce come vetrina della produzione indipendente nazionale ed è rivolto alla promozione del cinema di genere documentaristico proveniente da tutto il mondo.[196][197]
- Nel 1957 Pescara fu la sede della finale del concorso di bellezza Miss Italia, quando per la prima volta ne venne incoronata la vincitrice, che fu Beatrice Faccioli. Si è trattata dell'unica edizione svoltasi in città[198].

## Geografia antropica

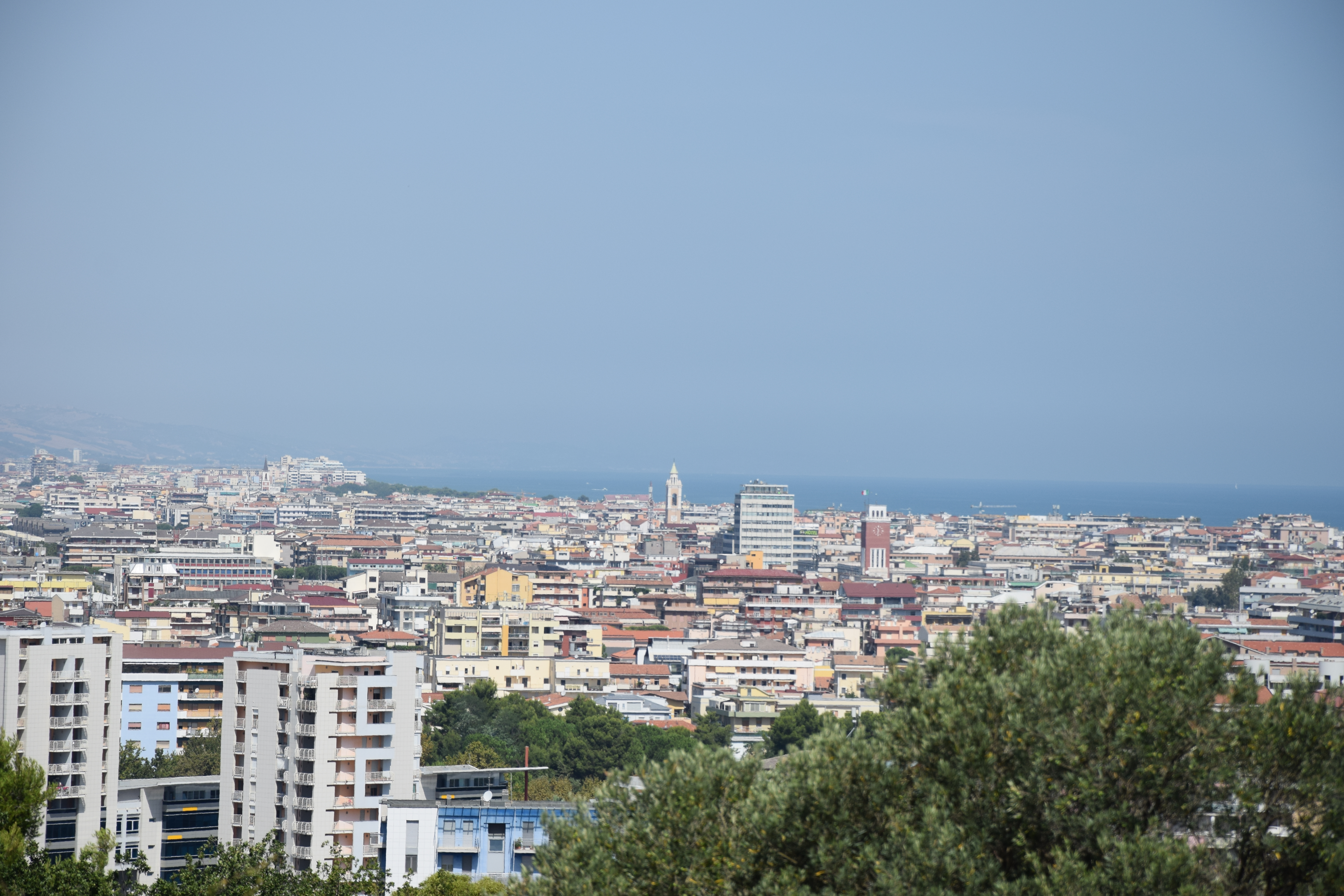
Panorama della città

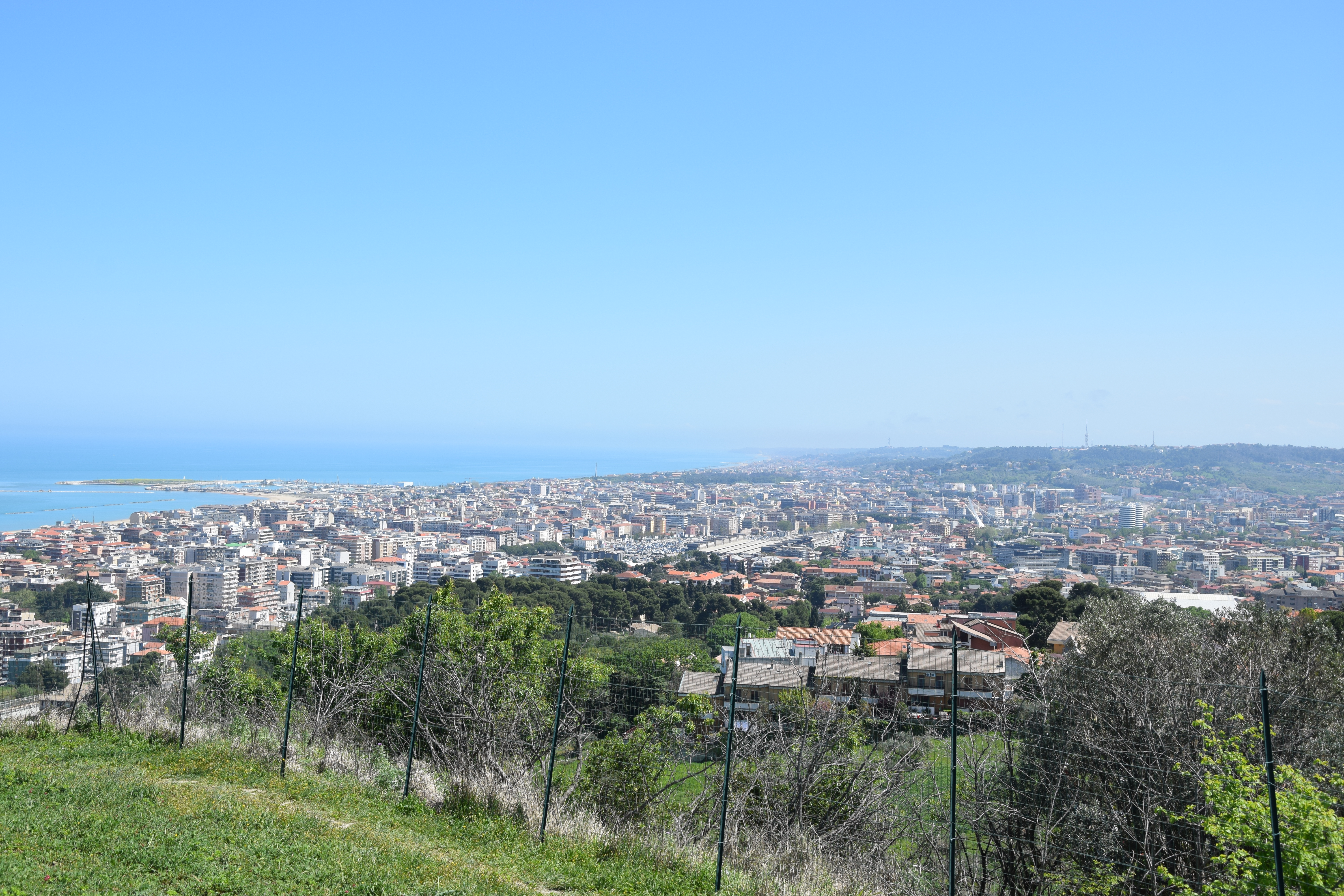
La città vista dal colle del Telegrafo

### Urbanistica

#### Formazione e primo sviluppo della città
Già dall'epoca preromana, la sede storica dell'abitato ricade sulla riva destra del fiume Pescara: qui infatti sorgeva l'antica Aternum, che dall'XI secolo inizierà ad essere chiamata Piscaria, e sempre in questa porzione di territorio venne costruita a partire dal 1510 la fortezza voluta da Carlo V d'Asburgo: la piazzaforte a pianta trapezoidale irregolare venne eretta sulle vecchie mura bizantine e normanne, con cinque bastioni a sud del fiume, le cui mura includevano l'abitato, e i restanti due a nord del fiume, a guardia della dogana e delle caserme di artiglieria e cavalleria.

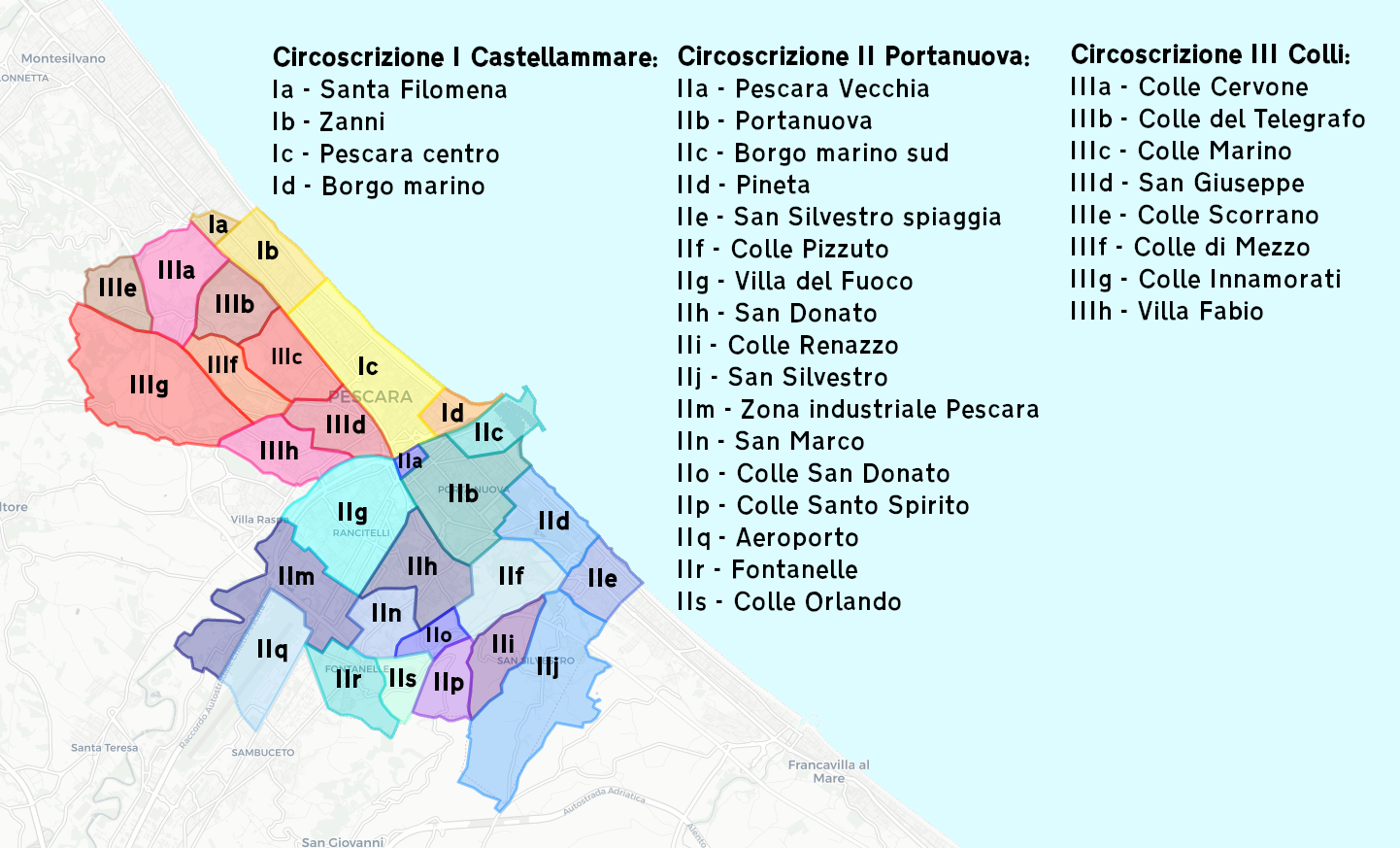
I quartieri cittadini nelle tre circorscizioni

Ancora oggi nel centro storico di Pescara resistono molte abitazioni e palazzi sette-ottocenteschi, in particolare in corso Manthonè, via delle Caserme, via dei Bastioni e piazza Garibaldi. Lo sviluppo urbano al di fuori delle mura della fortezza fu lento a causa delle numerose aree paludali che circondavano l'insediamento e degli alti costi sostenuti dall'amministrazione comunale per l'acquisto e lo smantellamento delle stesse fortificazioni. Nel frattempo a nord del fiume, si andava formando già dal XVII secolo il borgo di Castellammare Adriatico presso colle Innamorati, concentratosi attorno al santuario della Madonna dei sette dolori. Il piccolo paese, nato come frazione di Pescara, diventerà comune autonomo nel 1807, causando rivalità e divisioni con i vicini pescaresi che si placheranno solo agli inizi del XX secolo. Nei primi anni successivi l'unità d'Italia, ed in particolare in seguito all'arrivo della ferrovia Adriatica ia Castellammare nel 1863, la cittadina iniziò a svilupparsi a valle, in un primo momento intorno alle ville, masserie ed attività industriali dei possidenti locali, come per esempio la fornace di Muzii, al tempo unici colonizzatori delle aree costiere. Vennero inizialmente creati i viali alberati ortogonali di viale dei Pini (oggi via Regina Margherita e via Nicola Fabrizi), viale Regina Elena, corso Umberto I e corso Vittorio Emanuele II, popolati da residenze signorili e palazzine di stile liberty. Alla fine di corso Umberto I, che dalla stazione ferroviaria giunge al mare sullo slargo di piazza Crispi (oggi largo Mediterraneo), fu costruito il Padiglione marino, il primo stabilimento balneare della città (rimpiazzato nel 1923 dal teatro Pomponi, a sua volta demolito nel 1963). La piazza principale della cittadina era piazza del Mercato, l'odierna piazza Sacro Cuore, dove nel 1886 verrà costruita l'omonima chiesa. Alla fine del 1800 il Ministero della Guerra formalizzò la rimozione del presidio militare di Pescara, avviando formalmente i lavori di demolizione della fortezza, che lentamente verranno portati a termine lasciando in piedi solamente la caserma di fanteria, attiva fino al 1943. L'edificio sarà in seguito recuperato negli anni '80 e reso sede del Museo delle genti d'Abruzzo.
Agli inizi del XX secolo, i due centri di Pescara e Castellammare Adriatico, che saranno infine riuniti nel 1927 in un unico comune, mostravano un aspetto elegante con nuovi viali alberati e giardini pubblici, con un evidente tentativo di attirare il turismo alto-borghese del tempo. Terminata la bonifica delle aree meridionali della città, nella zona dell'odierna pineta Dannunziana venne realizzato un intero nuovo quartiere con l'intento di richiamarsi all'ideale ottocentesco di città giardino, edificando numerosi villini signorili in stile eclettico, Liberty ed in qualche caso moresco. Entrambi i centri pescaresi erano circondati da pinete e venivano apprezzati come luoghi di villeggiatura e stazioni balneari. Tuttavia, a partire dai primi anni del Novecento, lo sviluppo urbano di Castellammare divenne più sostenuto, accentuandosi nella seconda metà degli anni venti con la riunione delle due cittadine in un'entità comunale unica elevata a capoluogo di provincia. La grande pineta, che si estendeva per gran parte dell'attuale territorio comunale in prossimità del mare, subì un netto ridimensionamento e l'abitato acquisì connotazioni tipicamente urbane, imponendosi fin dal censimento del 1936 come il secondo centro più popoloso d'Abruzzo, subito dopo L'Aquila (superandola però, escludendo dal conteggio le numerose frazioni del capoluogo montano). Infatti l'unica frazione di Pescara, dopo che Spoltore nel 1947 tornò ad essere un comune autonomo, è San Silvestro.
Negli anni venti e ancor più nel decennio successivo, vennero edificati nel centro della città diversi edifici pubblici progettati dall'architetto Vincenzo Pilotti e modellati secondo i canoni del razionalismo italiano, lungo le vie e le piazze principali della città. Ancora oggi molti di questi palazzi sono sede di enti ed istituzioni pubbliche. Fra questi, di particolare rilievo architettonico sono il Palazzo di Città ed il Palazzo del Governo di piazza Italia (al tempo piazza dei Vestini), la Camera di commercio (all'incrocio di viale Marconi con via Conte di Ruvo), il liceo scientifico "Galileo Galilei" di via Balilla ed il liceo classico "Gabriele D'Annunzio" in via Venezia. Sempre durante il ventennio fascista venne realizzata la Centrale del Latte di via del Circuito, progettata da Florestano Di Fausto, completata nel 1932 ed abbattuta, dopo anni di abbandono, nel 2010. Nel 1933-38 a Portanuova fu costruita su progetto di Cesare Bazzani la cattedrale di San Cetteo, sostituendo la vecchia e fatiscente chiesetta del Sacramento. Nel 1934 fu inaugurato il ponte Littorio, a collegamento tra viale Marconi e il corso Vittorio Emanuele II, creando l'asse viario principale della città. Il ponte venne distrutto dai tedeschi nel 1944 e subito sostituito alla fine del conflitto dall'odierno ponte Risorgimento.

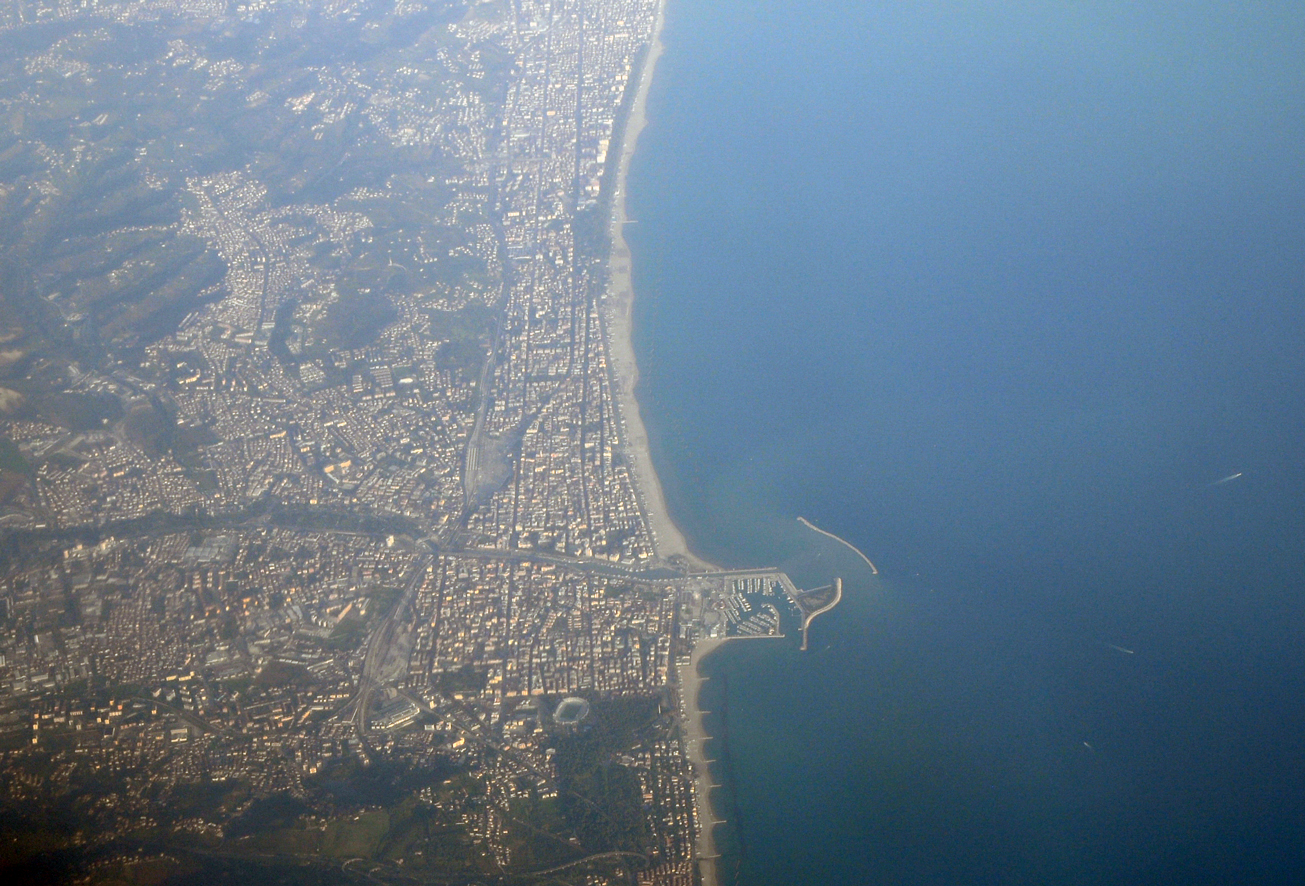
La città vista dall'alto

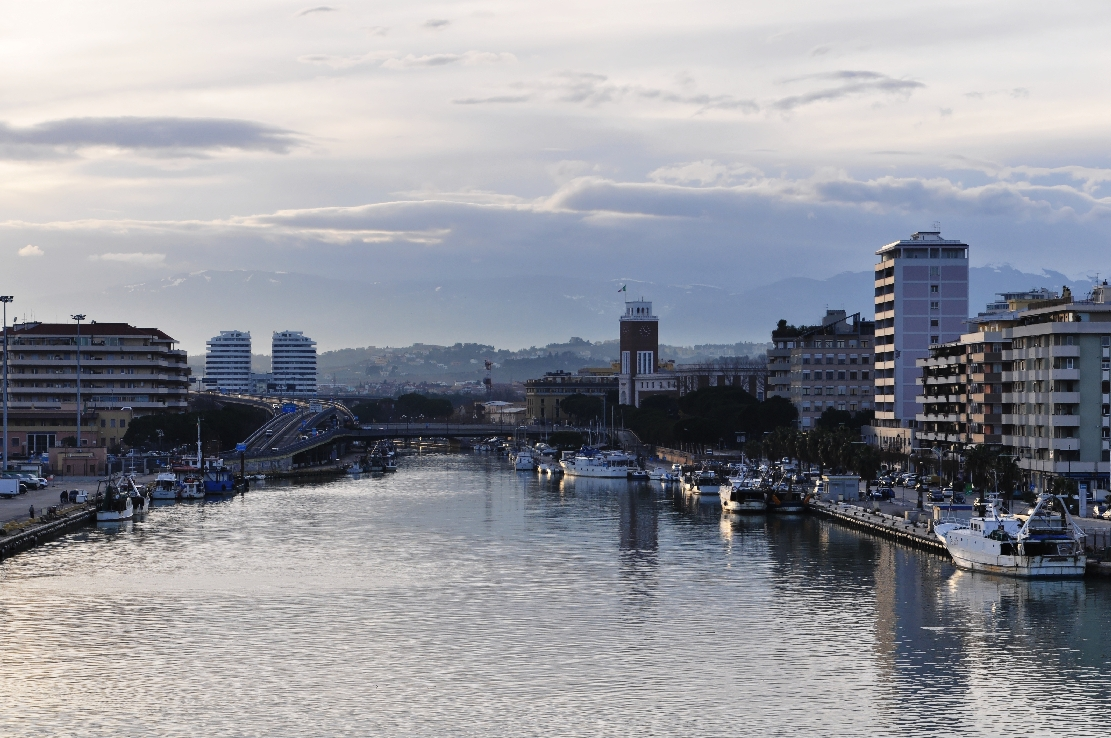
Vista della città dal ponte del Mare

Nel corso della seconda guerra mondiale la città andò in gran parte distrutta a causa dei bombardamenti subiti, soprattutto nella zona castellammarese, con gravi perdite di edifici di valore storico ed artistico, mentre a Pescara vecchia andarono distrutte la porta di ingresso delle antiche mura superstiti, inglobate nelle caserme, e le due chiese seicentesche di san Giacomo e del Rosario. Con la ricostruzione ebbe luogo un nuovo ed importante sviluppo urbano, accompagnato da una rapida espansione demografica che portò Pescara a superare i 65 000 abitanti nel primo censimento postbellico (1951), con un incremento di oltre il 40% sulle precedenti rilevazioni censuali del 1936.

#### Dal secondo dopoguerra ai nostri giorni

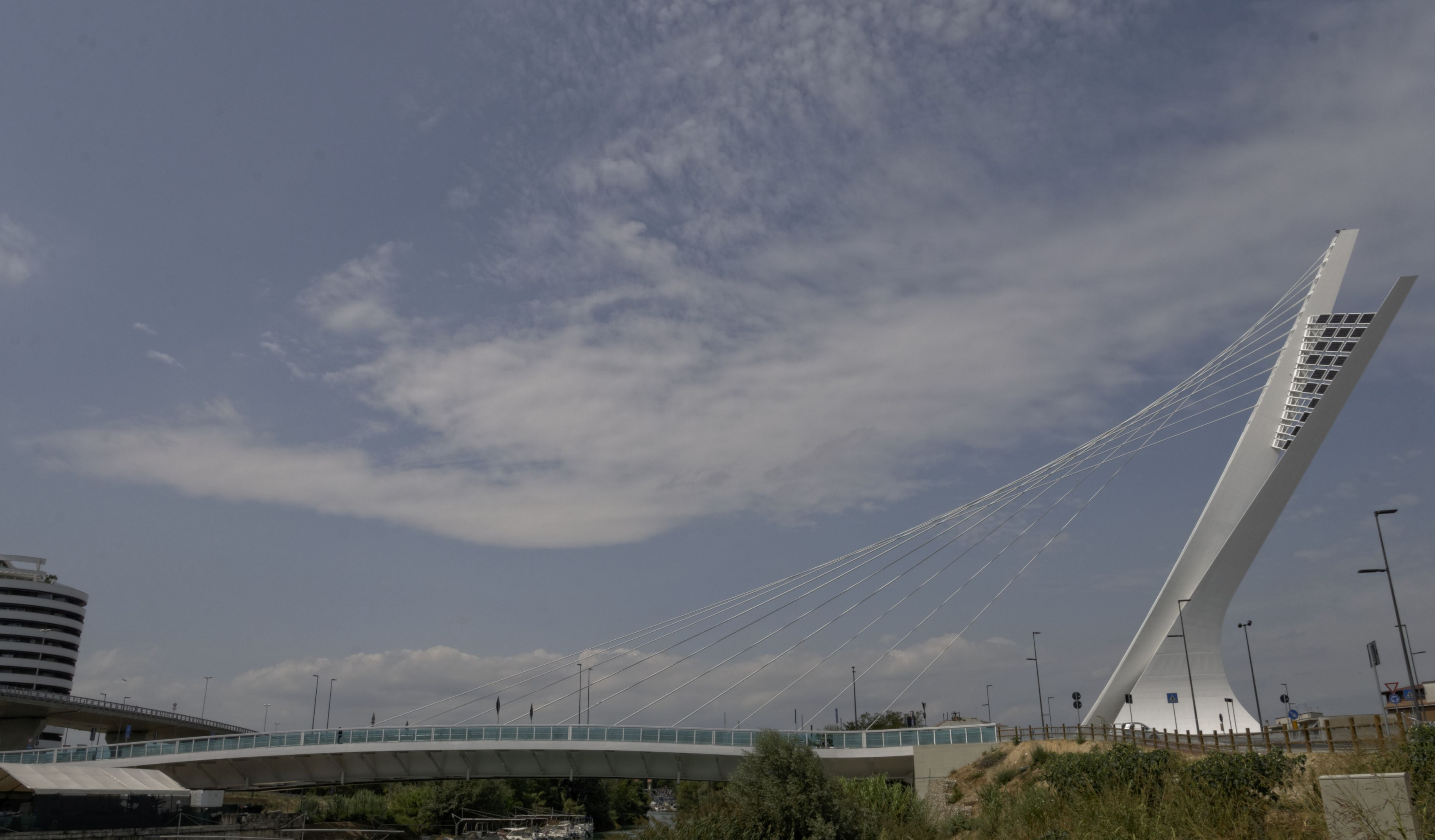
Ponte Flaiano

Supervisore della ricostruzione della città fu Luigi Piccinato che fu anche uno degli artefici del piano regolatore del 1956. Tra i suoi progetti figura anche la realizzazione del nuovo spazio centrale cittadino, piazza della Rinascita, nota in città come "piazza Salotto". La sua idea di realizzare in riva all'Adriatico lo schema modernista della città giardino di inizio secolo che prevedeva, oltre alla sistemazione della ferrovia adriatica, anche la definizione della viabilità urbana nelle zone pianeggianti (con uno schema di sviluppo a "T"), non riuscì a trovare una compiuta realizzazione. Travolto da uno sviluppo impetuoso dell'economia e della demografia della città – particolarmente intenso fra la fine degli anni cinquanta e l'inizio degli anni ottanta del Novecento – il piano regolatore di Piccinato venne spesso ignorato: il previsto arretramento verso l'interno della linea ferroviaria e della strada statale 16 non vi fu mai, come non vennero mai completate diverse strade progettate per regolare il traffico ai margini del centro abitato (come la cosiddetta strada pendolo, progetto ripreso solo negli ultimi anni), mentre le volumetrie dell'edilizia residenziale aumentarono sistematicamente, impennando gli indici di densità abitativa. I successivi PRG del 1973 (Gorio e Mariani), del 1987 (Gabrielli, Samperi e Sigillo) e del 2001, fino alla Variante delle Invarianti del 2004, non produssero significative rielaborazioni dell'assetto urbanistico, accompagnando lo sviluppo della città senza indicare una precisa direzione o seguendo una vocazione particolare. Negli anni '70, mentre si completava la saturazione dei terreni costieri, saldando la città Pescarese ai comuni limitrofi di Montesilvano e Francavilla al Mare, l'area collinare castellammarese si dilatò, sino a lambire la frazione Villa Raspa di Spoltore.

La città presenta un elevato tasso di urbanizzazione, in cui il 54,2% del territorio comunale è permeabilizzato ritrovandosi al dodicesimo posto per densità di popolazione tra i comuni italiani con più di 60 000 abitanti. Tale fenomeno è all'origine della forte crescita demografica dei comuni limitrofi alla città e, in via più generale, dell'intera area metropolitana.

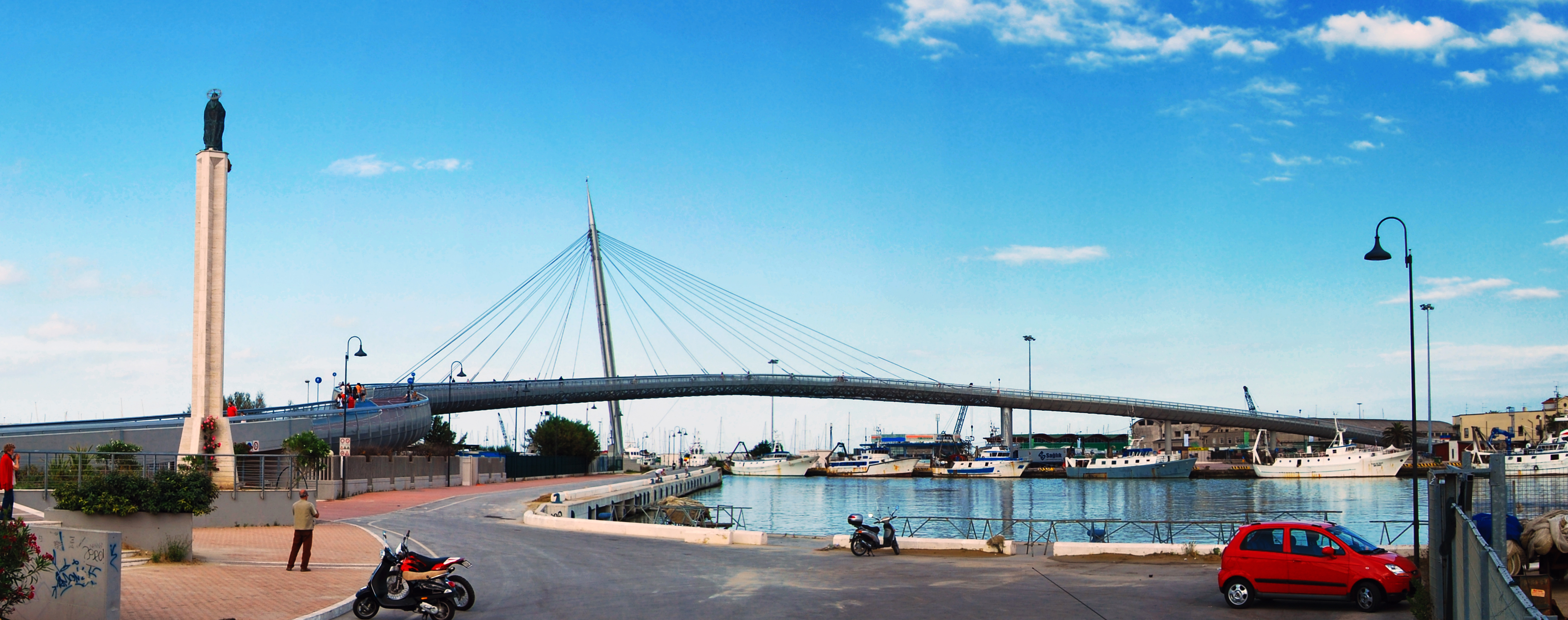
Il ponte del Mare

### Suddivisioni amministrative
Il territorio comunale è suddiviso in diversi quartieri, a loro volta raggruppati in tre circoscrizioni; pur avendo quindi cessato ogni attività a livello amministrativo, la suddivisione resta comunque in uso a fini statistici e toponomastici per ripartire in tre zone il territorio comunale e i diversi quartieri al loro interno.
- Circoscrizione I Castellamare
- Circoscrizione II Portanuova
- Circoscrizione III Colli

## Economia

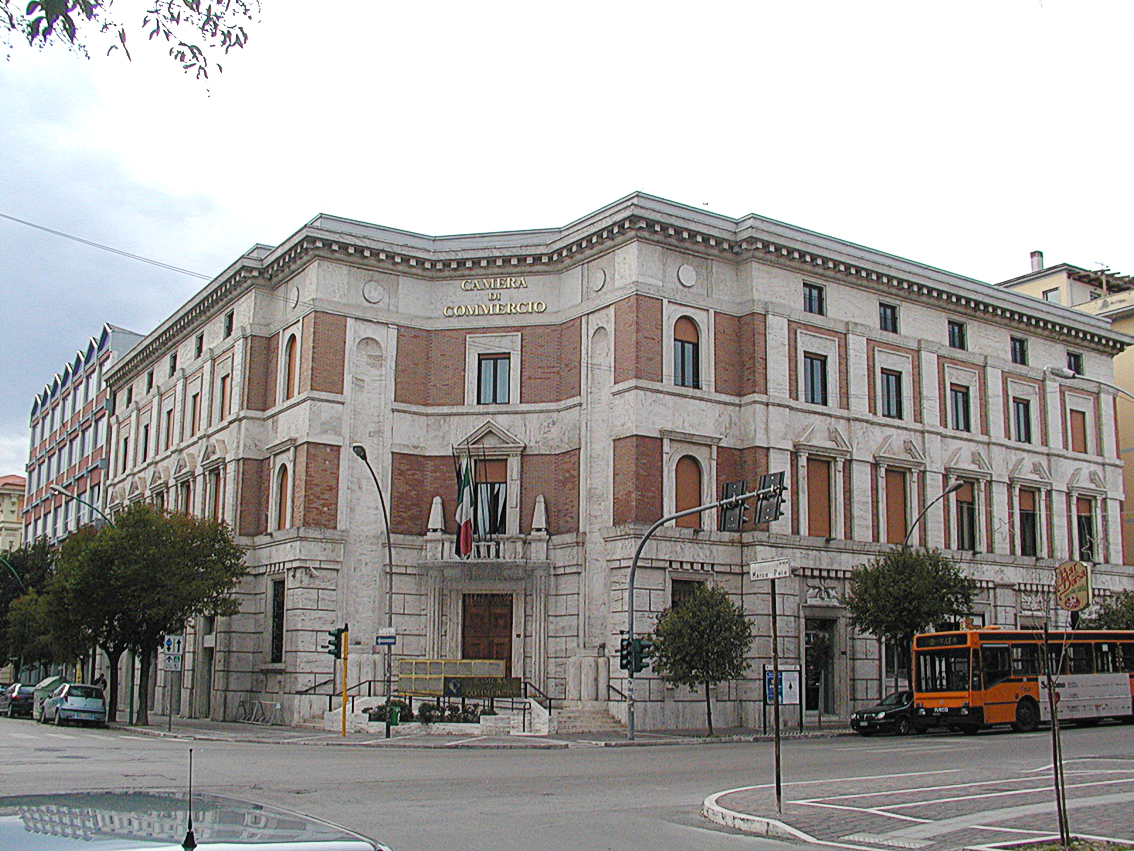
Palazzo della Camera di commercio

L'economia di Pescara e del suburbo continua, nonostante la perdurante crisi, a fare da traino, in particolare nel settore terziario, a quella della regione Abruzzo.
Nel 2017 il tasso di occupazione è attestato al 53%, mentre la disoccupazione giovanile (tra i 15 e i 29 anni) è al 33,9%. Relativamente alto è l'indice di formazione dei giovani: sono laureati il 93,4% dei residenti nella provincia di età compresa tra i 25 e i 30 anni (settima provincia in Italia). Per quanto riguarda i livelli reddituali dei residenti nel comune di Pescara, nel 2018 il prodotto interno lordo per abitante risulta di 26 380 euro.

### Pesca

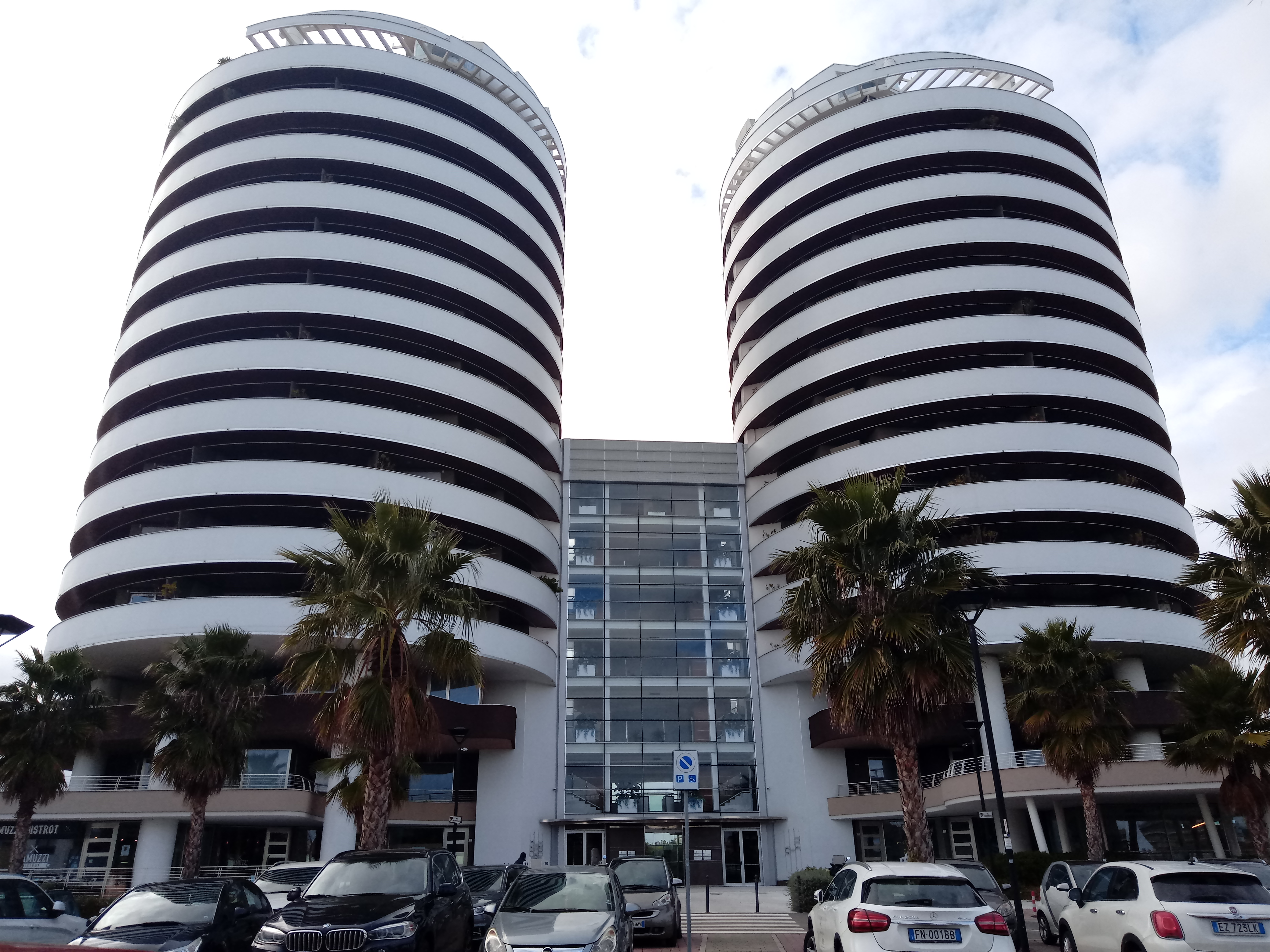
Le torri Camuzzi

La pesca è stata per lungo tempo un'attività vitale per l'economia locale, ma al giorno d'oggi ha perso il peso e la rilevanza che aveva in passato. Il settore, sorretto da una flotta di pescherecci fra le più grandi del medio mare Adriatico, vive una fase di grandi difficoltà dovuta all'aumento dei costi di gestione degli armatori. Nel mercato ittico comunale di Pescara vengono contrattate circa 2.500 tonnellate di pesce all'anno.

### Industria
L'industria locale vive da qualche anno una fase di stagnazione, ma alcune grandi realtà produttive sviluppatesi in Abruzzo sono riuscite a consolidare le proprie posizioni nel mercato. Fra queste c'è la Fater, joint venture paritetica tra il Gruppo Angelini e la multinazionale statunitense Procter & Gamble.
Per quanto riguarda l'industria dolciaria a Pescara ha ancora sede la Luigi D'Amico Parrozzo SaS, nota in Italia e all'estero per l'omonimo dolce, che però da tempo è prodotto negli stabilimenti di Manoppello.

### Edilizia
L'edilizia è un settore economico di grande importanza per la città.
L'edilizia pubblica, in particolare, ha vissuto una fase fortemente espansiva, tanto da far meritare a Pescara il nome di "città cantiere": negli anni 2000, e soprattutto dal 2003, l'amministrazione comunale ha realizzato centinaia di cantieri volti alla riqualificazione del tessuto urbano della città.
Il 13 luglio 2004 è stata inaugurata la nuova cittadella giudiziaria che ospita gli uffici del Tribunale e del TAR: è il quinto immobile, per ampiezza, fra le proprietà del Ministero della giustizia e l'opera è costata circa 100 milioni di euro.
Da alcuni anni, inoltre, sono attivi alcuni uffici del World Trade Center nel complesso edilizio "Il Molino" realizzato nell'ambito della riqualificazione della stazione Porta Nuova
Al contrario, l'edilizia privata è stata spesso realizzata, anche in tempi più recenti, con l'ottica speculativa tipica degli anni cinquanta e sessanta. Dal 2003 circa, tuttavia, si è registrata una nuova tendenza, sia da parte dei privati sia da parte dell'amministrazione pubblica, a commissionare progetti a grandi architetti o studi di progettazione di fama internazionale, tra i quali Massimiliano Fuksas, Oriol Bohigas, Toyoo Itō, Walter Pichler e Mario Botta.

### Commercio e servizi

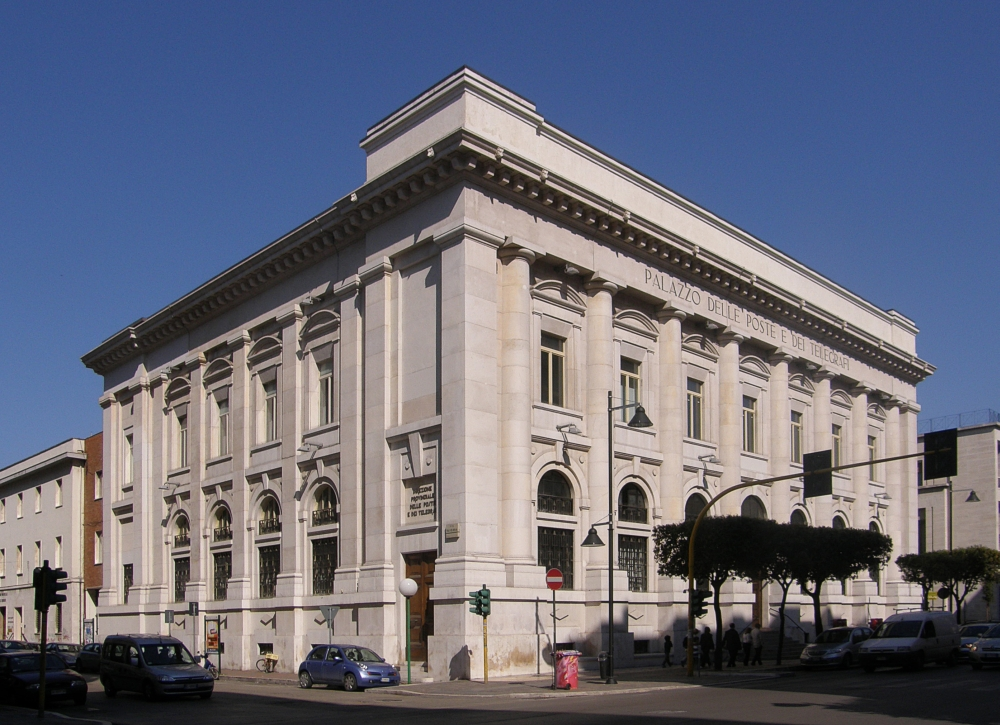
Palazzo delle Poste

Il settore che negli anni ha senza alcun dubbio visto crescere il proprio ruolo è quello terziario, che nelle statistiche ISTAT del 2010 occupa circa il 57,12% della forza lavoro.

#### Commercio
La vocazione al commercio ha sempre connotato la vita della città: Pescara ha conosciuto lo sviluppo della grande distribuzione e dei centri commerciali tanto da collocarsi, con la provincia di appartenenza, tra le prime a livello nazionale per numero di metri quadrati per singolo abitante. Dal novembre 2006, a Pescara ha sede un World Trade Center (WTC).

#### Servizi finanziari e banche
Pescara ha visto crescere in maniera esponenziale il numero degli sportelli bancari e degli enti creditizi che lavorano nel territorio comunale: significativo è il fatto che in provincia operano oltre 80 istituti di credito e ci sono 99 agenzie bancarie.
La Cassa di Risparmio di Pescara, in seguito Banca Caripe, nata in città e acquistata nel 2010 dalla Banca Tercas, operava sul territorio dal 1871. Nel 2014 viene acquisita dalla Banca Popolare di Bari, e in questa fusa nel 2016.

### Turismo

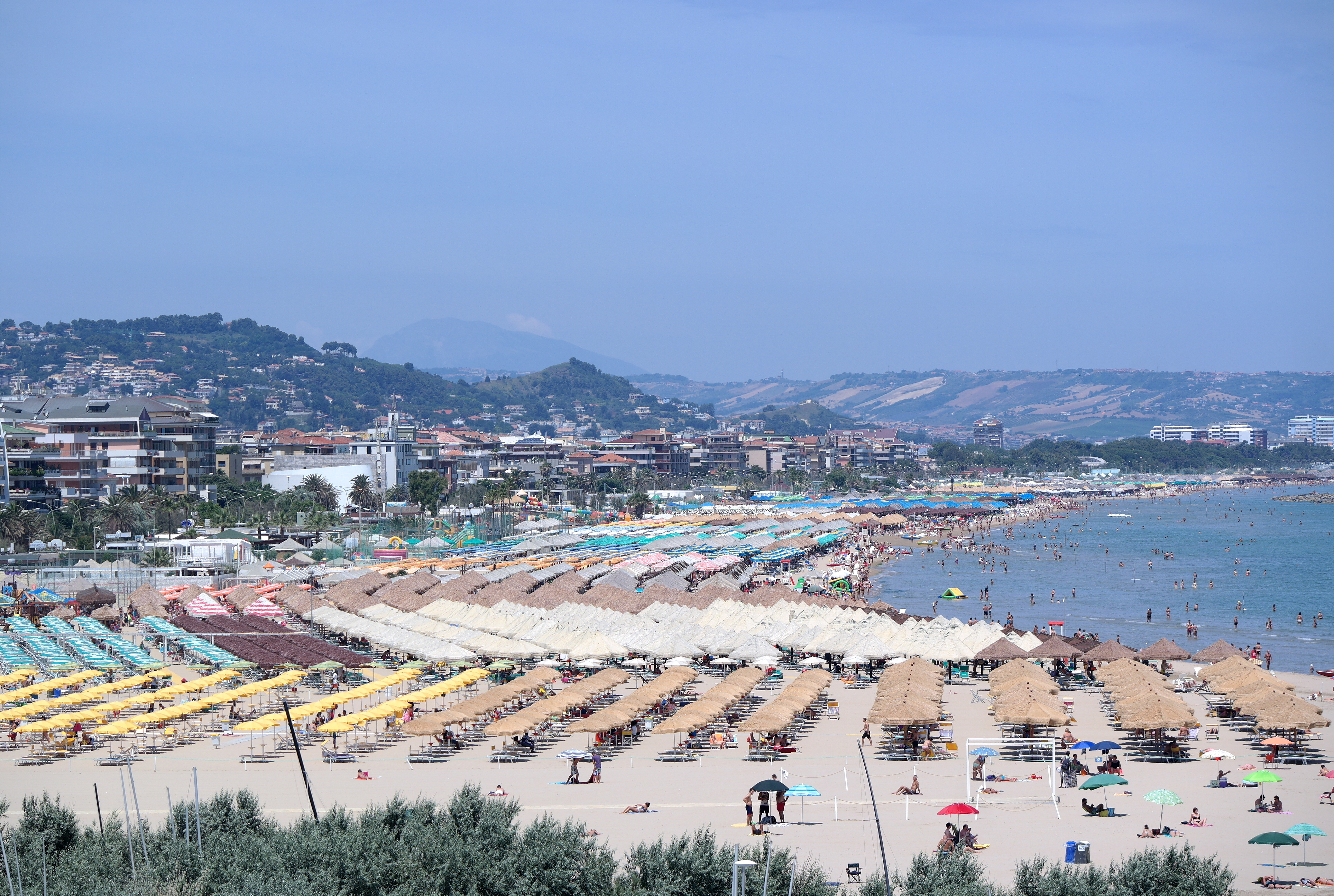
Spiaggia affollata vista dal ponte del Mare

Città tradizionalmente votata al turismo balneare, Pescara ospita inoltre uno tra i più importanti porti turistici del mare Adriatico, e nel maggio 2021 ha ricevuto per la prima volta il riconoscimento della Bandiera blu, confermato anche nel 2022.
La città ha rivestito una certa importanza nel settore del trasporto aereo fin dagli anni trenta: nel 1933, con la Società Aerea Mediterranea, venne inaugurato il primo volo passeggeri settimanale fra Pescara e Roma. Oggi la città è servita dall'aeroporto di Pescara, che grazie ai voli low cost e charter fornisce collegamenti con molte città europee.

### Artigianato
Tra le attività economiche più tradizionali, diffuse e rinomate vi sono quelle artigianali, come la lavorazione della ceramica, l'arte del ricamo, del merletto, del tombolo e la produzione di sculture in ferro. Nella prima metà del Novecento e fino agli inizi degli anni Sessanta era presente la fabbrica di ceramica Polci in via Conte di Ruvo.

## Infrastrutture e trasporti

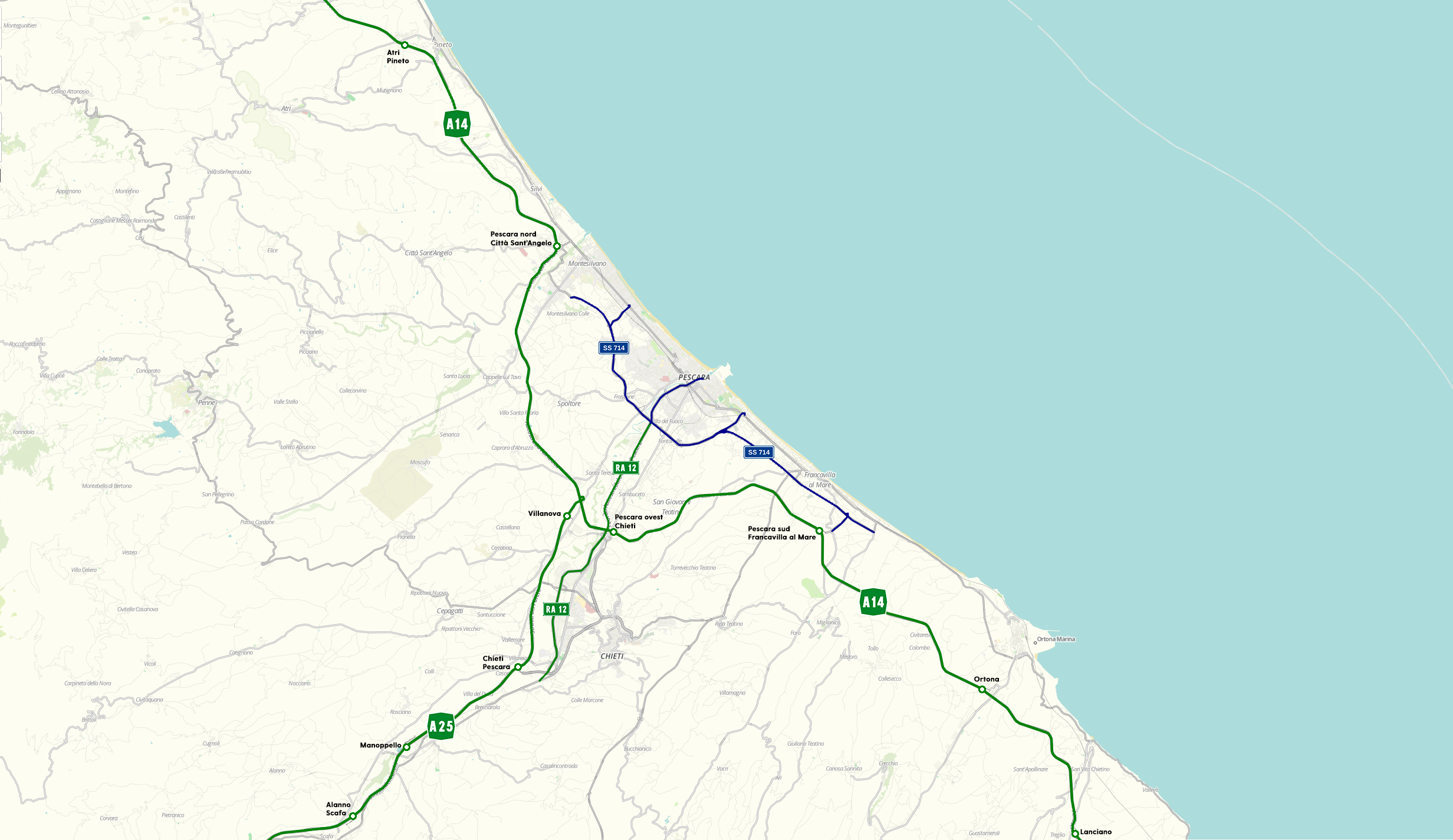
La viabilità cittadina

La città beneficia di una posizione molto favorevole per quanto concerne le vie di comunicazione.

### Strade
Pescara è collegata alla rete autostradale (la A25 Strada dei Parchi e la A14 Adriatica) tramite un sistema di superstrade lungo circa 35 km, articolato in due tratte: la prima, il RA 12 Asse attrezzato, collega gli svincoli delle due autostrade giungendo fino a Chieti in direzione ovest e fino al porto di Pescara ad est; l'altra, la SS 714 Tangenziale di Pescara, collega la parte nord alla parte sud della città e dei comuni limitrofi, attraversando l'area urbana occidentale. Dal 1999 il tratto finale dell'asse attrezzato, dallo svincolo per la SS 714 fino al porto di Pescara, è stato riclassificato come diramazione C della SS 16 Adriatica; la città è inoltre attraversata da due strade europee:
- E80:A25-RA12-SS16 dir/C (Lisbona- Gürbulak)
- E55:A14 (Helsingborg-Calamata)

L'Asse attrezzato è un breve raccordo autostradale senza pedaggio costruito negli anni '70 che collega il porto e il centro di Pescara all'aeroporto, a Sambuceto, all'area industriale della Val Pescara, a Chieti, alla strada a scorrimento veloce SS 656 Val Pescara-Chieti ed ai caselli autostradali Chieti-Pescara della A25 e Pescara Ovest-Chieti della A14 per raccordarsi infine con la SS 5 Via Tiburtina Valeria nei pressi di Brecciarola. Il raccordo è in una posizione centrale delle vie di comunicazione dell'intera area e serve da collegamento viario tra le città di Pescara e di Chieti e vari borghi dell'entroterra. Inoltre, l'Asse attrezzato si raccorda con la tangenziale di Pescara, la SS 81 Piceno Aprutina e con la SS 5, da dove ha inizio.
In corrispondenza del centro abitato la SS 16 Adriatica presenta una variante, riclassificata come SS 714 Tangenziale di Pescara nel 2012: si tratta di una strada a scorrimento veloce tipo B a quattro corsie di circa 20 km che funge da circonvallazione e attraversa il tessuto urbano occidentale di Pescara, incrociando l'Asse attrezzato. Essa collega il territorio comunale di Pescara dal confine meridionale a quello settentrionale, ed è stata estesa negli ultimi anni con le circonvallazioni di Francavilla al Mare e Montesilvano; presenta uscite in direzione del centro, della zona collinare della città e dei comuni di Spoltore, Montesilvano e Francavilla al Mare. Nel 2012 è stata ultimata la costruzione del nuovo svincolo di via Tirino, a servizio dei quartieri di Fontanelle e San Donato.
Le principali strade statali che attraversano il territorio cittadino, la SS 5 Via Tiburtina Valeria e la SS 16 Adriatica, sono state negli anni interamente inglobate nel tessuto urbano, e la costruzione delle tangenziali e delle autostrade le ha liberate dal traffico pesante di attraversamento.

### Ferrovie
Pescara è di transito per la ferrovia Adriatica e di testa per la linea transappenninica Roma - Pescara, che sarà oggetto di lavori di miglioramento. Un interesse crescente è suscitato dall'uso del treno quale mezzo per il trasporto locale: infatti, data la contiguità di molti centri urbani nell'area, le linee ferroviarie locali forniscono collegamenti in tempi ridotti tra Pescara e altri comuni fino a una distanza di circa 50 km. Queste linee effettuano fermate nei cinque scali ferroviari pescaresi.

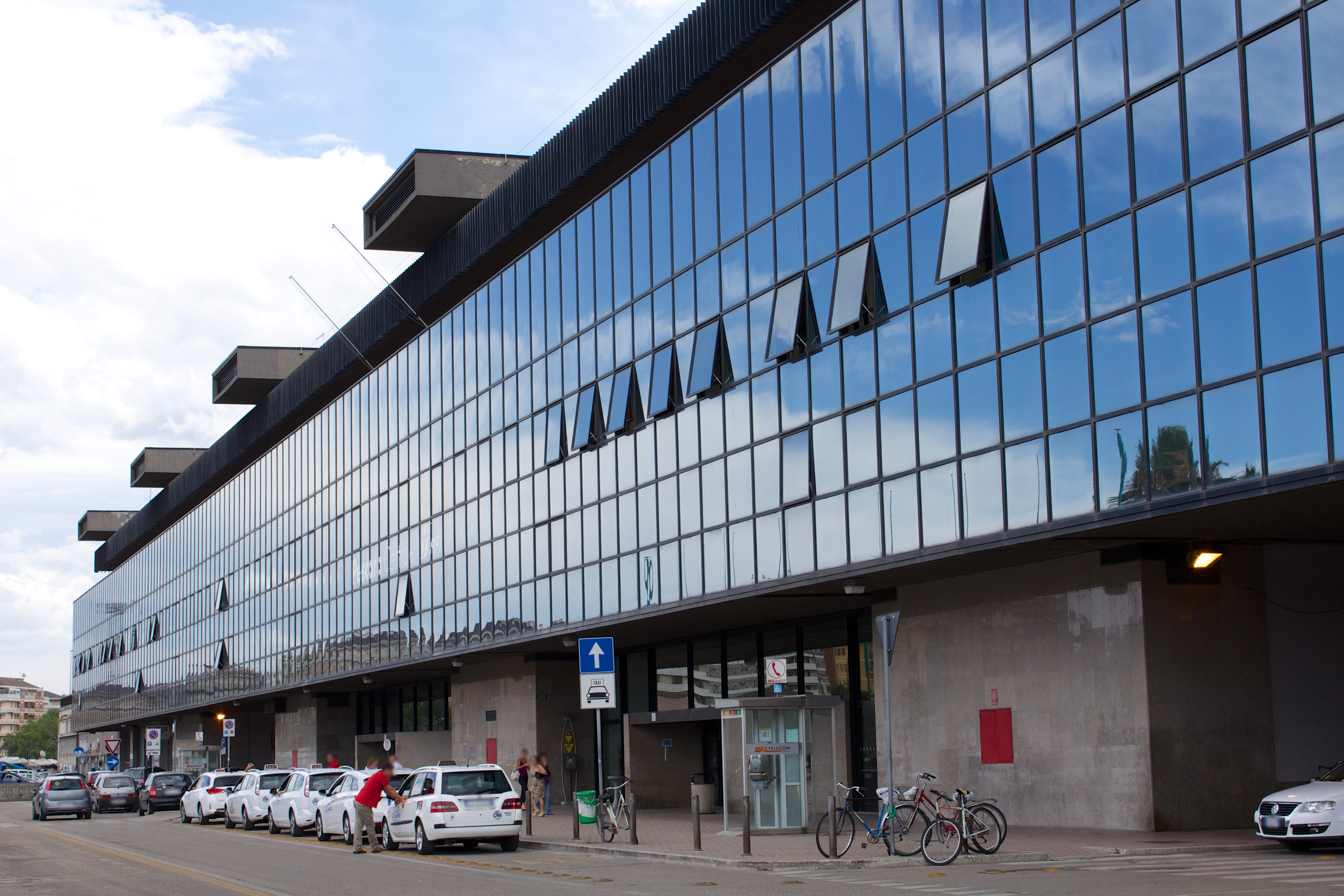
La stazione di Pescara Centrale

- La stazione di Pescara Centrale è di grandi dimensioni. Completata nel 1988, ha influito molto sull'urbanistica della città, poiché l'intera linea ferroviaria è stata trasferita su una sede sopraelevata, permettendo di rimuovere i passaggi a livello e anche perché ha aperto l'area della vecchia stazione per la realizzazione di altri progetti. Da Pescara Centrale transitano sia la linea ferroviaria adriatica che quella transappenninica. Nel piazzale antistante si trovano la stazione degli autobus e i capolinea di diverse linee di trasporto urbano con le quali è possibile raggiungere anche l'Aeroporto d'Abruzzo.
- La stazione di Pescara Porta Nuova è la seconda stazione della città per importanza, in particolare dopo la conclusione dei lavori di ricostruzione, nel 2009, basati sul progetto dell'architetto catalano Oriol Bohigas che è stato però profondamente modificato in corso d'opera. Vi effettuano fermate tutti i treni locali diretti verso sud e anche quelli percorrenti la linea transappenninica.
- La stazione di Pescara San Marco è stata attivata il 27 novembre 2005[229] ed è utilizzata per il trasporto locale; situata sulla linea ferroviaria transappeninica, fornisce collegamenti con Chieti, Sulmona e Teramo.
- La stazione di Pescara Tribunale è stata inaugurata il 9 dicembre 2007[230]. Situata in una posizione strategica, vicina al tribunale e al campus pescarese dell'Università "G. d'Annunzio", fornisce collegamenti locali con le città di Termoli e di Teramo.
- Lo scalo merci si trova in prossimità del tribunale, a poche centinaia di metri a sud dalla stazione di Pescara-Porta Nuova.

Molte proposte si sussegono dagli anni '80 per la realizzazione di una metropolitana leggera, sfruttando ad esempio le numerose stazioni ferroviarie presenti e quindi lo stesso tracciato della ferrovia. Un obiettivo simile si prefiggeva la linea dismessa nel 1963 Pescara-Penne, gestita dalla società Ferrovie Elettriche Abruzzesi; a tale linea appartenevano le piccole stazioni in disuso di Pescara Porto e Pescara Centrale FEA.

### Porti

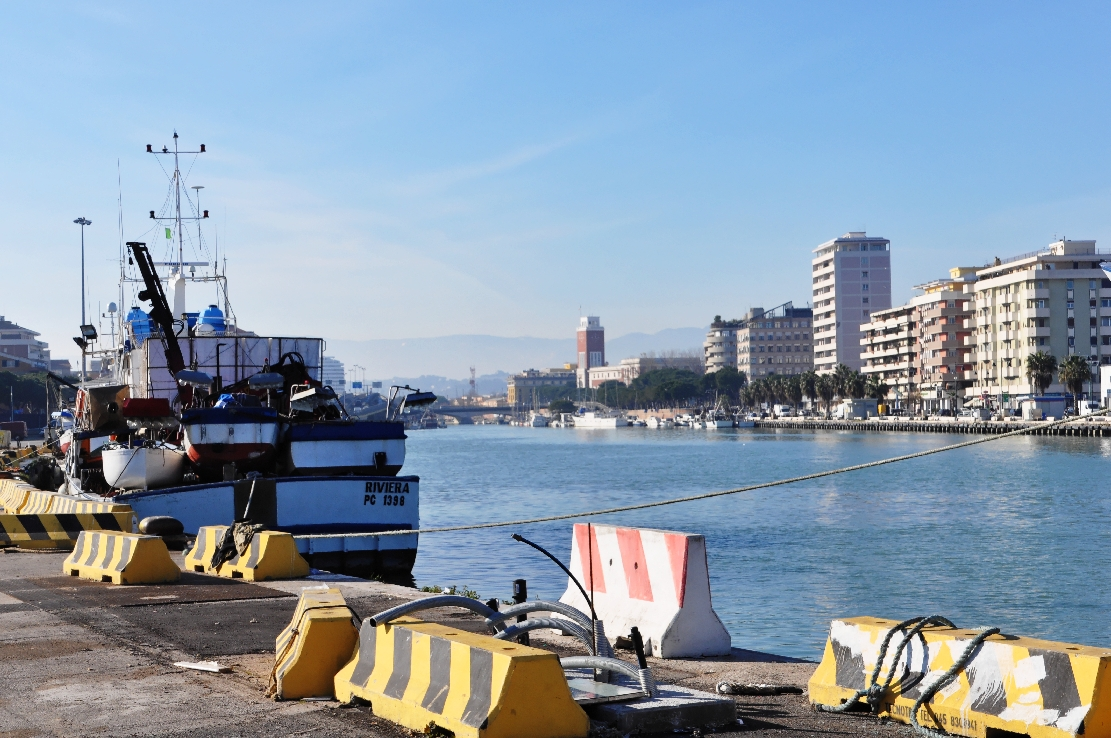
Molo sud del porto canale

L'odierno porto canale è nato all'inizio del XX secolo nel luogo dove anticamente sorgeva quello di Ostia Aterni (importante per i collegamenti con Salona), e fu quasi completamente distrutto dai tedeschi in ritirata nella primavera del 1944. Il porto turistico è stato inaugurato nel 1989. Si tratta di una struttura turistica con negozi e servizi ed è spesso sede di eventi. Quello di Pescara è anche uno dei maggiori porti turistici in Italia per numero di posti barca, con 1250 posti barca. Dal 1990 ha ottenuto ininterrottamente la Bandiera blu per la qualità dei servizi offerti. Il porto di Pescara disponeva di un collegamento estivo con Spalato, in Croazia: questa tratta ha iniziato ad essere operativa negli anni sessanta, ed è stata soppressa alla fine degli anni ottanta quando il traghetto Tiziano, costruito specificatamente per il porto di Pescara, è stato venduto. In seguito tale collegamento è stato più volte riproposto, ma non in modo continuativo.

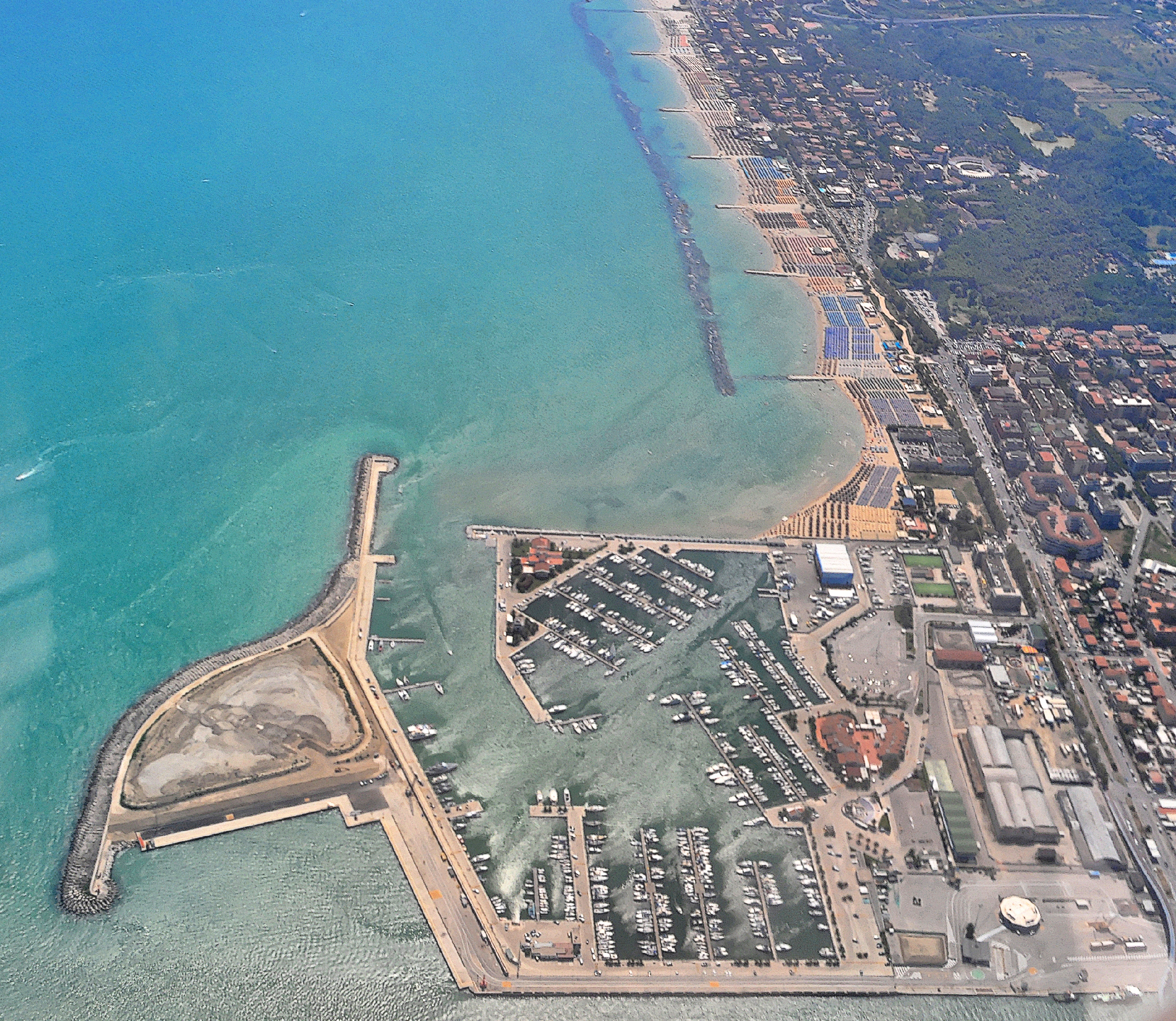
Il porto turistico Marina di Pescara

Come già detto, sin dai tempi dell'Impero romano si era compresa l'importanza strategica e commerciale di tale linea di collegamento tra le due sponde del mare Adriatico: l'antica Salona, residenza dell'imperatore Diocleziano nei pressi dell'odierna Spalato, è situata in corrispondenza di Pescara, sull'altra sponda del mare Adriatico. I collegamenti tra Pescara e Spalato, ricominciarono agli inizi degli anni novanta. Dalla fine degli anni novanta, con la costruzione della diga foranea, opera notoriamente sconsigliata per i porti fluviali e i fondali sabbiosi, i problemi relativi al conseguente insabbiamento, unito alla difficoltà di eseguire con regolarità gli inevitabili dragaggi da parte degli organi competenti (in un'occasione anche fermati da parte della procura) hanno causato in più occasioni la chiusura del porto, con notevoli proteste da parte della marineria locale. Sono previsti lavori sia per risolvere queste problematiche e sia per l'ampliamento del porto stesso, e nel quadro di questi interventi è stata realizzata un'apertura sulla diga foranea per limitare l'insabbiamento della foce.
Nel passato il fiume Pescara è stato utilizzato come importante via di comunicazione soprattutto a scopo commerciale. Fino agli anni cinquanta il fiume era attraversato da barconi che trasportavano bauxite, legname e altri materiali dalle aree interne (da Popoli Terme) fino al porto canale. Nel tempo, anche in ragione della costruzione di collegamenti viari molto efficienti, le rotte fluviali sono state abbandonate.
Il porto di Pescara è compreso nell'Autorità di sistema portuale del mare Adriatico centrale, la cui sede si trova presso il porto di Ancona.

### Aeroporti

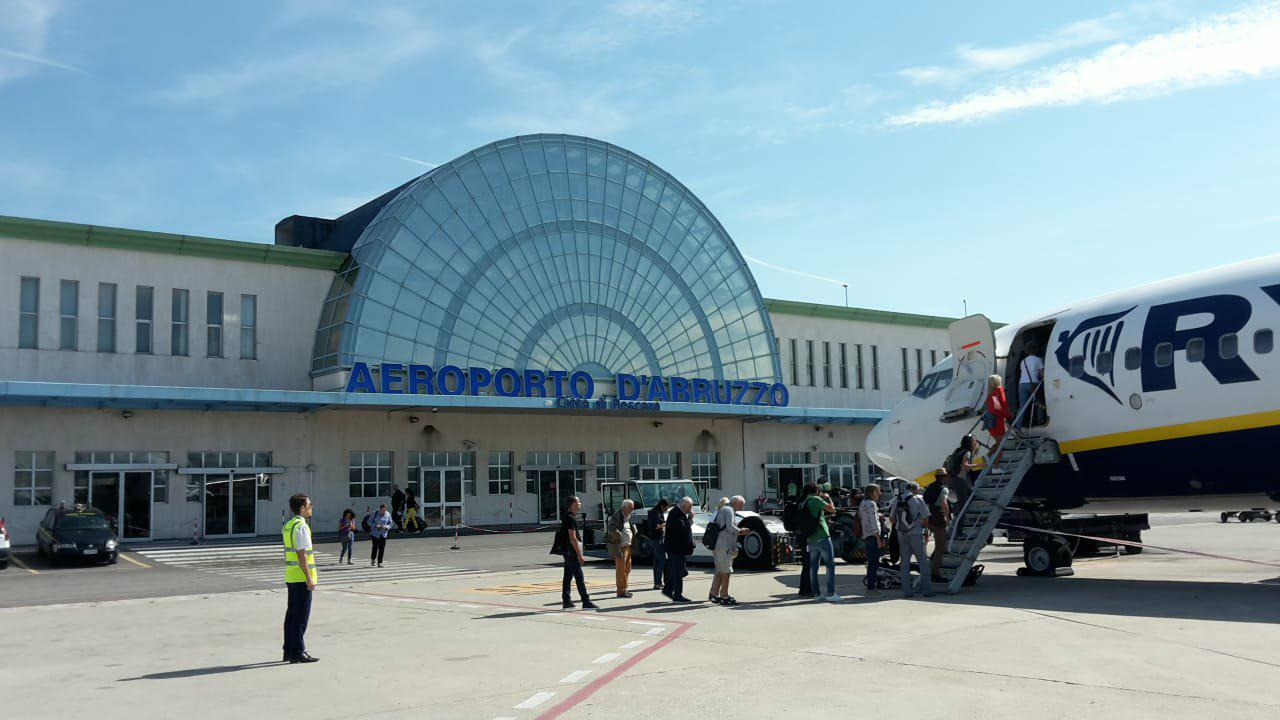
Aeroporto di Pescara

Dal 1917, la città è dotata di un aeroporto, identificato con il nome commerciale di Aeroporto internazionale d'Abruzzo "Pasquale Liberi", situato quasi per intero nel territorio comunale (salvo una piccola parte della pista, sconfinante nel comune di San Giovanni Teatino); l'aeroporto ha servito un traffico di circa 700.000 passeggeri nel 2019 offrendo collegamenti nazionali e internazionali.
Dal parcheggio antistante la stazione dei treni è presente dal 1º dicembre 2022, un collegamento giornaliero di ITA Airways, tramite autobus, da e per l’Aeroporto di Roma Fiumicino, permettendo una connessione con l’hub della compagnia aerea.

### Mobilità urbana
La mobilità urbana e interurbana è garantita dalla società unica abruzzese di trasporto TUA che gestisce il trasporto su gomma ed in futuro gestirà anche la Filovia di Pescara

#### Piste ciclabili
Il territorio comunale, in gran prevalenza pianeggiante, si presta in particolar modo all'utilizzo della bicicletta; difatti, sono presenti diversi percorsi ciclabili che collegano il centro cittadino con diversi quartieri e comuni limitrofi snodandosi per un totale di oltre 20 km.
Il fiume Pescara è attraversato da tre ponti ciclopedonali: il "ponte di Ferro" (ex tracciato ferroviario), il ponte del Mare, ed un ponte di legno in prossimità del parco fluviale.
La pista sul lungomare fa parte del corridoio Verde Adriatico, che attraversa l'intera città da nord a sud e si congiunge con i percorsi ciclabili di Montesilvano e Francavilla al Mare.
Viale Castellammare Adriatico, noto come strada Parco, è un lungo viale interdetto al traffico con una pista ciclabile ed una carreggiata con due corsie destinate alla futura filovia di Pescara. La sua pista ciclabile, ricavata sul vecchio tracciato ferroviario, partendo dalla stazione di Pescara Centrale continua ininterrottamente fino a viale Europa a Montesilvano.
Le piste ciclabili presenti sui lungofiume nord e sud collegano il porto e il quartiere di Portanuova con il parco fluviale e la zona dell'ospedale; anche viale D'Annunzio, viale Pindaro, viale Muzii e un tratto di viale Regina Margherita presentano corsie ciclabili, e diversi nuovi itinerari sono in progetto

## Amministrazione
Pescara oltre che essere capoluogo della omonima Provincia è sede distaccata del Tribunale amministrativo regionale dell'Abruzzo. È anche sede di uffici della Regione, nonché sede locale del consiglio regionale dell'Abruzzo, della giunta e di numerosi assessorati regionali.
L'attuale sindaco è Carlo Masci, di Forza Italia, eletto al primo turno il 26 maggio 2019.

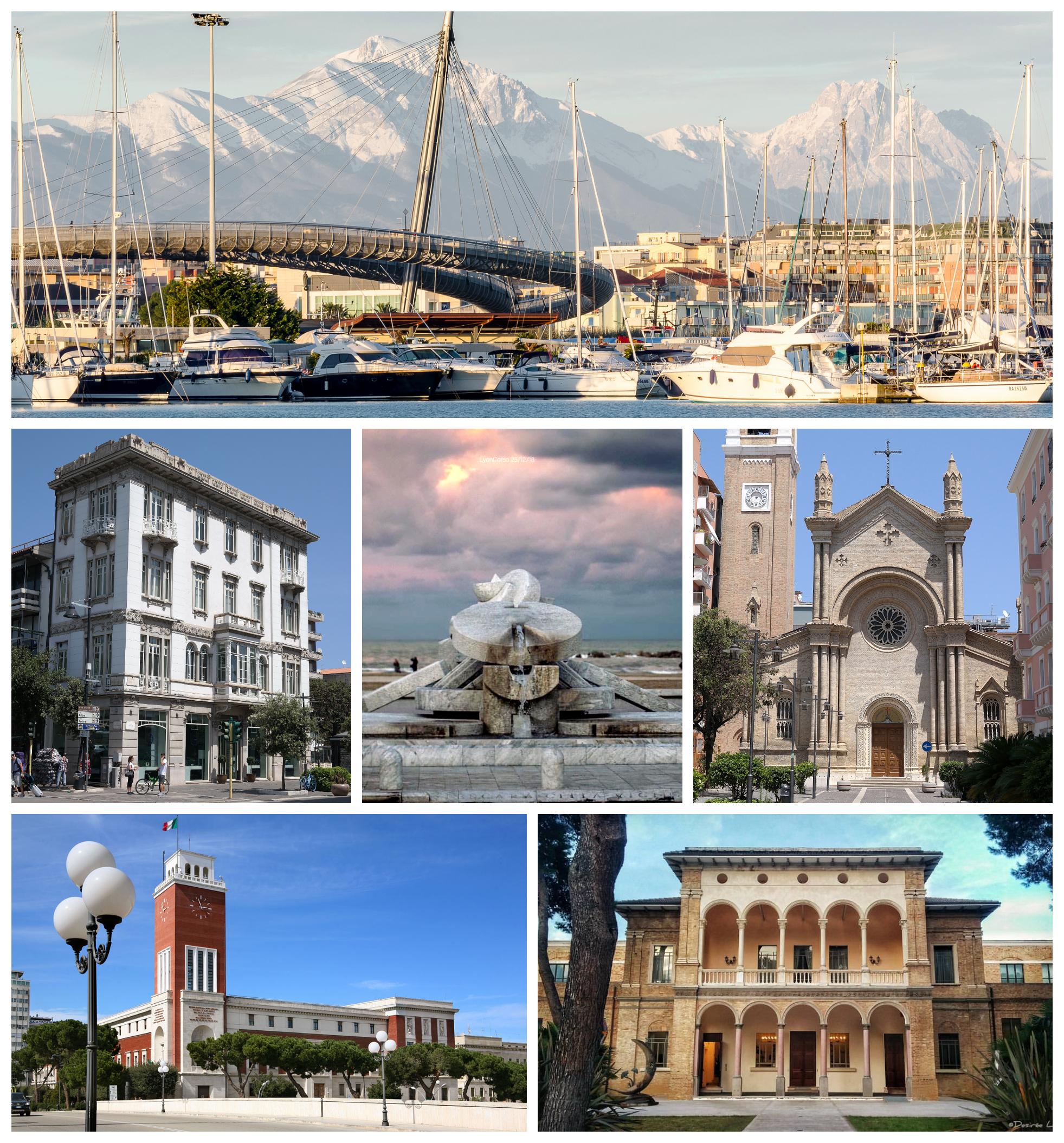
In senso orario dall'alto: Gran Sasso e Ponte del Mare dalla Marina di Pescara, Chiesa del Sacro Cuore, Aurum, Palazzo di Città, Palazzo Imperato e Fontana la Nave

### Consolati
- Consolato del Belgio[244].
- Consolato onorario del Brasile[245].

### Gemellaggi
- Arcachon[246];
- Miami Beach[247];
- Spalato[248].
- Lima[249];

#### GemellaggioCittà Dannunziane
- Casale Monferrato[250];
- Montichiari[250];
- Brescia[250];
- Gardone Riviera[250][251].

### Altre informazioni amministrative
Fino al 1927 l'attuale territorio comunale era diviso tra due comuni: Pescara, a sud del fiume omonimo, in provincia di Chieti, e Castellammare Adriatico, a nord del fiume, in provincia di Teramo. In seguito all'unificazione dei due centri, nel 1927, fu istituita anche la provincia, grazie all'interessamento di Gabriele D'Annunzio e Giacomo Acerbo.
Nel 2014, a seguito di un referendum consultivo avente per oggetto la fusione dei comuni di Pescara, Montesilvano e Spoltore in un unico comune (che conterebbe 195 069 abitanti e che si estenderebbe per 94,53 km²), i cittadini delle rispettive città hanno espresso con il 64% dei "sì" la volontà di dare il via alla costituzione di tale entità amministrativa. La relativa legge regionale è stata approvata l'8 agosto 2018, fissando la data per la nascita del nuovo comune al 1º gennaio 2022. Il nome del nuovo ente, che potrà essere confermato o modificato al momento della stesura dello statuto, è stato definito dalla legge regionale come "Nuova Pescara". La data della fusione è stata una prima volta differita al 1º gennaio 2023 e successivamente ha subito un ulteriore rinvio al 2027.

## Sport
Calcio

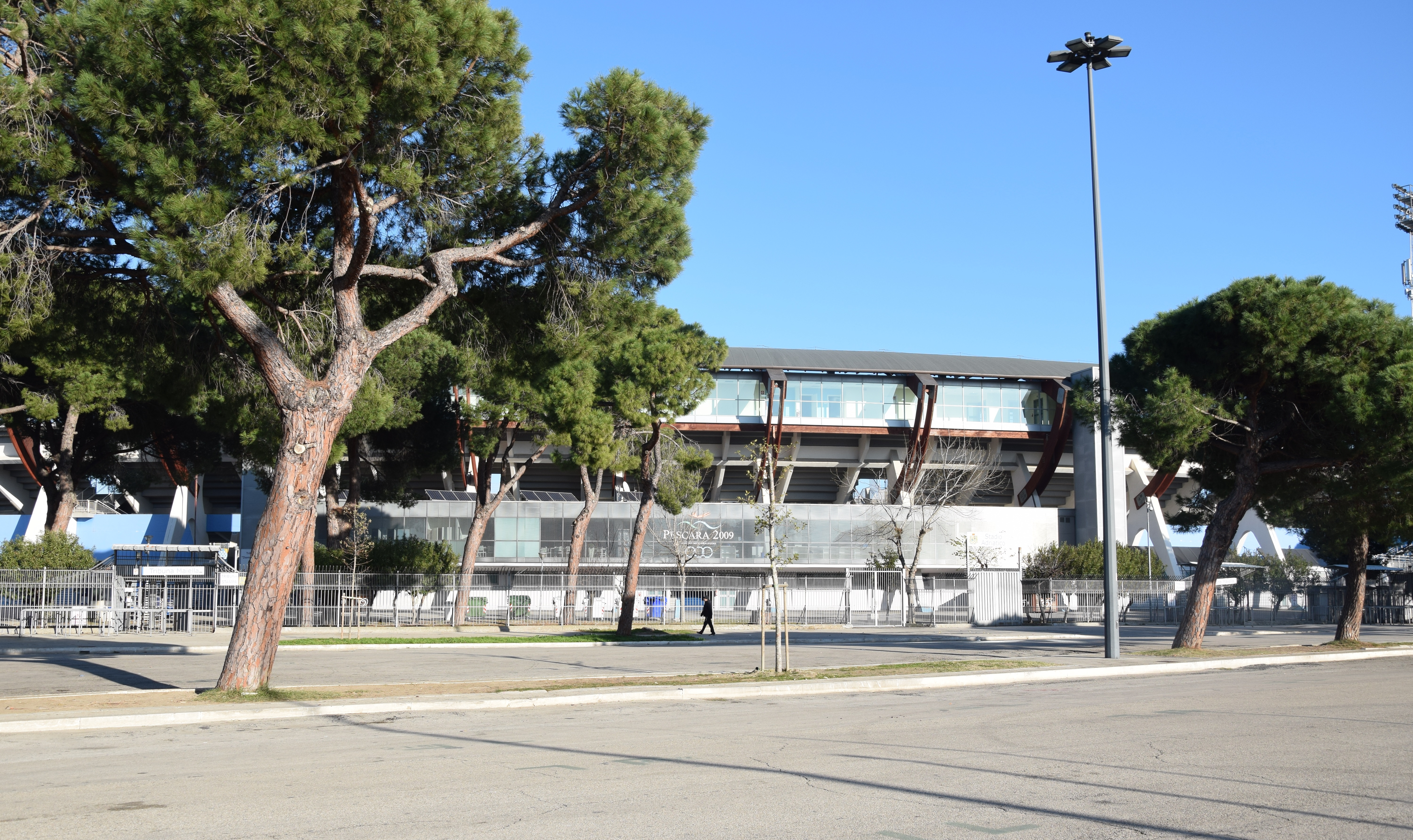
L'ingresso della tribuna Maiella dello stadio Adriatico

Il Delfino Pescara 1936 (meglio noto semplicemente come Pescara Calcio), nato nel 1936 sulle ceneri della Società Sportiva Abruzzo, fondata a sua volta nel 1930, è la principale società calcistica della città, e l'unica della regione ad aver  raggiunto la massima serie. Ha partecipato a 7 campionati di Serie A e 39 di Serie B.
La seconda squadra cittadina, Il Delfino Curi Pescara, milita in eccellenza abruzzese mentre altre numerose formazioni minori partecipano ai campionati regionali inferiori.
Calcio a 5
La società di calcio a 5 Pescara Calcio a 5, sciolta nel 2018, ha disputato varie edizioni del campionato di serie A, vincendolo nella stagione 2014/2015. Ha inoltre vinto due Coppe Italia e due Supercoppe italiane. Ha, inoltre, partecipato a due edizioni di UEFA Futsal Champions League nelle stagioni 2015-16, qualificandosi alle Final Four e 2017-18, raggiungendo l'Elite Round.
Pallanuoto
La Waterpolis Pescara Pallanuoto, non più attiva, è stata la squadra più rappresentativa della città. È stata campione d'Italia nel 1987, 1997 e 1998, nonché campione d'Europa nel 1987. Rimane l'unica squadra di pallanuoto in Italia ad aver vinto almeno una volta tutte le competizioni continentali. Attualmente l'unica società cittadina è la Pescara Nuoto e Pallanuoto, che milita nel campionato di serie A2 sia con la squadra maschile che con la squadra femminile. Dal 2010 è presente il Club Acquatico Pescara in serie B.
Ciclismo
La città vanta una buona tradizione ciclistica. Dagli anni novanta, il più importante campione locale è Danilo Di Luca. Tra i ciclisti del passato è noto Palmiro Masciarelli. Diverse sono le squadre ed associazioni attive. La gara ciclistica professionistica Trofeo Matteotti, si svolge ogni anno lungo le strade della città.
Pescara è stata attraversata dal Giro d'Italia diverse volte; in particolare è stata arrivo o partenza di tappa nelle edizioni seguenti: 1912 (tappa annullata), 1919, 1922, 1927, 1931, 1937, 1939, 1947, 1948, 1951, 1956, 1957, 1960, 1963, 1977, 1982, 1999, 2001, 2013 e 2022.
Automobilismo
Dal 1924 al 1961 Pescara è stata la sede della Coppa Acerbo, gara automobilistica che aveva luogo su un tracciato cittadino di circa 25 km. Nelle molte edizioni, hanno preso parte alla gara anche grandi campioni come Enzo Ferrari (1924), Tazio Nuvolari (1932), Juan Manuel Fangio (1950) e Stirling Moss che nel 1957 vinse l'unica edizione valida come prova del Campionato mondiale di Formula 1.
Altri sport
A Pescara hanno sede diverse società sportive tra le quali: Pescara Handball per la pallamano, la Facar Pescara, rinominata Pescara Basket nella pallacanestro che ha militato in serie A2, la Pescara Crabs nel football americano, la Old Pescara Rugby per il rugby, la A.S.D. Flaiano Pescara e la A.S.D. Accademia Scherma Pescara nella scherma, la Judo Kai Sakura Pescara nel judo.
Giochi del Mediterraneo
Tra il 26 giugno ed il 5 luglio del 2009, Pescara ha ospitato i XVI Giochi del Mediterraneo, tenuti sotto l'egida del Comitato Olimpico Internazionale.
Nell'estate del 2015 a Pescara si è svolta la prima edizione dei Giochi del Mediterraneo sulla spiaggia.
Città Europea dello Sport 2012
Pescara è stata Città Europea dello Sport per l'anno 2012.

### Impianti sportivi
- Stadio Adriatico-Giovanni Cornacchia: calcio, atletica.[273]
- Stadio Adriano Flacco: calcio.[274]
- Campo S. Marco: calcio.[275]
- Campo Rampigna: calcio[276]
- Pattinodromo comunale.[277]
- Palasport Giovanni Paolo II: pallacanestro, pallavolo, pallamano.[278]
- PalaElettra: pallacanestro, pallavolo, pallamano, pugilato.[279]
- Palasport "Ciro Quaranta": pallacanestro, pallavolo, pallamano.[280]
- PalaRigopiano: calcio a 5, pallacanestro, pallavolo.[281]
- Centro sportivo "Rocco Febo": calcio, rugby, baseball, softball pattinaggio artistico a rotelle, scherma.[282]
- Circolo Tennis Pescara: tennis.[283]
- Piscine Le Naiadi: nuoto, pallanuoto, nuoto sincronizzato.
- Bocciodromo Zanni.[284]
- Bocciodromo Via Orfento.[285]